# مسجد الرفاعي
مسجد الرفاعي : هو أحد المساجد الأثريّة الشهيرة بالقاهرة. أمرت ببنائه خوشيار هانم والدة الخديوي إسماعيل سنة 1286هـ/1869م، وعهدت إلى حسين باشا فهمي بتنفيذ المشروع. في سنة 1298هـ/1880م أُوقفت عمارة المسجد، ثم توفيت خوشيار هانم سنة 1303هـ/1885م، وظلَّ مشروع البناء متوقفاً نحو 25 عاماً حتى عهد الخديوي عباس حلمي الثاني سنة 1905 إلى أحمد خيري باشا بإتمام المسجد فكلّف المهندس هرتس باشا بإكمال البناء، فأتمه في سنة 1329هـ/1911م، وافتتح المسجد للصلاة في غرة شهر المحرم سنة 1330هـ/1912م. يوجد بالمسجد مقبرتا الشيخين علي أبي شباك ويحيى الأنصاري، وكذلك مقابر الأسرة الملكية التي يرقد بها الخديوي إسماعيل وأمه خوشيار هانم منشئة المسجد وزوجاته وأولاده، والسلطان حسين كامل وزوجته، والملك فؤاد الأول، والملك فاروق الأول.
كان موقع المسجد قديماً «زاوية الرفاعي» المدفون بها الشيخ علي أبو شباك الرفاعي والموجود قبره بالمسجد حتى الآن، ومنه اتخذ المسجد اسمه، إلا أنه بعد إنشاء المسجد نُسبت التسمية إلى الشيخ أحمد بن علي الرفاعي المدفون بالعراق، وجد أحمد الصياد والد الشيخ علي أبي شباك. يقع المسجد حالياً بميدان صلاح الدين بحي الخليفة التابع للمنطقة الجنوبية بالقاهرة، وبجواره عدة مساجد أثرية تتمثل في مسجد السلطان حسن، مسجد المحمودية، مسجد قاني باي الرماح، مسجد جوهر اللالا، بالإضافة إلى مسجد محمد علي، ومسجد الناصر قلاوون بقلعة صلاح الدين، ومتحف مصطفى كامل.:ج1ص366:ج1ص369:370

## التسمية
في نهاية طراز المسجد بالناحية القبلية الشرقية تم تدوين: «وقد تم بعناية الله تعالى هذا المسجد الشريف مسجد العارف بالله تعالى السيد أحمد الرفاعي رضي الله عنه حسبما صدر به أمر ولي النعم الجناب العالي خديو مصر المعظم الحاج عباس حلمي الثاني أعز الله دولته وأعلى كلمته وذلك في سنة ثمان وعشرين وثلثمائة وألف من هجرة من هو للأنبياء والرسل ختام عليه وعلى آله وصحبه أتم الصلاة والسلام».:ج1ص365:366
رغم أن تسمية المسجد منسوبة للشيخ أحمد بن علي الرفاعي إلا أن قبره ليس موجوداً به، حيث كانت وفاته بقرية أم عبيدة بالعراق سنة 578هـ/1182م. ولكن التسمية كانت ملازمة للزاوية القديمة «زاوية الرفاعي» التي كانت محل المسجد الحالي نسبة إلى الشيخ المدفون بها علي أبي شباك من ذرية الرفاعي، وانتقل الاسم بعد ذلك إلى المسجد الحالي.:ج1ص366

### الشيخ أحمد الرفاعي
ولد الشيخ أحمد الرفاعي يتيماً بجزيرة أم عبيدة بالعراق سنة 512هـ، فكفله خاله الشيخ منصور البطائحي، وينسب إلى جده السابع رفاعة الذي هاجر إلى المغرب هرباً من اضطهاد العباسيين للعلويين في المشرق، فاستقر بإشبيلية وتزوج وأنجب عدداً كبيراً من الأولاد، وسافر حفيده يحيى إلى الحجاز لتأدية فريضة الحج، فأقام بمكة مدة قصيرة، ثم ارتحل بعدها إلى البصرة واستقر بها وأنجب ولديه الحسن الرفاعي وأحمد الرفاعي. تلقى أحمد العلوم الدينية وحفظ القرآن في سن صغيرة وتردد على كبار العلماء مثل الشيخ منصور البطائحي والشيخ علي الواسطي والإمام الخرنوبي. وفي الخامسة والعشرين من عمره توفي خاله الشيخ منصور البطائحي بعد أن ولّاه خلافة طريقته. وترك الشيخ الكثير من الأوراد والكتب في مختلف العلوم الدينية في التوحيد والتفسير والحديث والتصوف والفقه، وتوفي في قرية أم عبيدة ودُفن في ضريحه هناك سنة 572هـ أو 578هـ.:ج1ص304:306

### الشيخ علي الرفاعي
الشيخ علي أبي شباك الرفاعي بن أحمد بن عبد الرحيم بن عثمان الرفاعي أخو القطب الصوفي أحمد الرفاعي بن علي المكي بن يحيى النقيب بالبصرة بن ثابت بن الحازم أحمد بن علي المكي بن الحسن رفاعة بن المهدي بن أبو القاسم بن محمد الحزين بن الحسين بن الحسين بن أحمد الأكبر بن موسى أبو شيحة بن إبراهيم المرتضى بن موسى الكاظم بن جعفر الصادق بن محمد الباقر بن علي زين العابدين بن الحسين بن علي بن أبي طالب ، حيث وفد والده أحمد الصياد على مصر سنة 683هـ وتزوج حفيدة الملك الأفضل، وأنجب منها ولده علي، ولكنه رحل عن مصر قبل أن يولد ابنه، فبقي علي في كنف أمه وأهلها في مصر واتخذ طريقة جده الصوفية ودعا إليها وجعل من سكن أسرته بسوق السلاح مقراً للطرق الرفاعية.:ج1ص306

## المُنشئة
أمر بإنشاء المسجد خوشيار هانم أو هوشيار خاطر هانم أو هوشيار قادين، وهي سيدة تركية الأصل كانت إحدى زوجات إبراهيم باشا نجل محمد علي باشا والي مصر، وهي أم الخديوي إسماعيل ابن إبراهيم باشا الذي لقبت في عهده باسم «الوالدة باشا»، وهي أيضاً شقيقة السلطانة «برتونيال» زوجة السلطان العثماني محمود الثاني، والدة السلطان عبد العزيز الأول. سكنت خوشيار هانم قصر الدوبارة في منطقة جاردن سيتي، وتوفيت سنة 1303هـ/1885م عن عمر جاوز السبعين عاماً ودُفنت بمسجد الرفاعي.

## المهندس

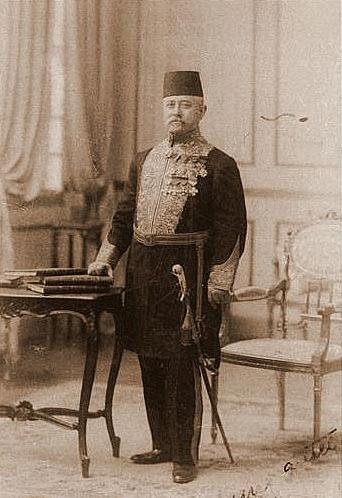
ماكس هرتس باشا

صاحب تصميم المسجد هو حسين باشا فهمي المعمار ابن عبد الكريم بك أخو محرم بك الذي شغل منصب محافظ الإسكندرية وتزوج من «تفيدة هانم» بنت محمد علي باشا. تعلم في مكاتب مصر ودخل مدرسة السواري بها ثم اختير للسفر إلى فرنسا في بعثة سنة 1844 لكي يلتحق بالمدرسة الحربية المصرية بباريس، ثم دخل في قسم السلك المدني وتخرج منه والتحق بمدرسة الهندسة العليا بباريس. لما أتم دراسته عاد إلى مصر في عهد عباس الأول وعمره 22 سنة، فأنعم عليه الوالي برتبة أمير آلاي. شغل عدة مناصب مرموقة منها مدير جمرك الإسكندرية ثم محافظ السويس ثم وكيلاً لديوان الأوقاف وهي الوظيفة التي قام خلالها بتصميم مسجد الرفاعي وعدة مباني أخرى. اشتهر أثناء دراسته بفرنسا باسم كوجك حسين بك تمييزاً له عن حسين بك نجل محمد علي باشا الذي كان زميلاً له بالدراسة، ثم عرف بعد ذلك باسم حسين باشا فهمي المعمار. وأدركته الوفاة سنة 1891.:292:295
كان المعماري ماكس هرتس باشا هو من اختير لاستكمال أعمال البناء وإجراء التعديلات على بناء المسجد بعد توقف دام 25 عاماً. وهرتس باشا هو مهندس مجري ولد في أحد أقاليم المجر التي تتبع رومانيا حالياً سنة 1856. عاش في مصر من سنة 1880 إلى سنة 1914، وانضم إلى المكتب الفني بوزارة الأوقاف المصرية في سنة 1881، وفي عام 1890 أصبح المهندس المسؤول عن صيانة المعالم الأثرية الإسلامية والعمارة القبطية بمصر. وصل إلى رتبة الباشا وكان عضواً في لجنة حفظ الآثار العربية القديمة. وهو أول مدير لدار الآثار العربية (متحف الفن الإسلامي بالقاهرة حالياً). وتوفي في زيورخ بسويسرا سنة 1919.

## التاريخ

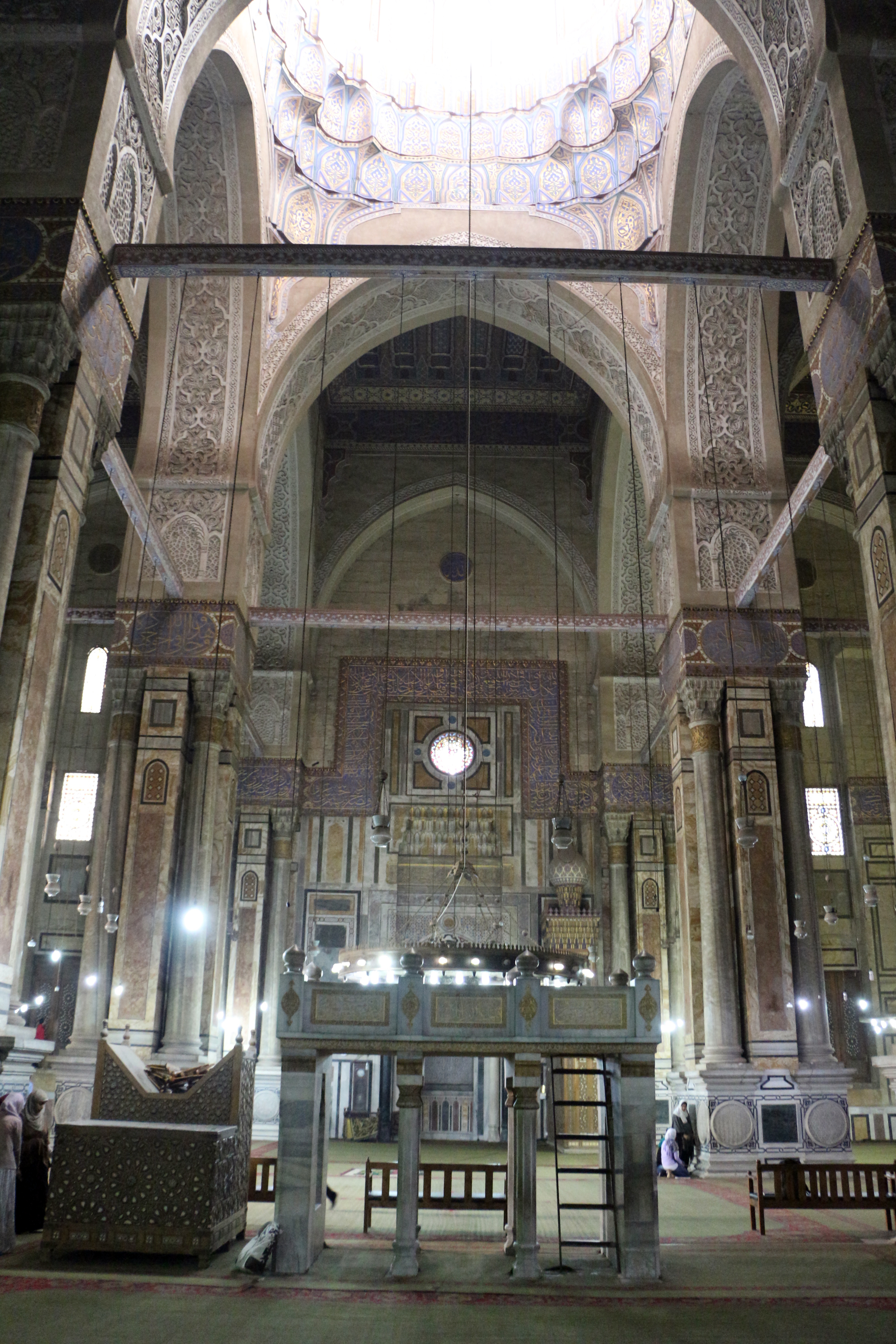
المسجد من الداخل ودكة المبلغ

يقع مسجد الرفاعي تحت قلعة الجبل بأول الرميلة تجاه مدرسة السلطان حسن وكان هذا الموقع قديماً يشغل جزء منه أرض مسجد الذخيرة الذي كان موقعه تجاه شبابيك مدرسة السلطان حسن والذي أنشأه ذخيرة الملك جعفر متولي الشرطة ووالي القاهرة ومحتسبها سنة 516 هـ/1122م، وكان في الموقع أيضاً زاوية عرفت باسم الزاوية البيضاء أو زاوية الرفاعي والتي كان بها قبري الشيخان (علي أبي شباك، يحيى الأنصاري).:ج1ص363:ج1ص307 في سنة 1286هـ/1869م أمرت دولتلو خوشيار هانم والدة الخديوي إسماعيل بتجديد زاوية الرفاعي، فاشتريت الأماكن المجاورة لها وأمرت بهدمها وعهدت إلى حسين باشا فهمي وكيل ديوان الأوقاف بإعداد مشروع لبناء مسجد كبير يلحق به مدافن لأسرتها وقبّتان للشيخان علي أبي شباك ويحيى الأنصاري، وباشر تنفيذ المشروع خليل آغا واستمر العمل حتى ارتفع البناء نحو مترين، ولضرورة إدخال تعديلات أوقفت العمارة وعرضت على خوشيار هانم تعديلات اقترحها المهندس جاي فلم تقبلها، ثم عرضت تعديلات أخرى لملافاة أخطاء في البناء تولى مناقشتها حسين باشا فهمي المعمار، وبدئ في تنفيذها بعد وفاته.:ج1ص363:364
في سنة 1298هـ/1880م أوقفت عمارة المسجد، ثم توفيت خوشيار هانم سنة 1303هـ/1885 م، وظل العمل معطلاً نحو 25 عاماً حتى سنة 1905 حين عهد الخديوي عباس حلمي الثاني إلى أحمد خيري باشا مدير الأوقاف الخصوصية بإتمام المسجد فكلف بدوره المهندس هرتس باشا باشمهندس الآثار العربية بإعداد مشروع إصلاح المسجد وتكملته، فأعد هرتس باشا ومساعده الإيطالي كارلو فيرجيليو سيلفايني المشروع الذي نال الموافقة وصدر إليه الأمر في 12 يوليو 1906 بالشروع في العمل.:ج1ص364
حرص هرتس باشا خلال استكمال أعمال البناء وإجراء التعديلات على ألا يغيّر كثيراً في مشروع حسين باشا المعمار، فأخذ في تقوية الجدران وتغيير التالف من الأبنية والعقود، واستخدم المواد التي كانت مودعة بمخازن المسجد على ذمة عمارته منذ سنة 1880، فاستخدم الذهب المستورد من إستانبول، ومواد النجارة، وبعض الكتابات التي أعدها الخطاط عبد الله بك زهدي، وقام بتكملة الناقص وتغيير التالف من كتابات خطاط القصر الملكي الشيخ مصطفى الحريري، كما استخدمت الأبسطة المصنوعة في مشاغل هركة بتركيا، والمشكاوات الزجاجية المصنوعة على طراز مشكاوات مساجد مصر الأثرية في القرنين الرابع عشر والخامس عشر الميلادي، ومنها نحو 240 مشكاة مطلية بالميناء صنعت في بوهيميا وزينت بكتابات قرآنية وتاريخية. بلغت تكلفة الإنشاءات حتى عام 1880 مبلغ 500000 جنيه، زاد عليها خلال أعمال استكمال البناء 132500 جنيه، وأضيف عليها بعض المصاريف الأخرى. وفي ختام سنة 1329هـ/1911م تم العمل بالمسجد، وافتتح للصلاة يوم الجمعة في غرة شهر المحرم سنة 1330هـ/1912م.:ج1ص364:365

## التصميم
حاول مهندسي مسجد الرفاعي عند وضع تصميمه مجاراة مسجد السلطان حسن المجاور له في العظمة والارتفاع مع أنهم قابلوا بعض الصعوبات التي انتقدها الأثريون والتي تداركها هرتس باشا ليصبح المسجد حين إتمامه من خيرة المساجد التي أنشئت في القرن العشرين وأحفلها زخرفاً وأتقنها صناعة. فمساحة المسجد من الداخل تبلغ 6500 متر، الجزء المخصص للصلاة منها تبلغ مساحته 1767 متر، وبقية المساحة خصصت للمدافن والملحقات. وللمسجد منارتان أقيمتا على قواعد مستديرة مثل منارتي مسجد السلطان حسن، أما المداخل فهي شاهقة وتكتنفها العمد الحجرية والرخامية بتيجانها العربية، وحليت أعتابها بالرخام، وغطيت مداخلها بقياب وسقوف مزخرفة ومذهبة، وللوجهات شبابيك نحاسية ذات تصميم خاص.:ج1ص366
يتوسط الوجهة الغربية المدخل الملكي الذي تكتنفه أعمدة حجرية ذات قواعد رخامية مزخرفة، وعلى يمين الداخل من هذا الباب مقبرة الملك فؤاد الأول في الركن الغربي القبلي للمسجد وهي مكسية بالرخام الملون، ويجاوره قبر والدته الأميرة فريال. ويقابل الداخل من الباب حجرة حليت بالنقوش الملونة وطُعمت بالرخام بها قبر الشيخ علي أبي شباك الرفاعي، وأُقيمت فوقها قبة حليت مقرنصاتها بالذهب والألوان وتتوسطها مقصورة خشبية راقية مطعمة بالسن والأبنوس، وفُتحت بأجناب الحجرة الأربعة أبواب تؤدي إلى المسجد. وبين البابين القبليين حجرة بها قبر الشيخ يحيى الأنصاري.:ج1ص367:368
يتوسط الجدار الشرقي المحراب المحلى باطنه برخام دقيق ويكتنفه من جانبيه عمودان أبيض وأخضر . وعلى جوانب المسجد وفي وسطه أقيمت أكناف بنواصيها عمد رخامية مزخرفة ومذهبة التيجان، أحضر الرخام اللازم لها من بني سويف وتركيا واليونان وإيطاليا وألمانيا وبلجيكا، وعلى جانب المحراب منبر كبير طعمت حشواته بالسن والأبنوس وخشب الجوز ونقضت خوذته ومقرنصاته بالذهب، ويمثله في الفخامة كرسي المصحف، أما دكة المبلغ فهي مصنوعة من الرخام ومقامة على أعمدة رخامية حفلت بالنقوش المذهبة.:ج1ص369
وبالنسبة للجانب البحري فبه ست أبواب، منها أربعة توصل للمدافن واثنان يوصلان إلى رحبتين بين تلك المدافن. ويوجد بالحجرة الشرقية أربعة قبور جميعها لأولاد وبنات الخديوي إسماعيل أحدها للمرحوم علي جمال الدين، والثاني للسيدة توحيدة هانم، والثالث للسيدة زينب هانم، والرابع للمرحوم إبراهيم حلمي، وتعلو هذه الحجرة قبة حليت مقرنصاتها بالألوان، وعلى يسار هذه القبة من الجهة الغربية إحدى الرحبتين، ومنها يتوصل إلى القبة الثانية وبها قبران أحدهما للسيدة خوشيار هانم والدة الخديوي إسماعيل ومنشئة المسجد، والثاني للخديوي إسماعيل. ويلي هذه القبة الرحبة الثانية التي يتوصل منها إلى القبة الثالثة المشتملة على قبور زوجات الخديوي إسماعيل وهم شهرت فزا هانم، جنانيار هانم، جشم آفت هانم، ويتصل بهذه القبة حجرة بها قبر السلطان حسين كامل ابن الخديوي إسماعيل يعلوها سقف ملون وكسيت جدرانها بأنواع الرخام الفاخر. وفُرشت تلك المقابر بالسجاد الفاخر وعلقت بها الثريات النحاسية والمشكاوات ووضعت بها كراسي المصاحف المطعمة بالسن والفضة، والمصاحف المذهبة والمباخر والشمعدانات الفضية.:ج1ص369:371

## المقابر
| صاحب القبر                                                     | صورة         | تاريخ الوفاة | التأبين | الوصف | قصة الدفن |
| -------------------------------------------------------------- | ------------ | ------------ | --- | --- | --- |
| الشيخ علي أبي شباك الرفاعي                                     | لا إطار      |              | | | [ 15 ] |
| الشيخ يحيى الأنصاري                                            |              |              | توجد المقبرة بين البابين القبليين، وهي عبارة عن حجرة بسيطة يتوسطها تابوت خشبي، وتعلوها قبة حجرية عارية من الزخرف، وهي التي تظهر بين المنارتين.:ج1ص368 | [ 15 ] | |
| خوشيار هانم "أم الخديوي إسماعيل"                               | لا إطار      | 1303هـ 1885م | | يوجد القبر بجوار قبر الخديوي إسماعيل | :ج1ص370 |
| الخديوي إسماعيل                                                | لا إطار      | 1312هـ 1895م | «لا إله إلا الله الملك الحق المبين. محمد رسول الله صادق الوعد الأمين. إسماعيل باشا خديوي مصر توفي عام اثني عشر وثلاثمائة وألف» | على القبر تركيبة رخامية لها جلسة مزررة من رخام أسود وأصفر تعلوها جلسة ثانية من رخام أبيض وأسود تعلوها عمد صغيرة خضراء تحمل عقوداً طعمت تواشيحها بالرخام الملون ومكتوب عليها آيات من القرآن.             | :ج1ص370 |
| جشم آفت هانم "زوجة الخديوي إسماعيل"                            | لا إطار      | 1325هـ 1907م | | | :ج1ص370 |
| شهرت فزا هانم "زوجة الخديوي إسماعيل"                           | لا إطار      | 1313هـ 1895م | | | :ج1ص370 |
| جنانيار هانم "زوجة الخديوي إسماعيل"                            | لا إطار      | 1331هـ 1912م | | | هي شقيقة فيردناند ديلسبس مهندس قناة السويس.:ج1ص370 |
| علي جمال الدين "ابن الخديوي إسماعيل"                           | 1311هـ 1893م |              | يوجد القبر بالحجرة البحرية الشرقية، وعليه تركيبة رخامية دقيقة الصنع بها نقوش عربية مذهبة. | :ج1ص369 | |
| إبراهيم حلمي "ابن الخديوي إسماعيل"                             | 1345هـ 1926م |              | يوجد القبر بالحجرة البحرية الشرقية. | :ج1ص369 | |
| زينب هانم "ابنة الخديوي إسماعيل"                               | 1292هـ 1875م |              | يوجد القبر بالحجرة البحرية الشرقية، وهو من الرخام ومحلّى بزخارف مورقة مذهبة. | :ج1ص369 | |
| توحيدة هانم "ابنة الخديوي إسماعيل"                             | 1306هـ 1888م |              | يوجد القبر بالحجرة البحرية الشرقية، وعليه تركيبة خشبية محلاة بالفضة ومطعمة بالسن. | :ج1ص369 | |
| السلطان حسين كامل                                              | لا إطار      | 1335هـ 1917م | «هذا ضريح حسين كامل بن إسماعيل بن الحاج إبراهيم بن الحاج محمد علي الكبير. ولد في 19 شهر صفر سنة 1270 وتوفي إلى رحمة الله تعالى في 22 ذي الحجة سنة 1335» | على القبر تركيبة رخامية مكونة من ثلاث حطات دقيقة الصنع منقوشة ومذهبة. | :ج1ص370 |
| السلطانة ملك حسن طوران أو ملك جشم أفت "زوجة السلطان حسين كامل" | لا إطار      |              | | | |
| الملك فؤاد الأول                                               | لا إطار      | 1355هـ 1936م | «الملك فؤاد الأول طيب الله ثراه. انتقل إلى الرفيق الأعلى الملك فؤاد الأول بعد الظهر بساعة ونصف الساعة من يوم الثلاثاء 7 صفر سنة 1355، وكان مولد جلالته رحه الله بقصر الجيزة في 2 ذي الحجة سنة 1284، وارتقى عرش المملكة المصرية في 22 ذي الحجة سنة 1335. أسكنه الله جنات النعيم»                      | توجد المقبرة في الركن الغربي القبلي من المسجد وكسيت جدرانها بالرخام الملون وعلى القبر تركيبة رخامية لها جلستان إحداهما خضراء داكنة والأخرى صفراء فوقها جلسة بها عقود مذهبة على عمد صغيرة نحاسية مذهبة. | :ج1ص367 |
| فريال هانم "زوجة الخديوي إسماعيل وأم الملك فؤاد الأول"         | لا إطار      | 1320هـ       | «سبحان من تفرد بالبقاء. هذا قبر المغفور لها ربة التقى والكمال الأميرة فريال هانم أفندي والدة مولانا القائم بالعدل بين العباد سلطان مصر المعظم السلطان فؤاد بارك الله في عمره وأسعد رعيته بدوام أمره. المنتقلة لجوار ربها الكريم في اليوم الحادي والعشرين من شهر رمضان سنة عشرين وثلثمائة وألف هجرية» | توجد المقبرة في الركن الغربي القبلي من المسجد بجوار قبر الملك فؤاد، واستخدم فيها أفخر أنواع الرخام. | :ج1ص367 |
| الملك فاروق الأول                                              | لا إطار      | 1384هـ 1965م | «المغفور له الملك فاروق الأول ولد بقصر عابدين في 21 جمادي الأولى سنة 1338 هـ - 11 فبراير 1920 م. تنازل عن العرش في 4 ذي القعدة سنة 1371 هـ - 26 يوليو سنة 1952 م. انتقل إلى رحمة الله في 15 ذي الحجة سنة 1384 هـ - 18 مارس سنة 1965 م»                                                               | | أعلن الملك فاروق قبل موته رغبته في أن يعود جثمانه من روما إلى مصر ويدفن بمسجد الرفاعي بجوار أسرته، وبعد ضغوط وافق الرئيس جمال عبد الناصر على دفن فاروق بمصر لكن في إحدى مقابر الأسرة الملكية بالقاهرة، وبعد وفاة عبد الناصر وافق الرئيس السادات على نقل رفات الملك فاروق إلى مسجد الرفاعي. |
| محمد رضا بهلوي "شاه إيران"                                     | لا إطار      | 1980م        | | | محمد رضا بهلوي هو آخر شاه لإيران وكان زوجاً للأميرة فوزية شقيقة الملك فاروق الأول، والتي طلقت منه في منتصف الأربعينات. انهار حكم الشاه عقب قيام الثورة الإسلامية في إيران سنة 1979، وتم نفيه حيث لم يستقبله سوى الرئيس أنور السادات، وعند وفاته أمر السادات بدفنه في مسجد الرفاعي. وكان مكان دفنه سابقاً قبراً لوالده الشاه رضا بهلوي الذي خلعته إنجلترا أثناء الحرب العالمية الثانية ونفته إلى جنوب أفريقيا ووضعت ابنه محمد على العرش سنة 1941، وبعد ثلاثة أعوام مات رضا بهلوي في منفاه ونقل جثمانه إلى مصر ليدفن في مسجد الرفاعي خلال فترة زواج الأميرة فوزية بمحمد رضا، وعقب حدوث الطلاق قرر الشاه إعادة جثمان والده إلى طهران، ليكرر محمد رضا نفس مصير والده ويدفن بعد نفيه في نفس القبر الذي كان يرقد به أباه. |

## سرقة المحتويات
في 1 يناير 2017 اكتشف اختفاء ستة مشكاوات من مسجد الرفاعي، من أصل خمسة عشر مشكاة كانت موجودة بحجرة الملك فؤاد والأميرة فريال يعود تاريخها لعام 1328هـ ومصنوعة من الزجاج المموّه بالمينا عليها «رنك» باسم الخديوي عباس حلمي الثاني وكتابات بخط الثلث المملوكي. في 24 يناير 2017 تمكنت شرطة السياحة والآثار من كشف غموض الحادث وضبط المسروقات والقبض على المتهمين. حيث تبيّن أن وراء الواقعة مسؤول توريد إكسسوارات، استغل تصوير بعض مشاهد أحد الأفلام بمسجد الرفاعي فأزال المشكاوات الأثرية وأخفاها داخل سيارته بهدف بيعها بالاتفاق مع شركائه بمبلغ 900 ألف جنيه.

## حالياً
يعتبر مسجد الرفاعي حالياً مقصداً سياحياً هاماً يزوره السياح من مختلف الجنسيات، خاصة زوار قبر شاه إيران محمد رضا بهلوي وقبر الشيخ علي الرفاعي الذي يجتذب أتباع الطريقة الرفاعية الصوفية.

## التكريم
اعتزازاً من الدولة المصرية بالقيمة الأثرية والثقافية للمسجد، واعترافاً منها بأنه أحد أهم معالمها السياحية، وكنوع من تسليط الضوء عليه لإظهار عراقته وأصالته، تم تزيين وجه العملة الورقية المصرية فئة العشرة جنيهات برسم صورة مسجد الرفاعي في أكثر من إصدار، ويحمل ظهر الورقة الحالية صورة الملك خفرع.

## معرض صور

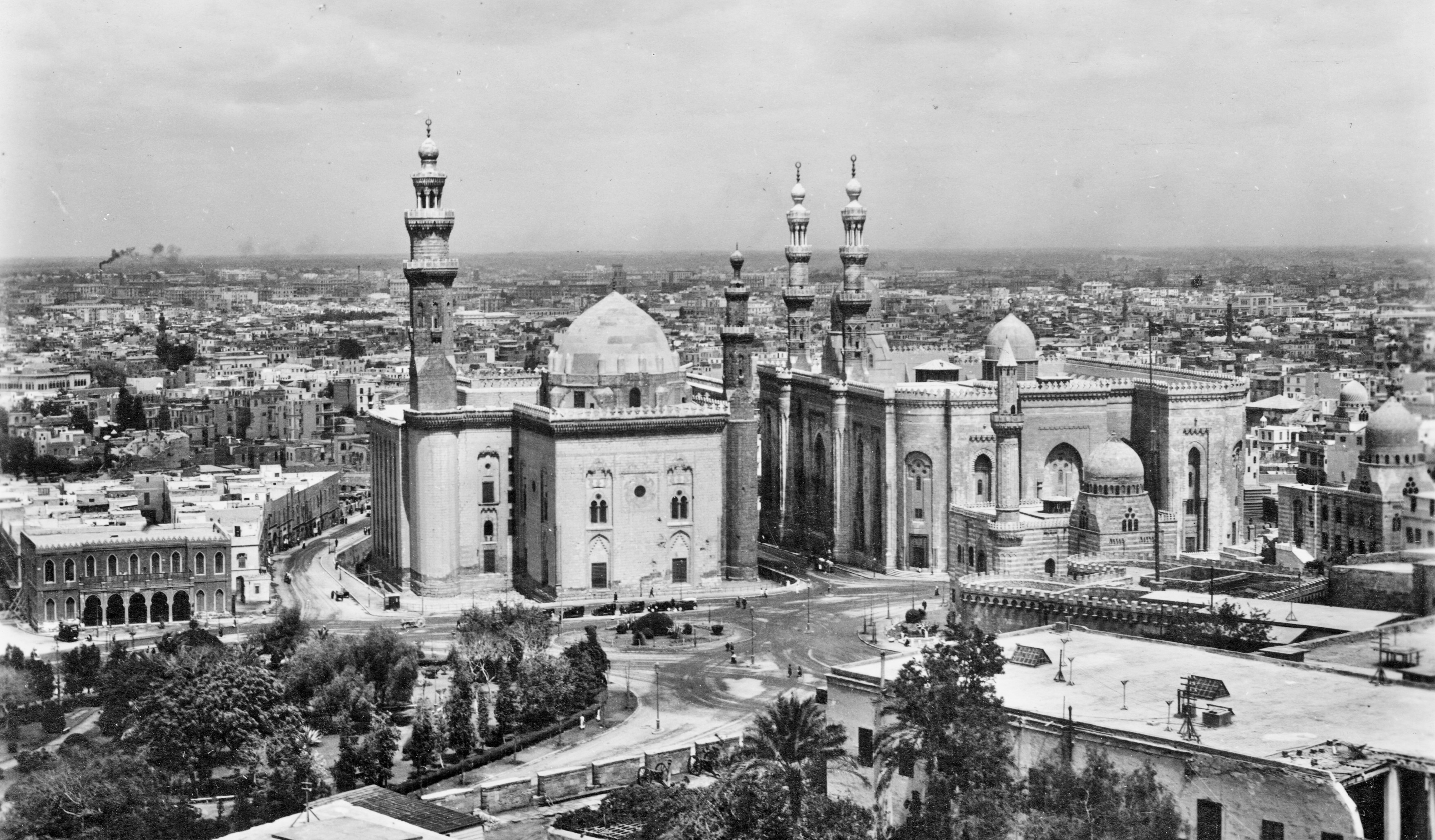
منظر عام لمسجد الرفاعي بجوار مسجد السلطان حسن
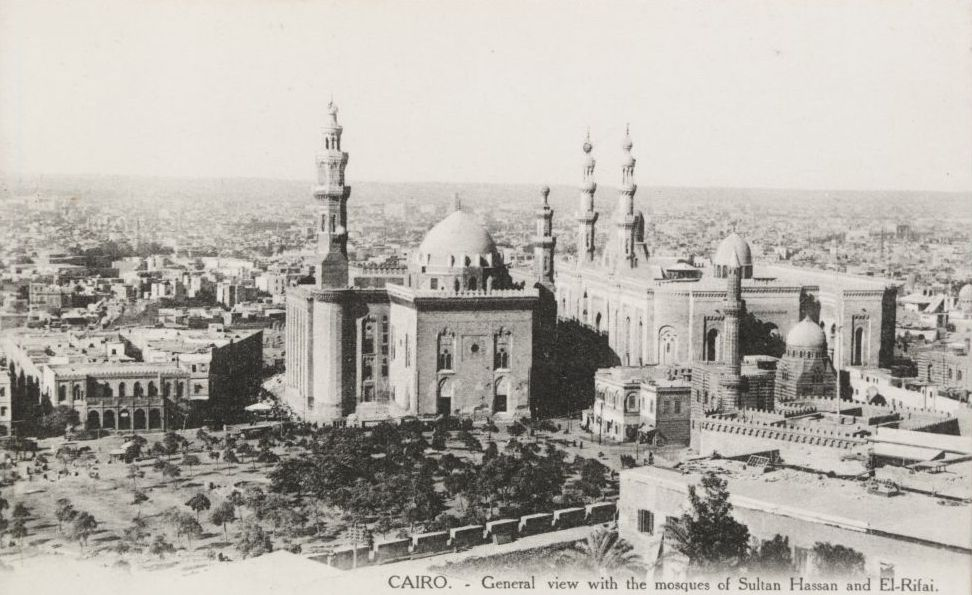
منظر عام لمسجد الرفاعي بجوار مسجد السلطان حسن
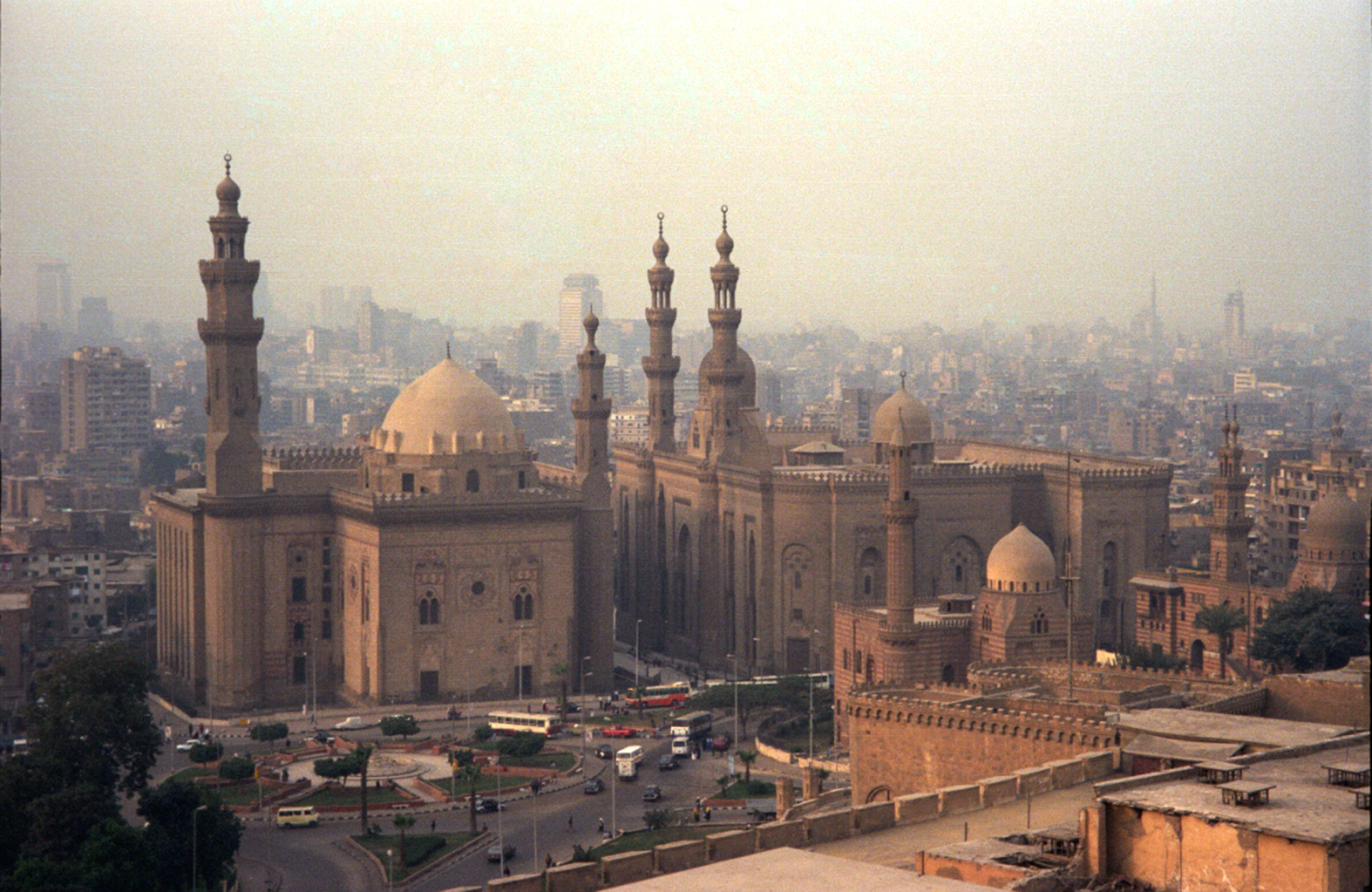
منظر عام لمسجد الرفاعي بجوار مسجد السلطان حسن
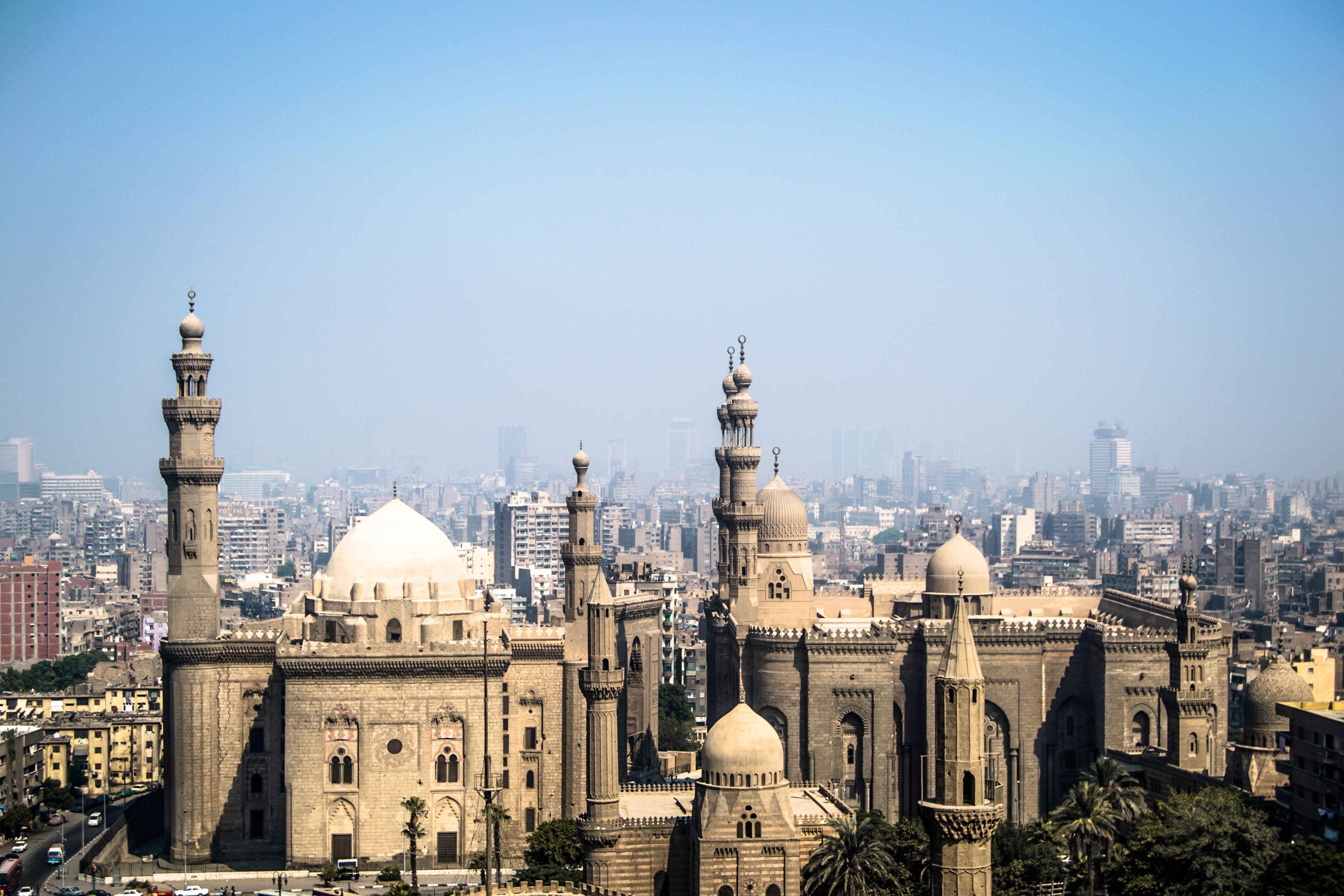
منظر عام لمسجد الرفاعي بجوار مسجد السلطان حسن
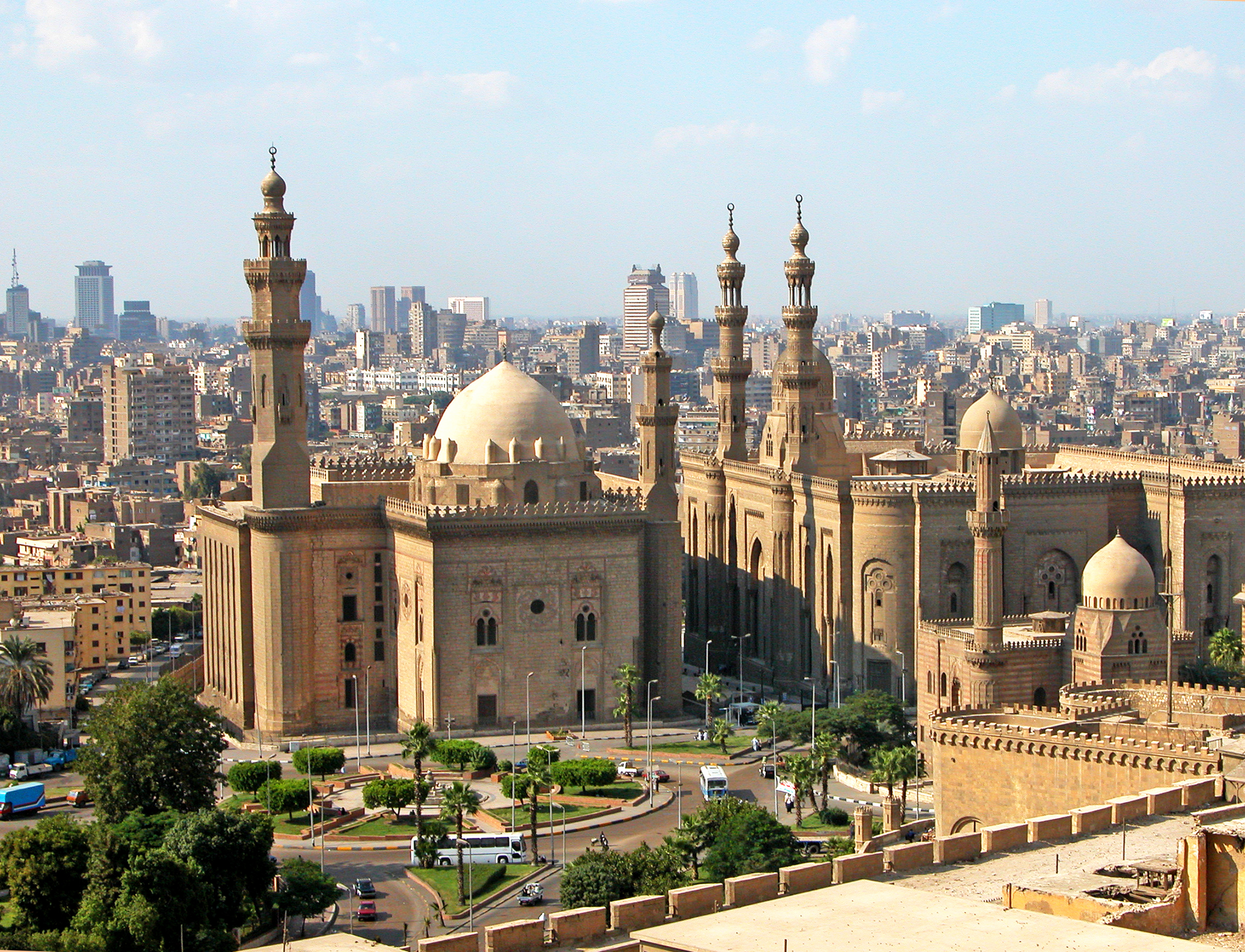
منظر عام لمسجد الرفاعي بجوار مسجد السلطان حسن
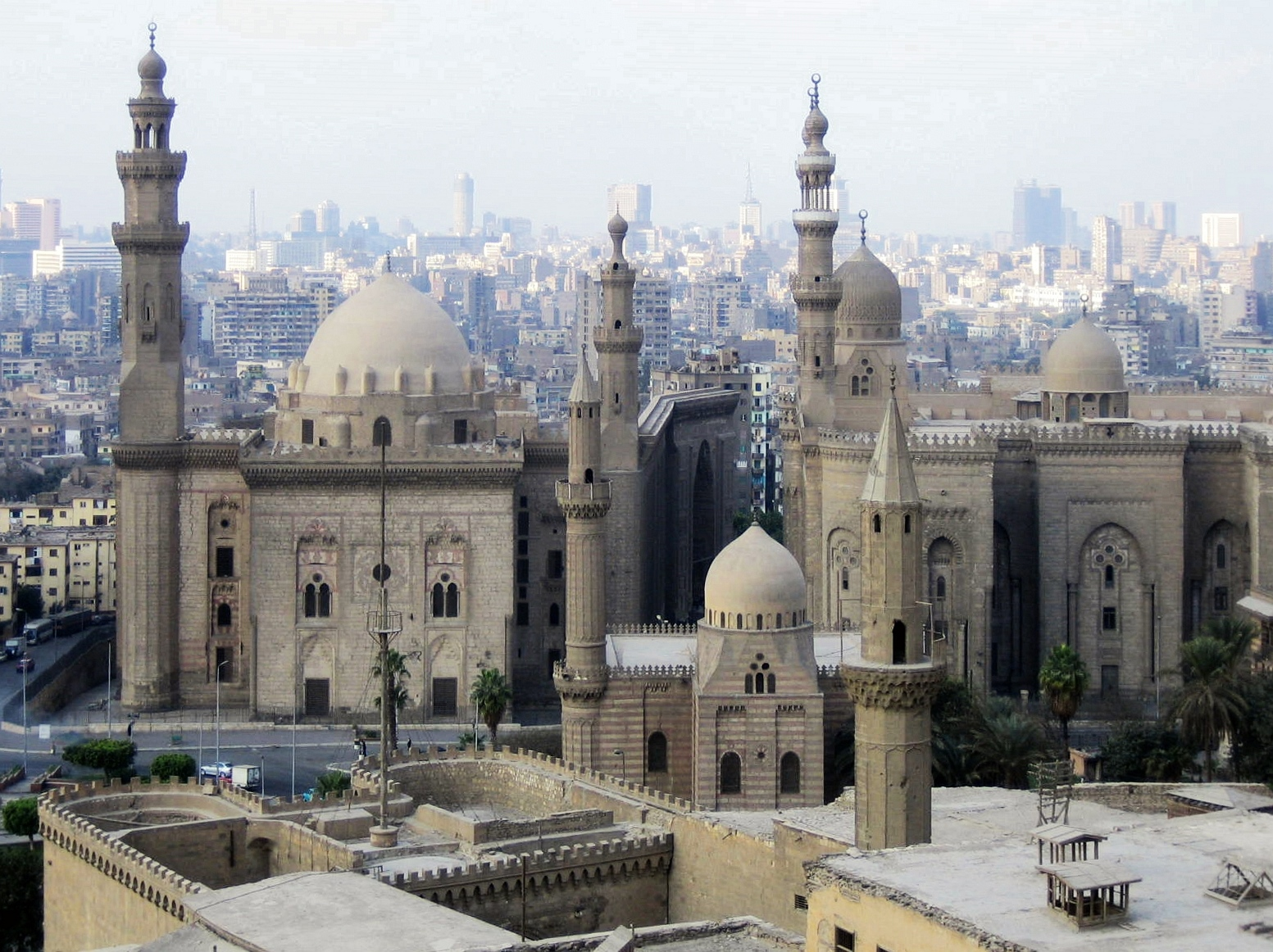
منظر عام لمسجد الرفاعي بجوار مسجد السلطان حسن
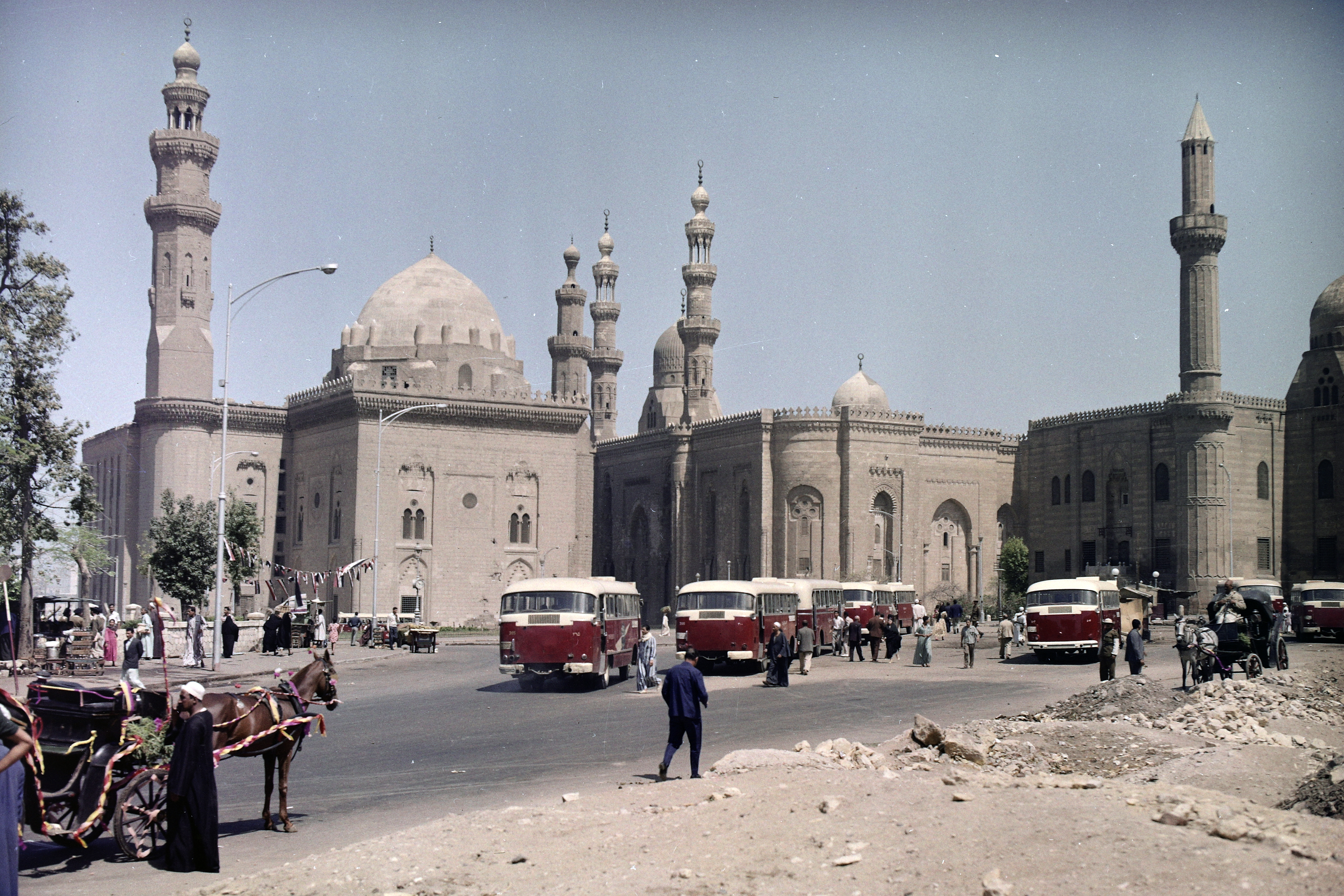
منظر عام لمسجد الرفاعي بجوار مسجد السلطان حسن
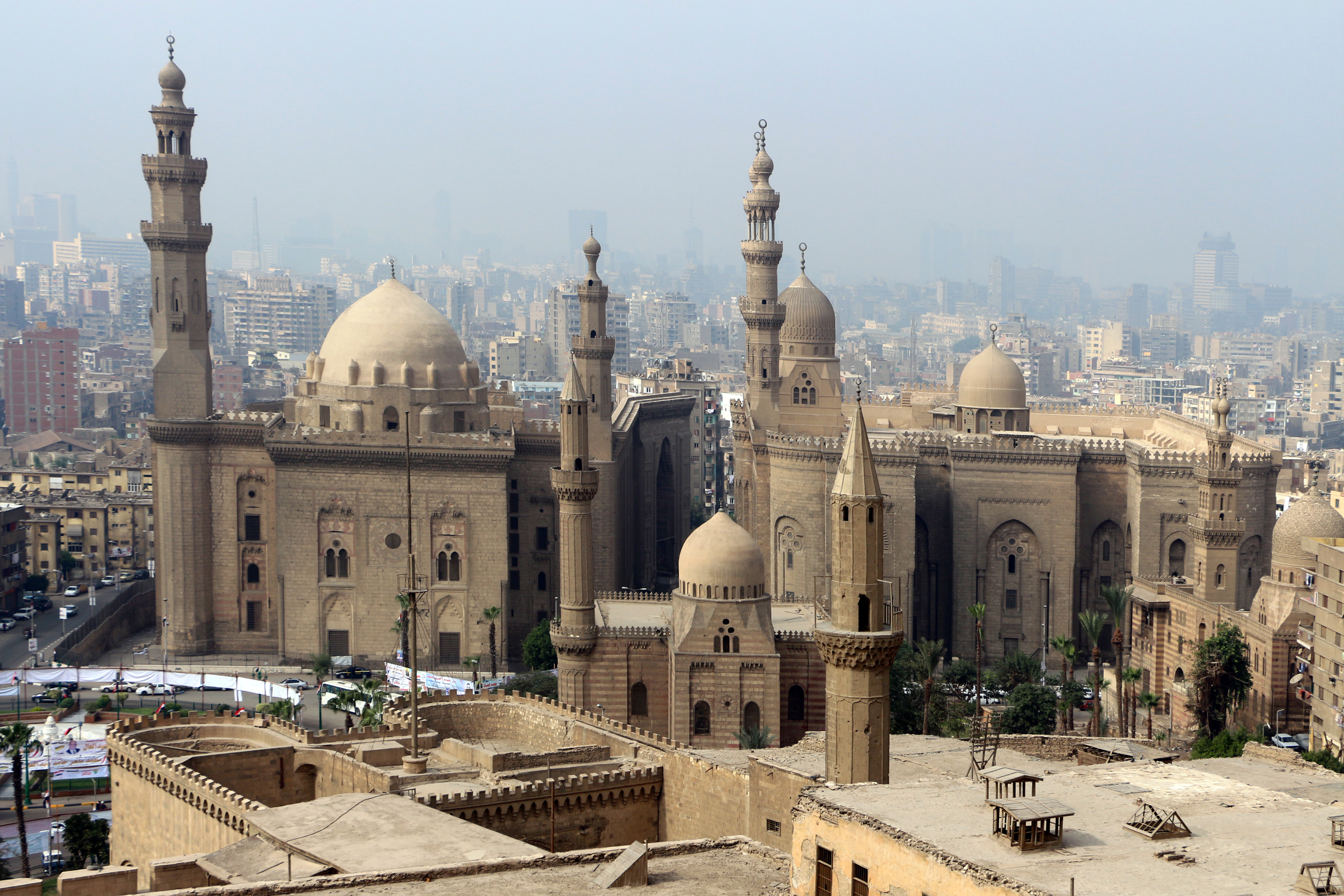
منظر عام لمسجد الرفاعي بجوار مسجد السلطان حسن
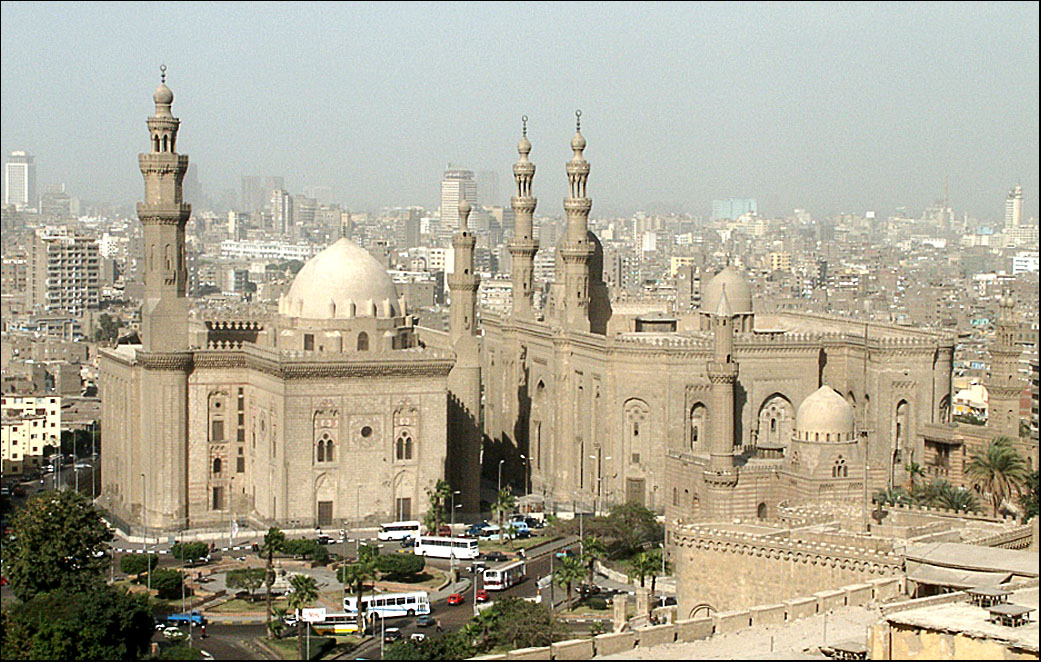
منظر عام لمسجد الرفاعي بجوار مسجد السلطان حسن
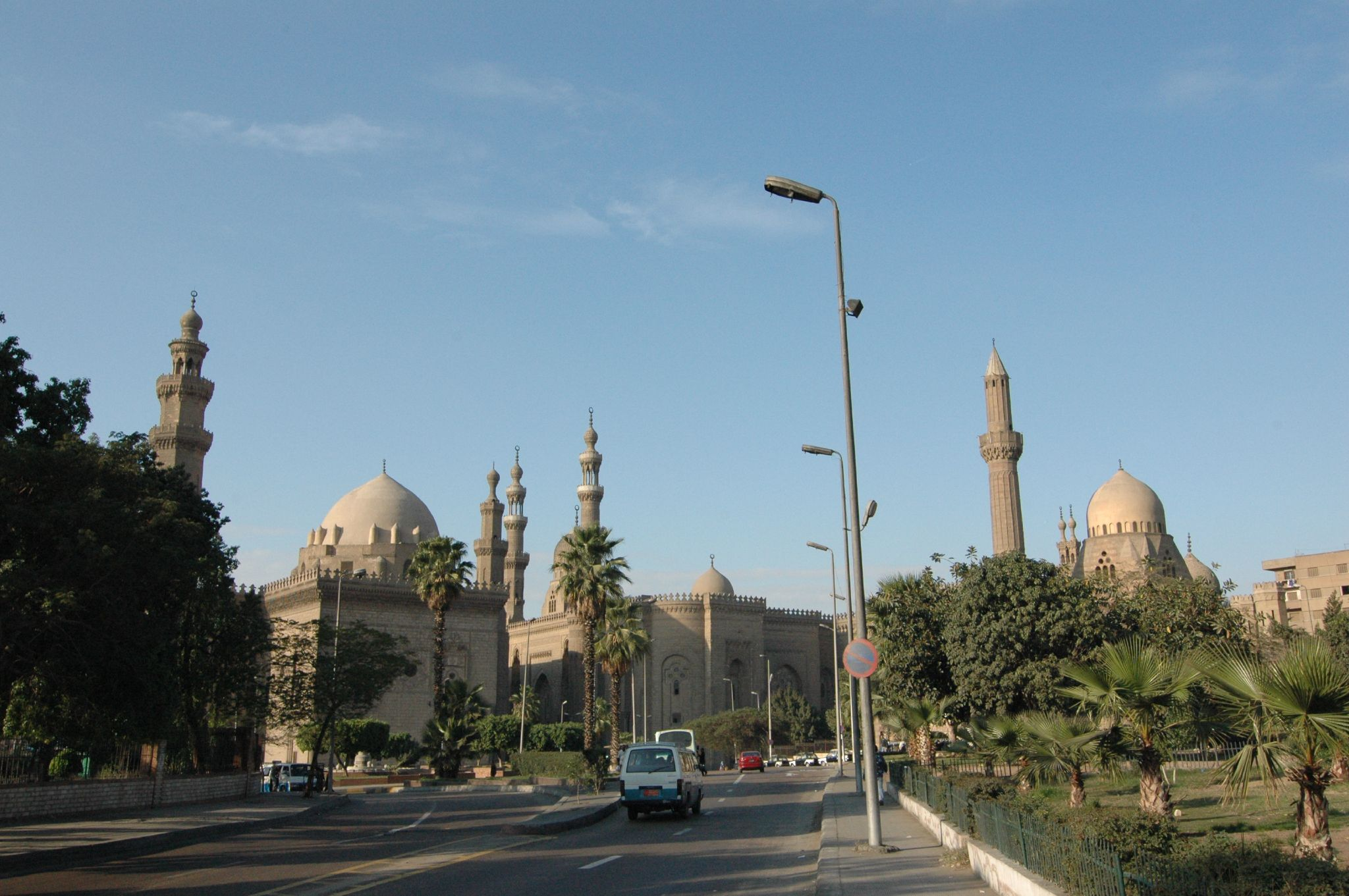
منظر عام لمسجد الرفاعي بجوار مسجد السلطان حسن
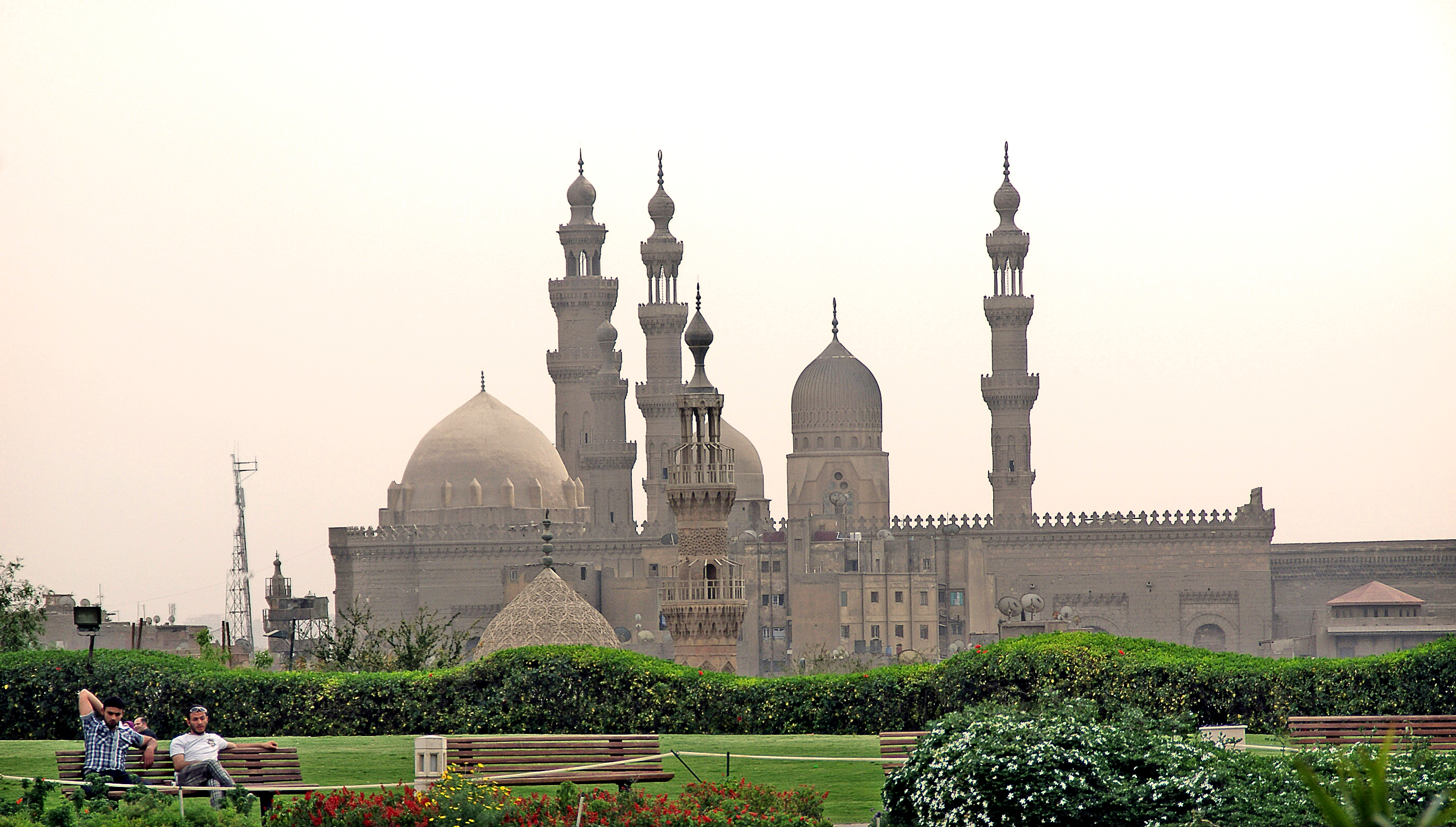
منظر عام لمسجد الرفاعي بجوار مسجد السلطان حسن
منظر عام لمسجد الرفاعي بجوار مسجد السلطان حسن
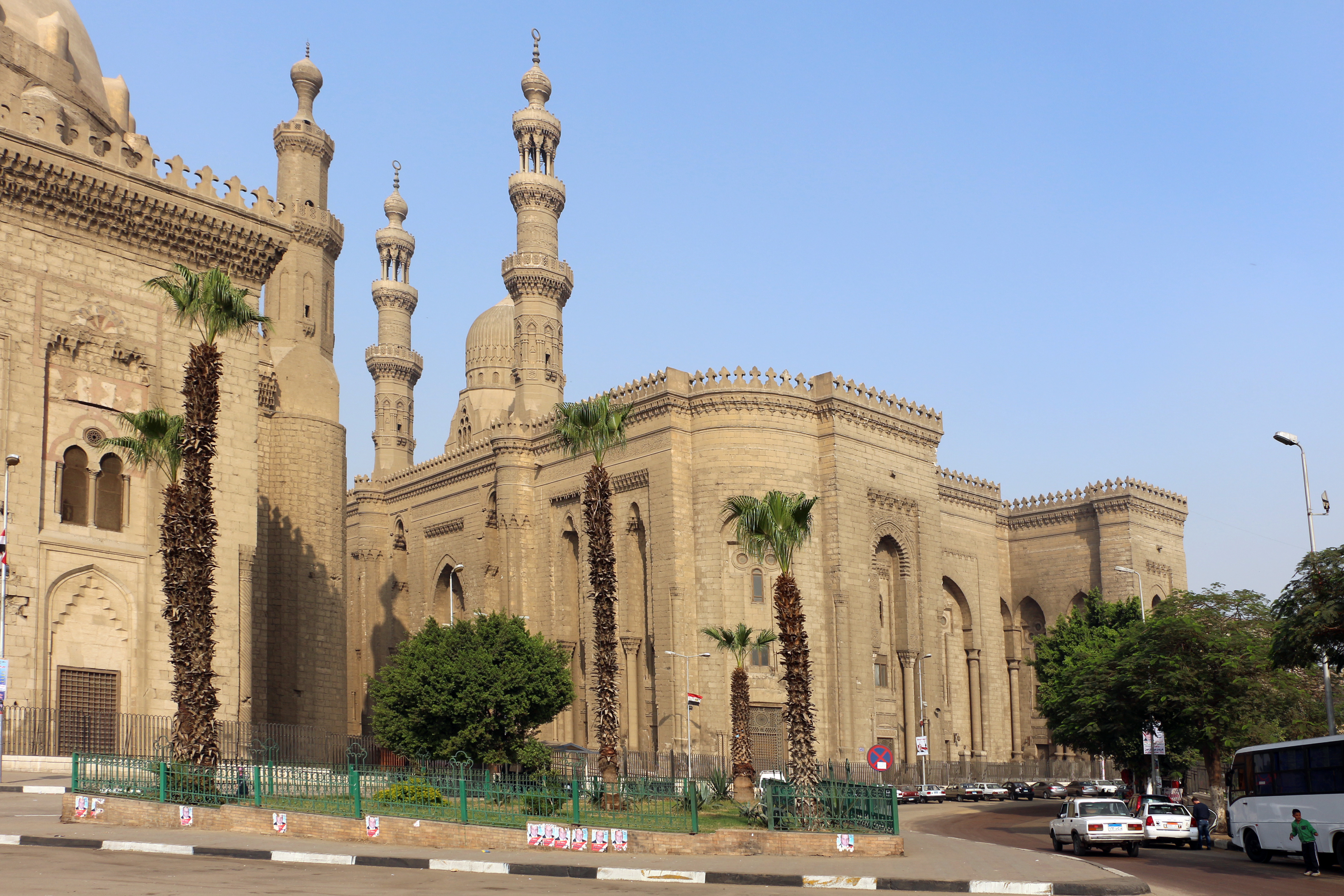
مسجد الرفاعي بميدان صلاح الدين
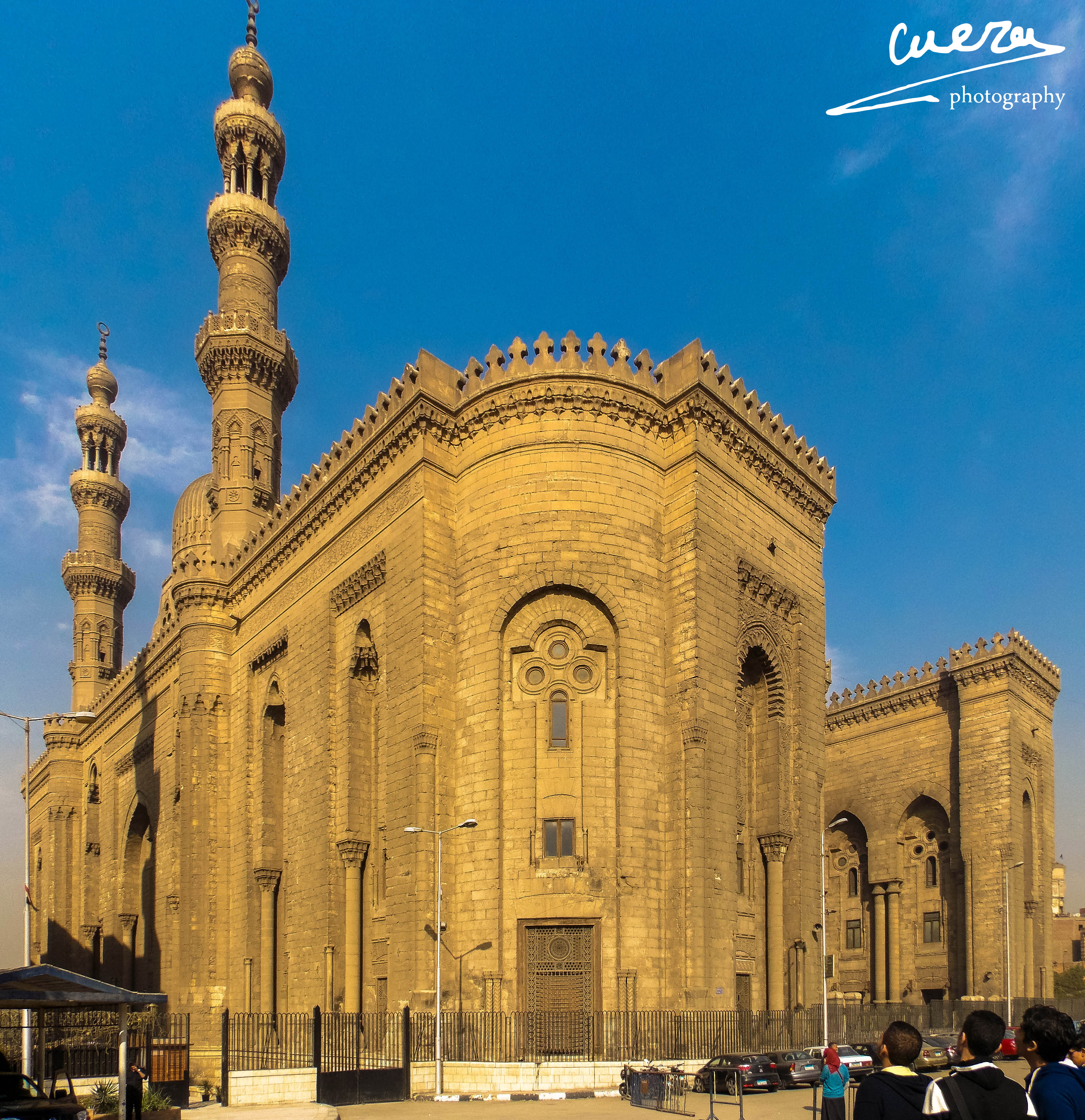
مسجد الرفاعي بميدان صلاح الدين
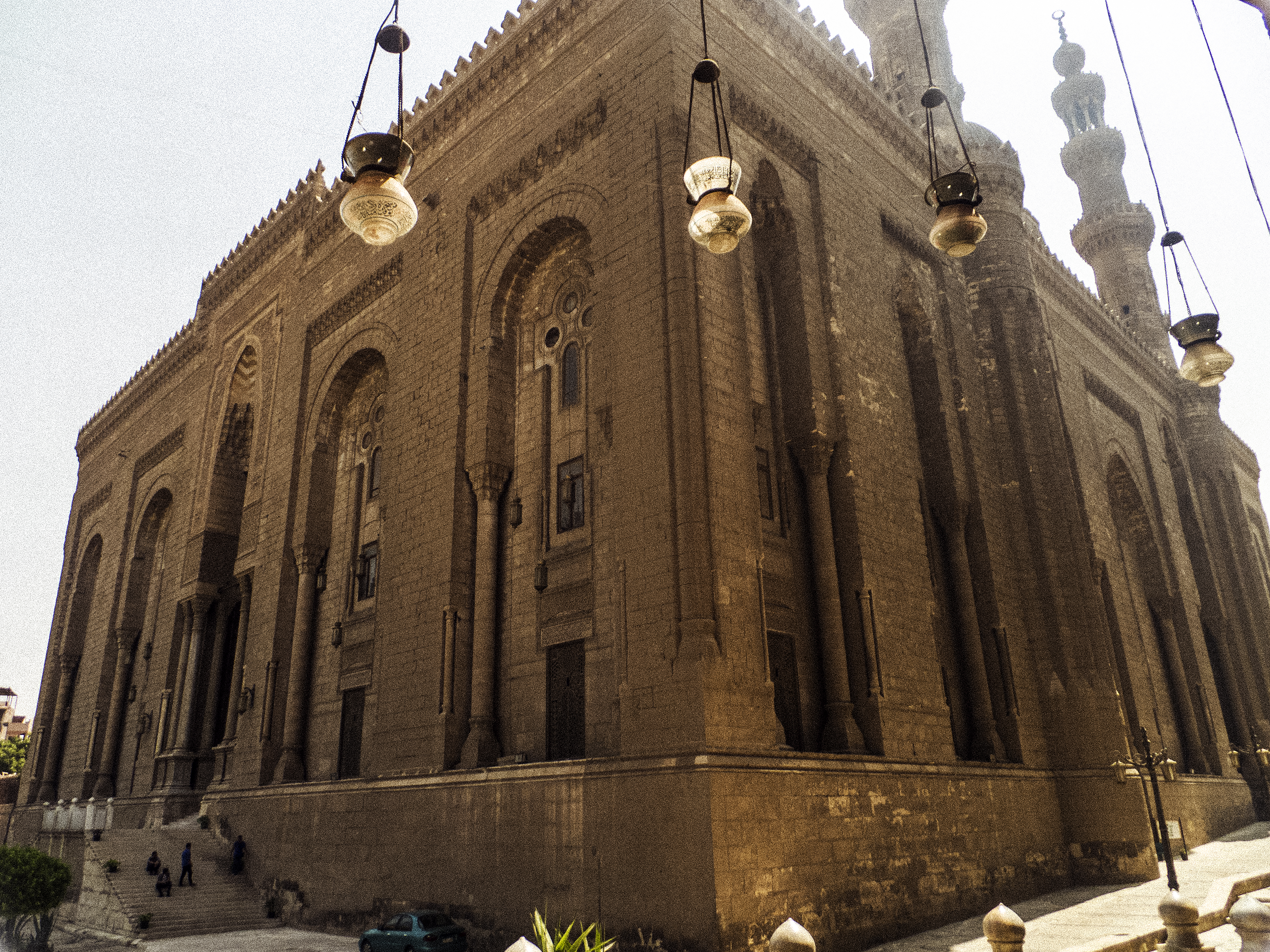
واجهة مسجد الرفاعي
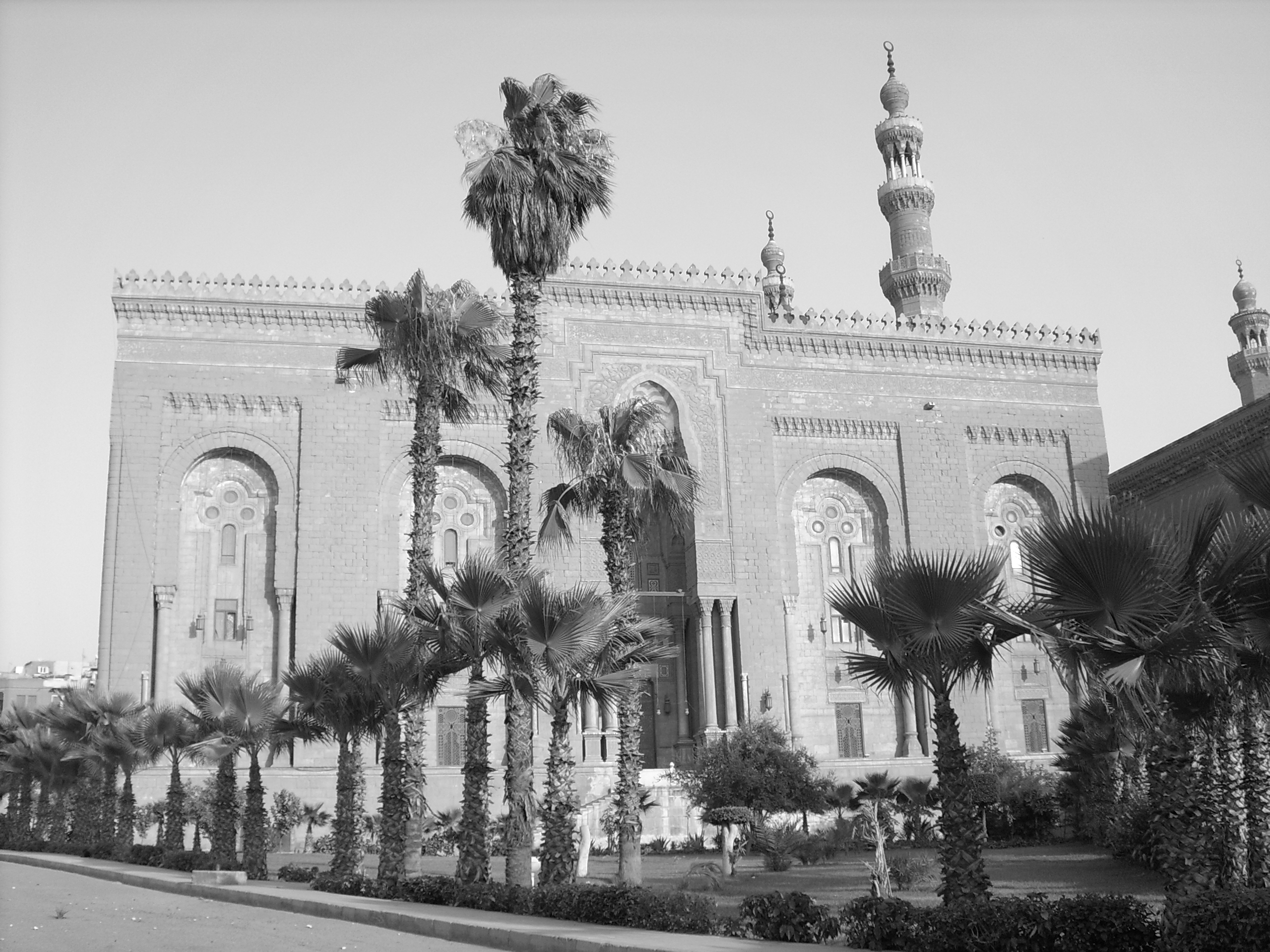
واجهة مسجد الرفاعي
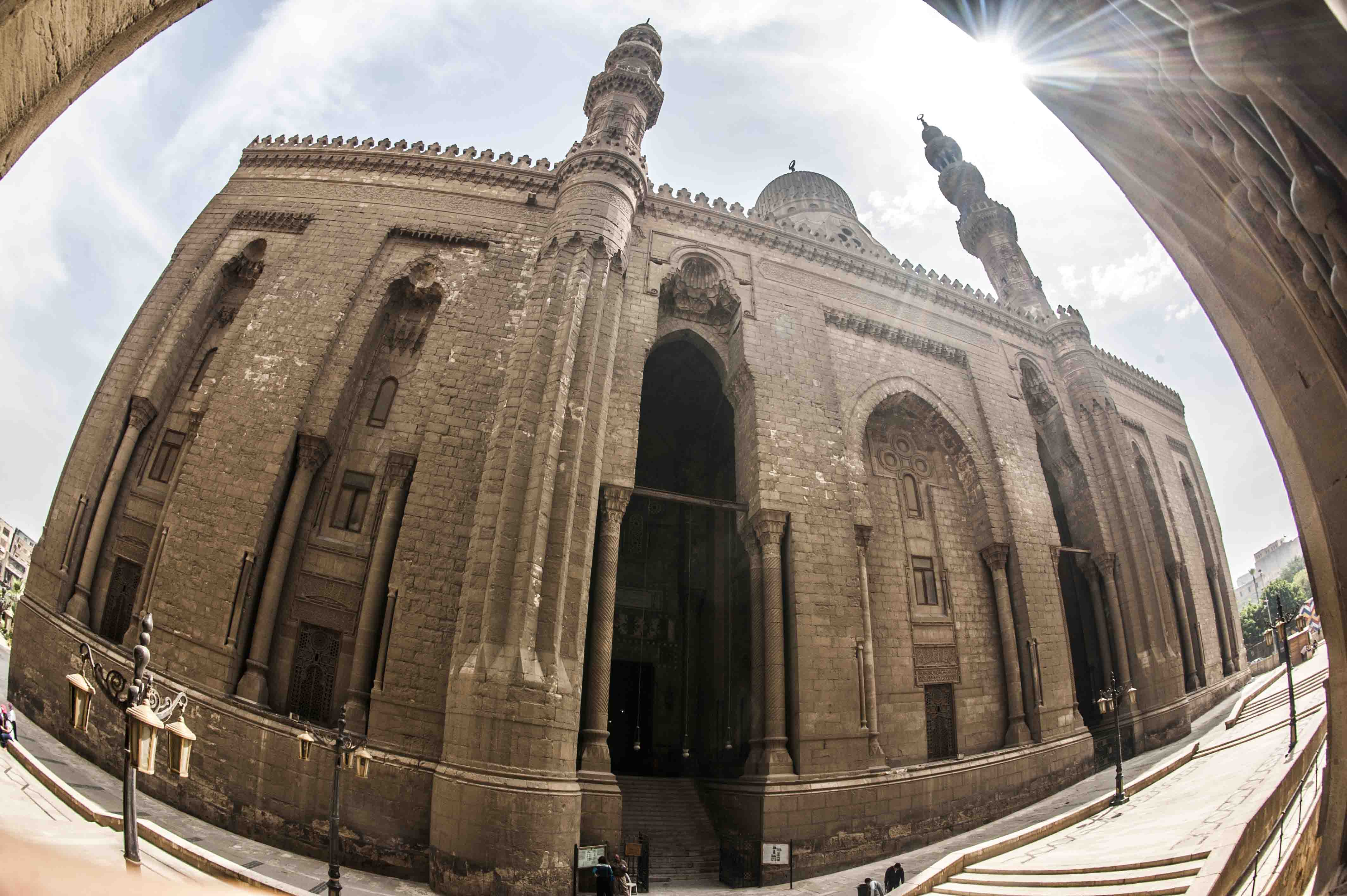
واجهة مسجد الرفاعي
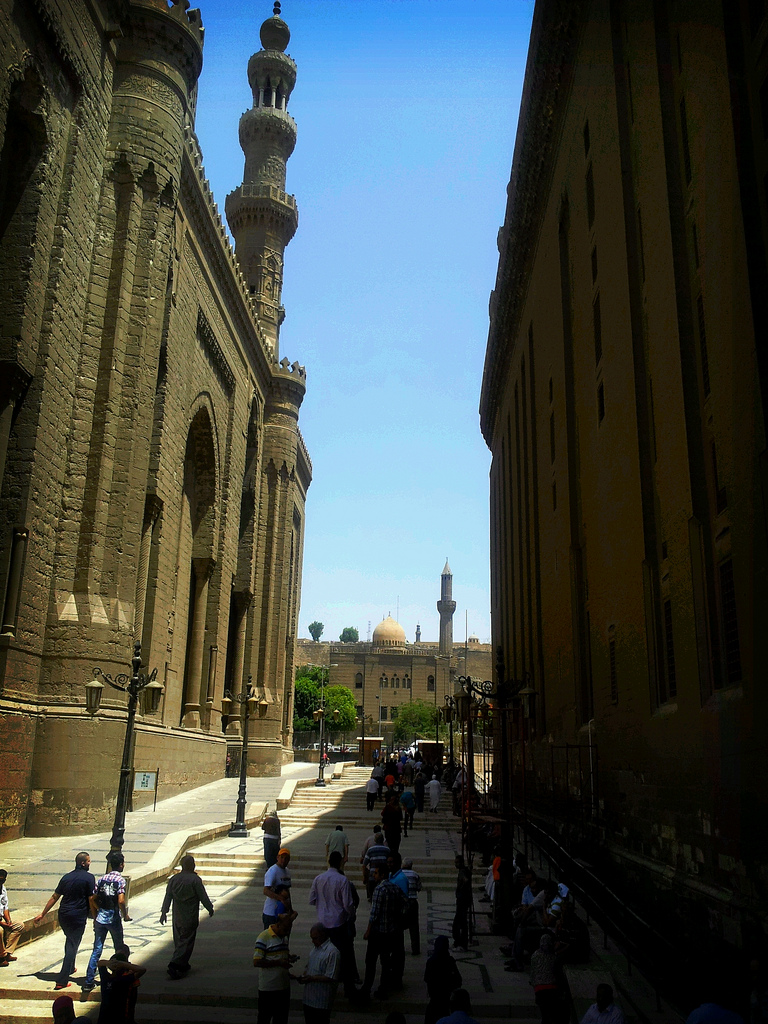
ممر بين مسجد الرفاعي ومسجد السلطان حسن
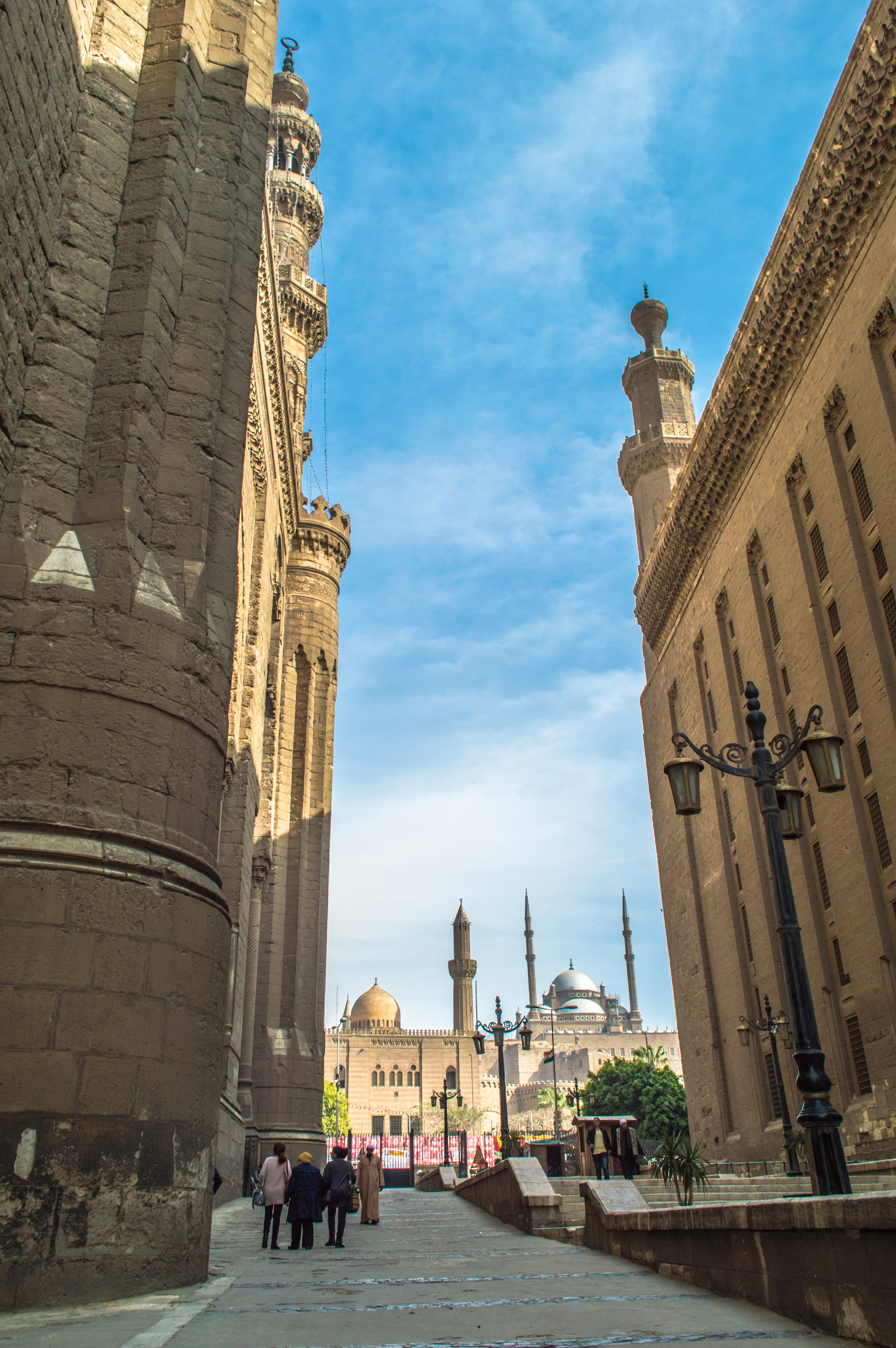
ممر بين مسجد الرفاعي ومسجد السلطان حسن
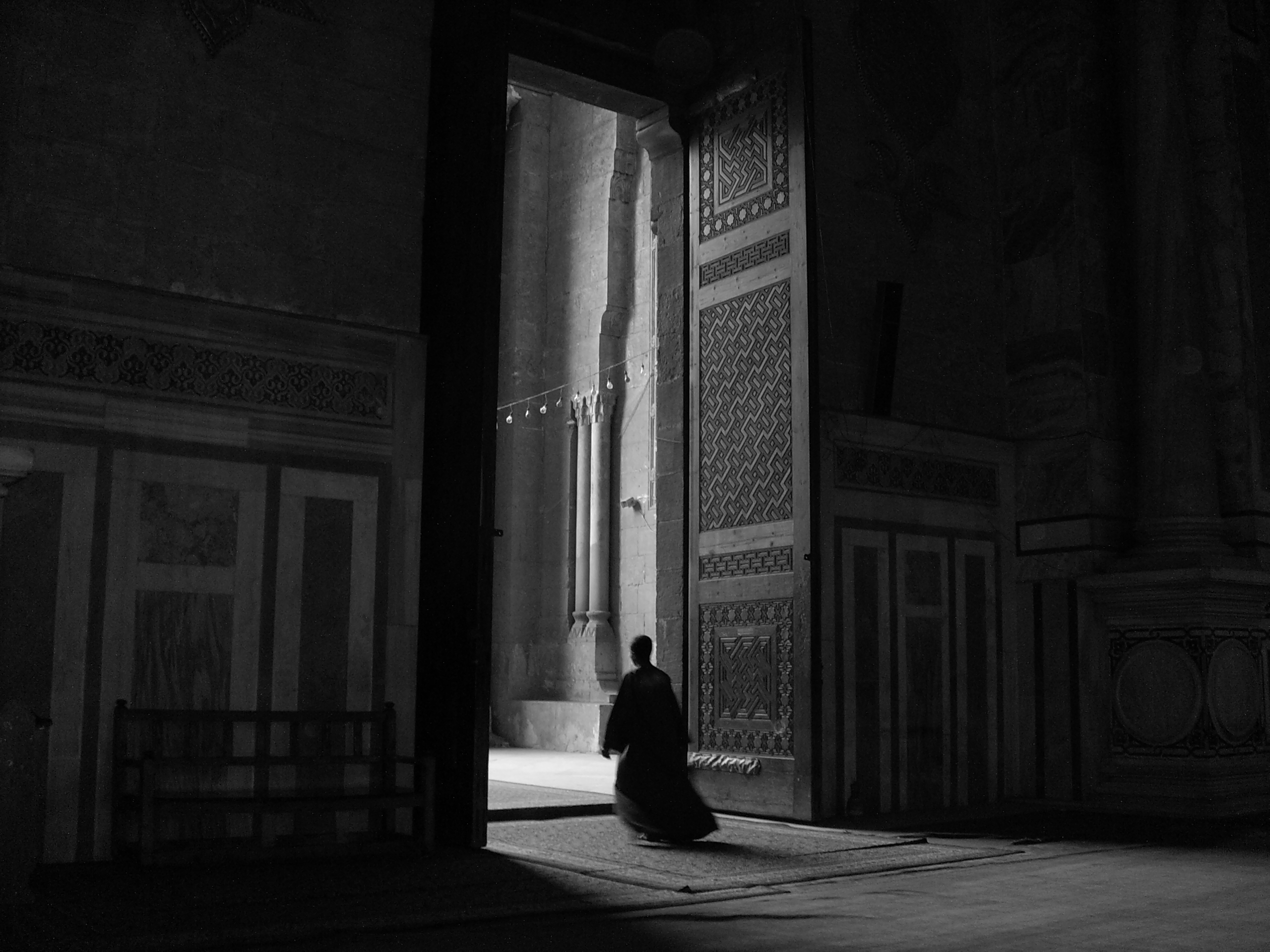
أحد بوابات مسجد الرفاعي
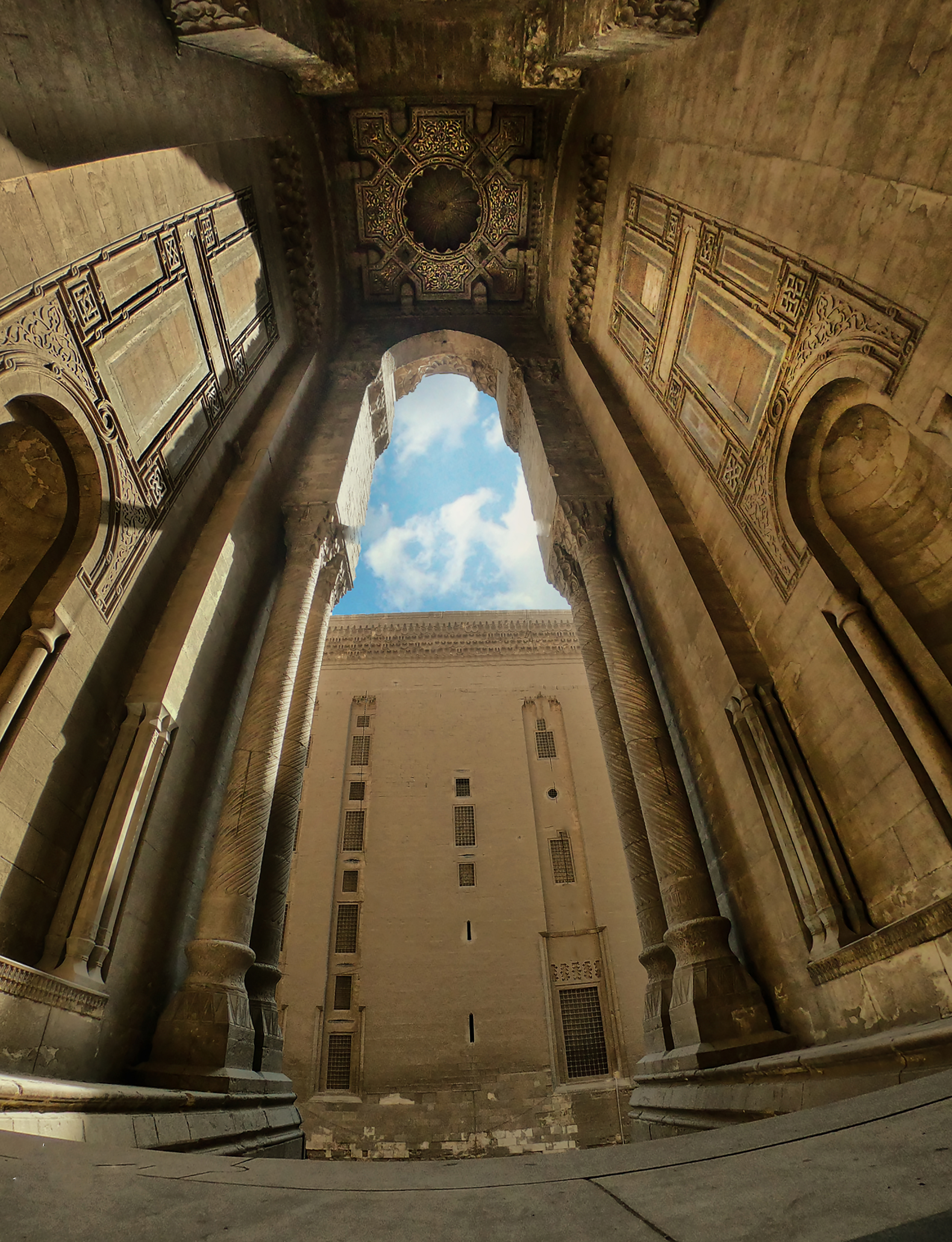
مدخل مسجد الرفاعي
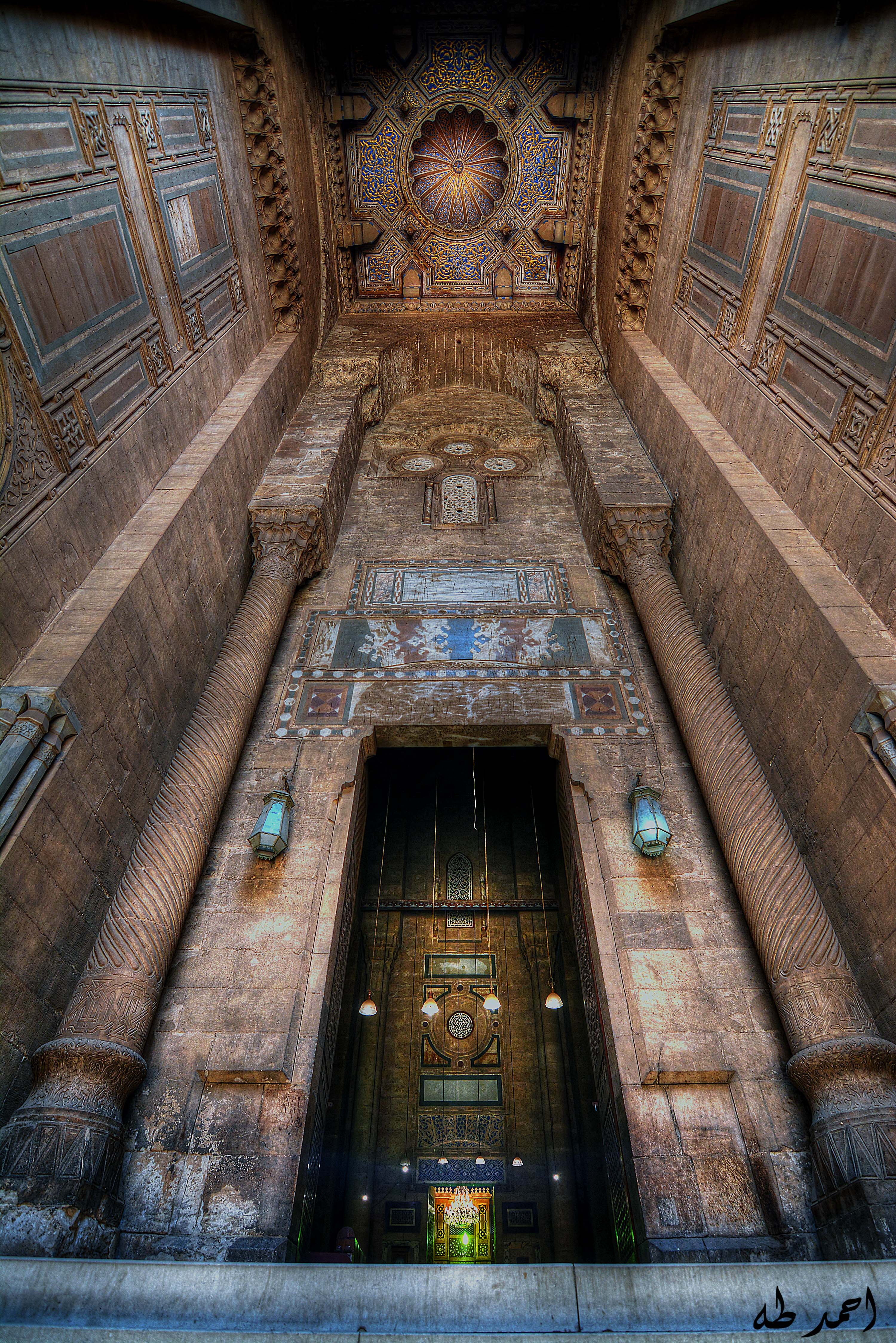
مدخل مسجد الرفاعي
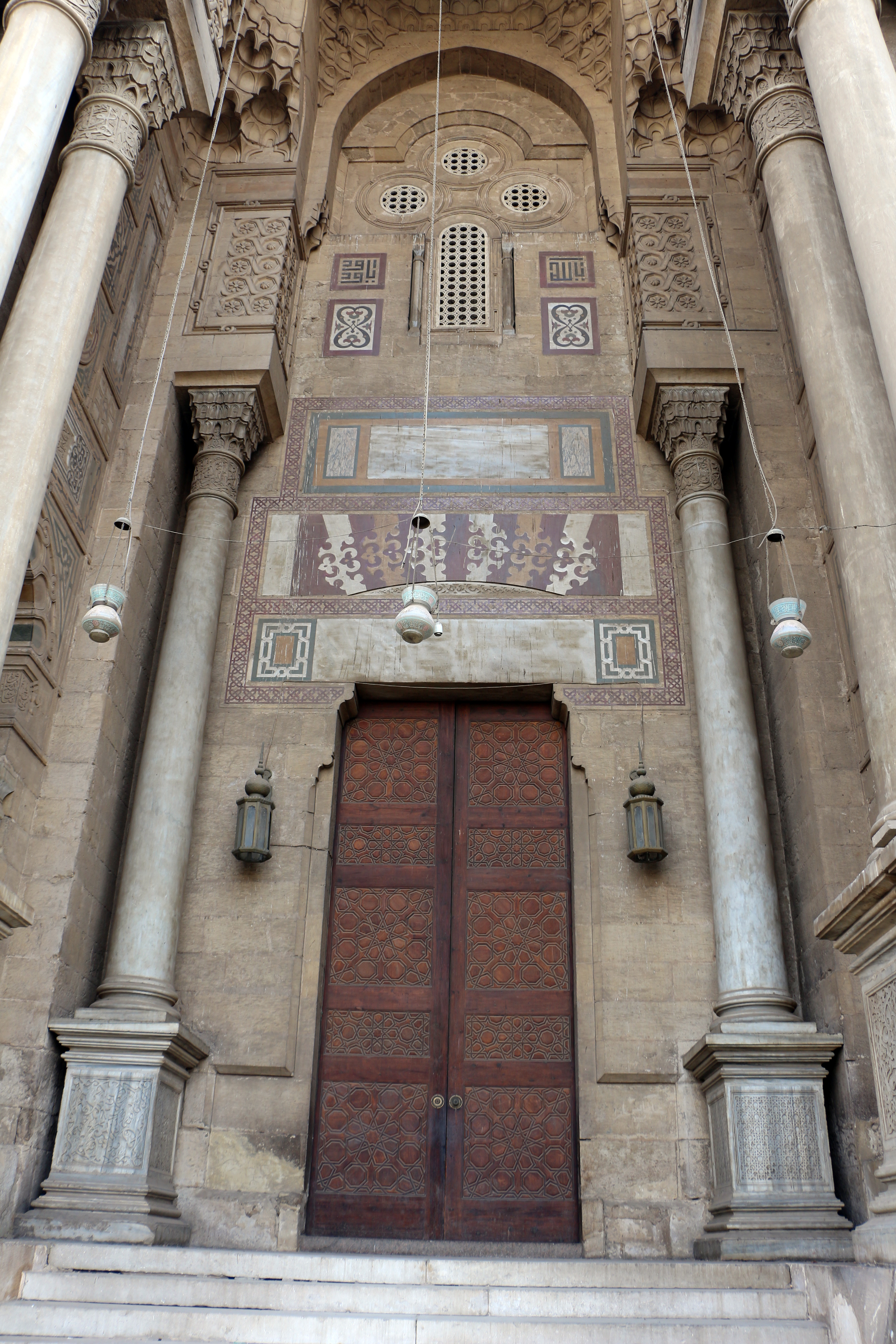
مدخل مسجد الرفاعي
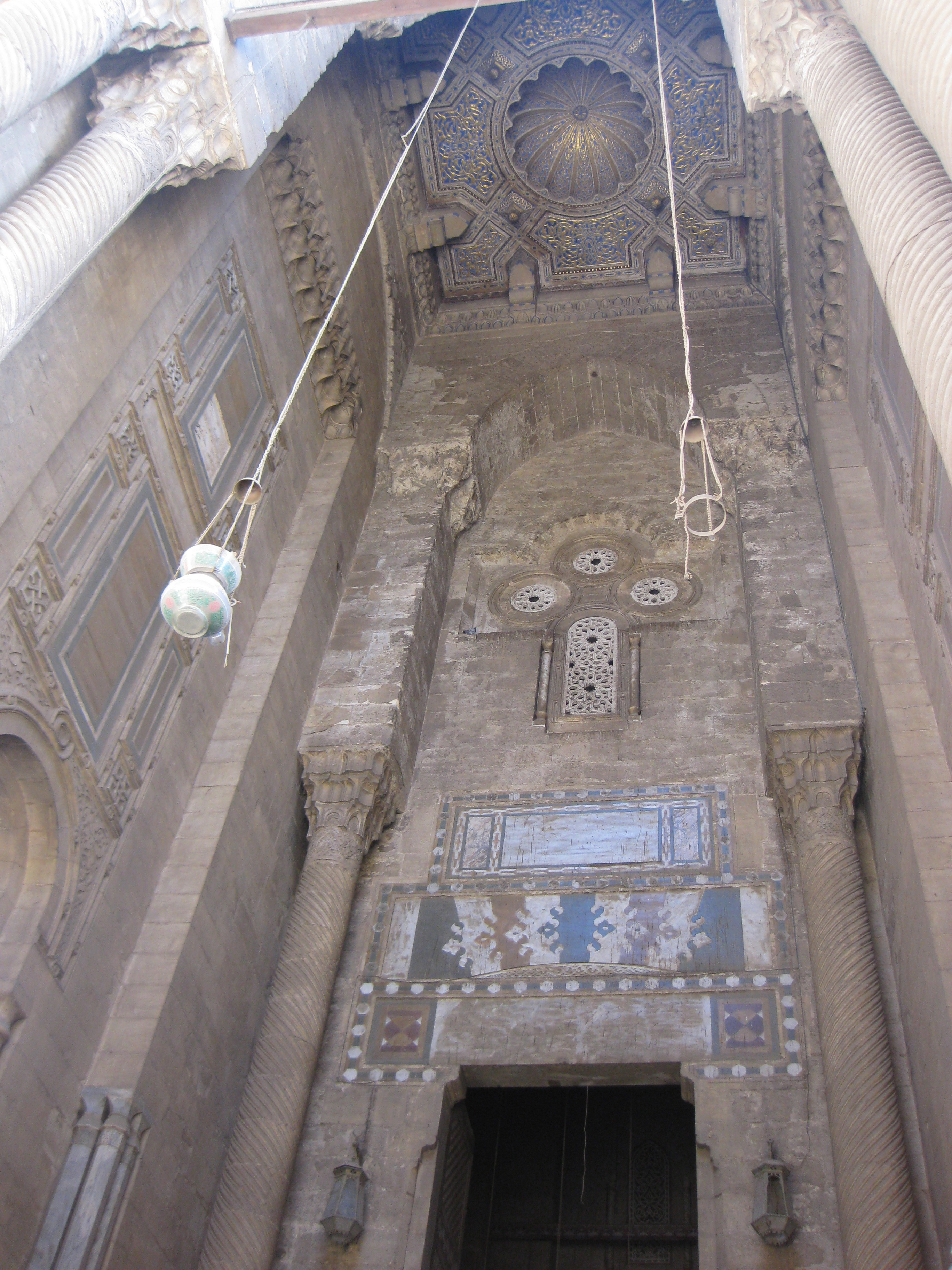
مدخل مسجد الرفاعي
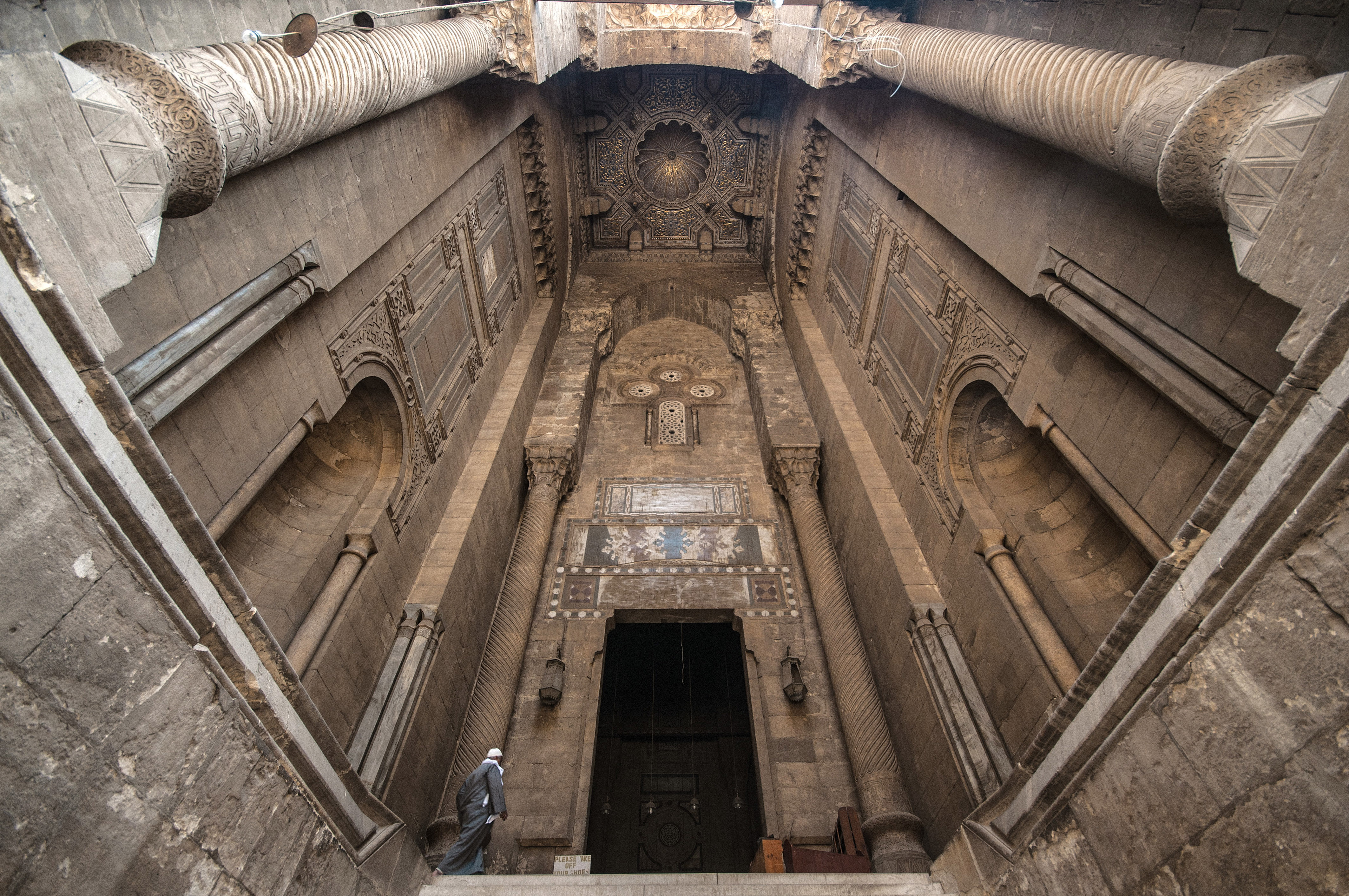
مدخل مسجد الرفاعي
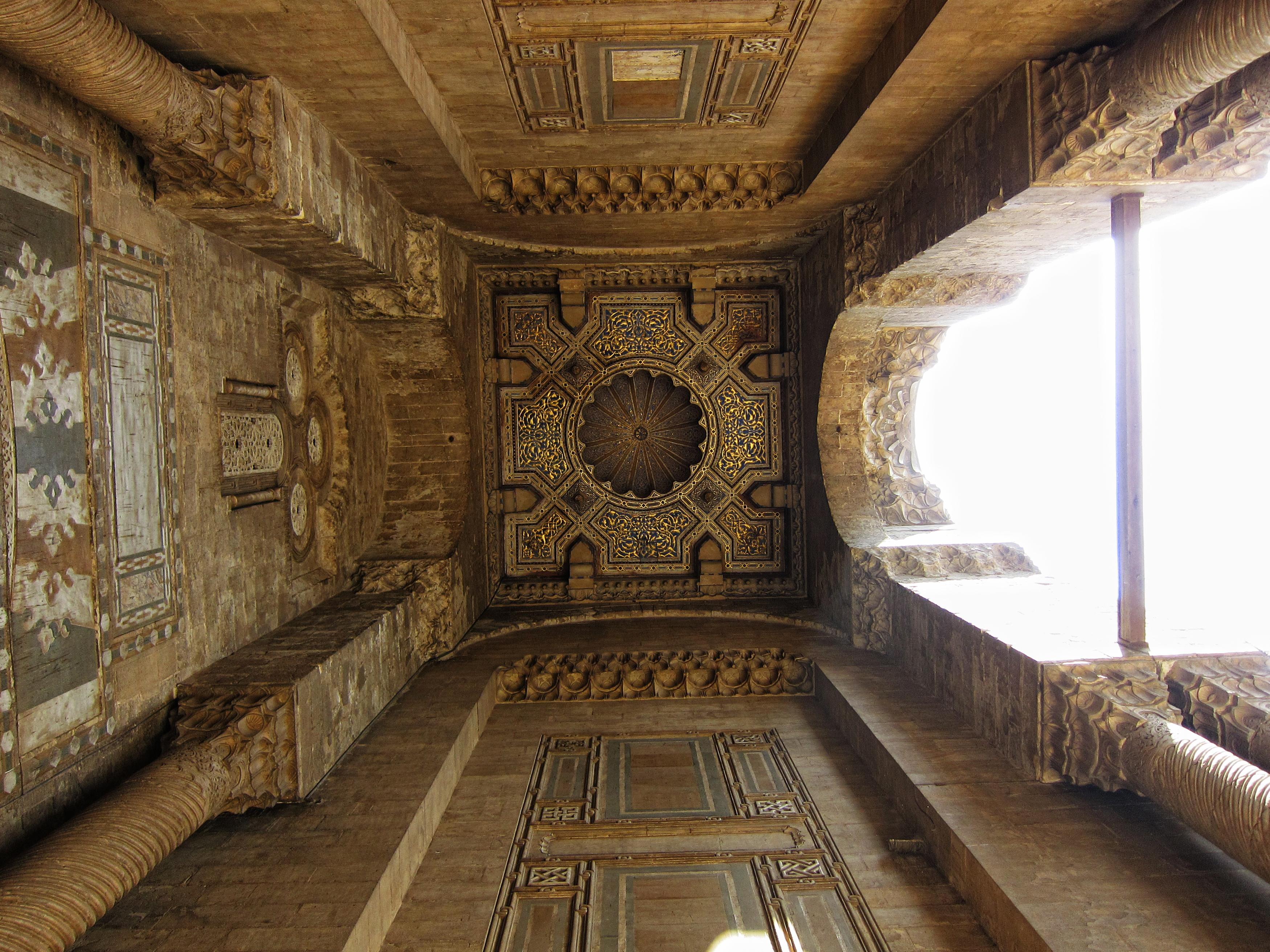
سقف مدخل مسجد الرفاعي
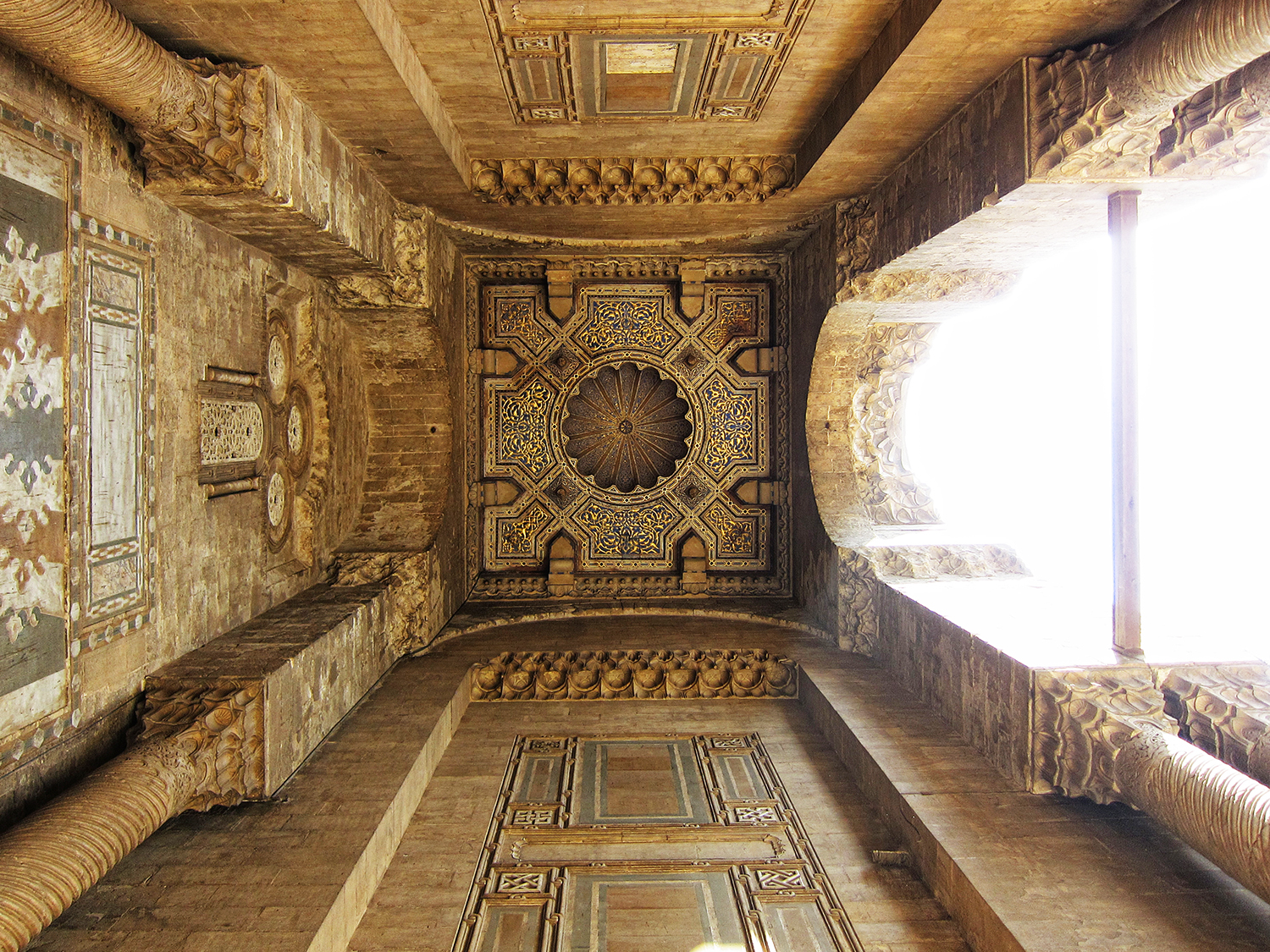
سقف مدخل مسجد الرفاعي
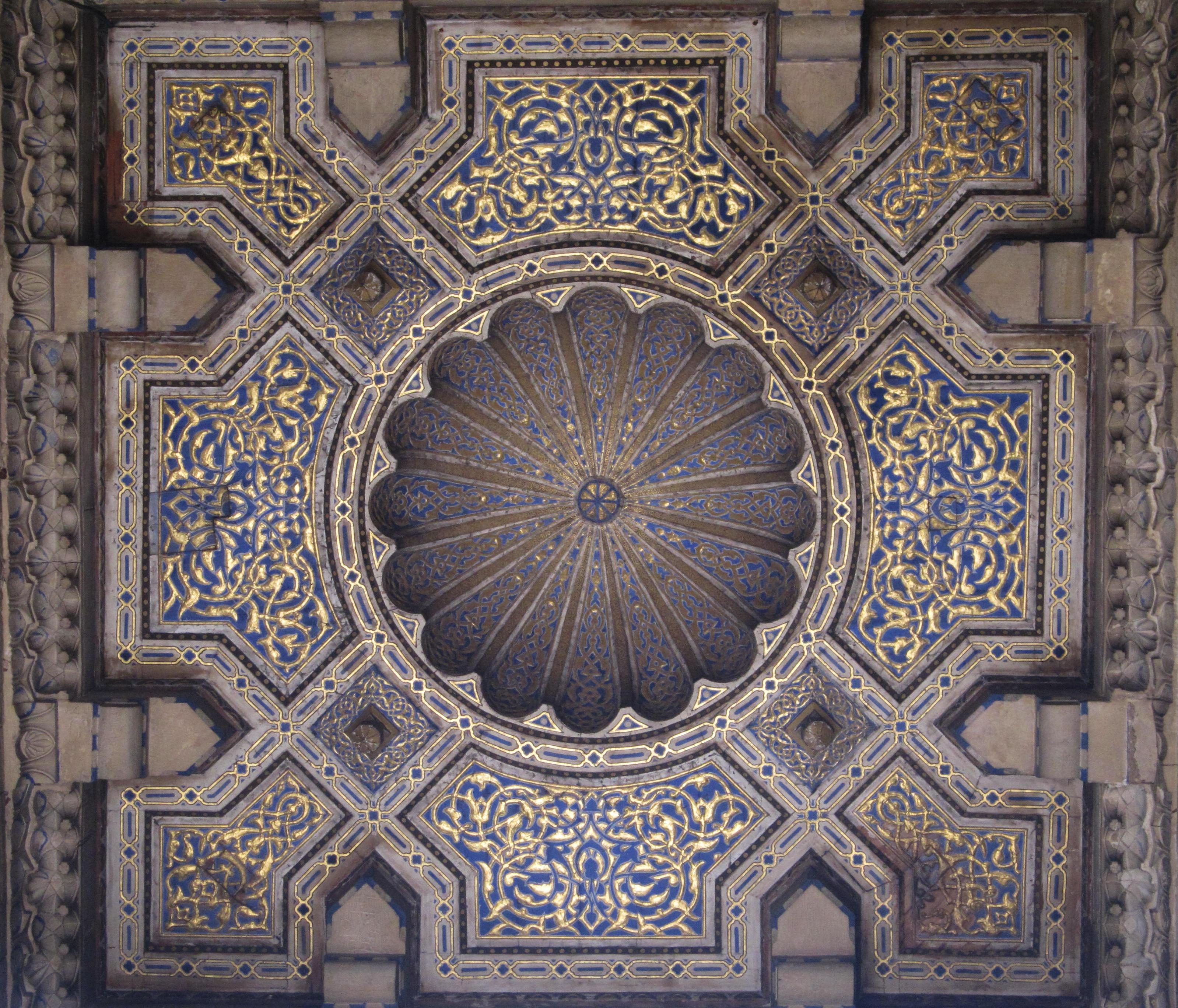
سقف مدخل مسجد الرفاعي
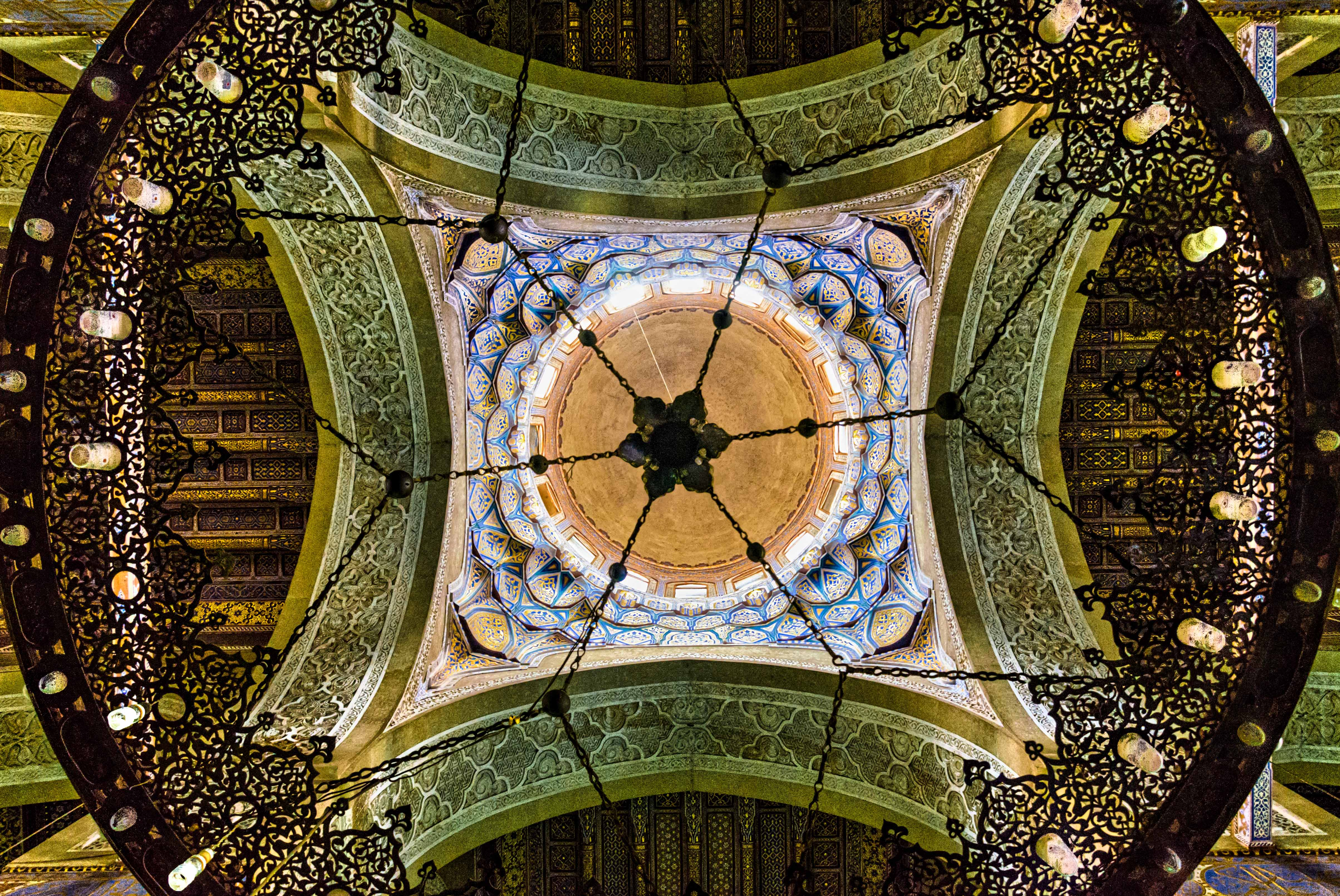
سقف مسجد الرفاعي
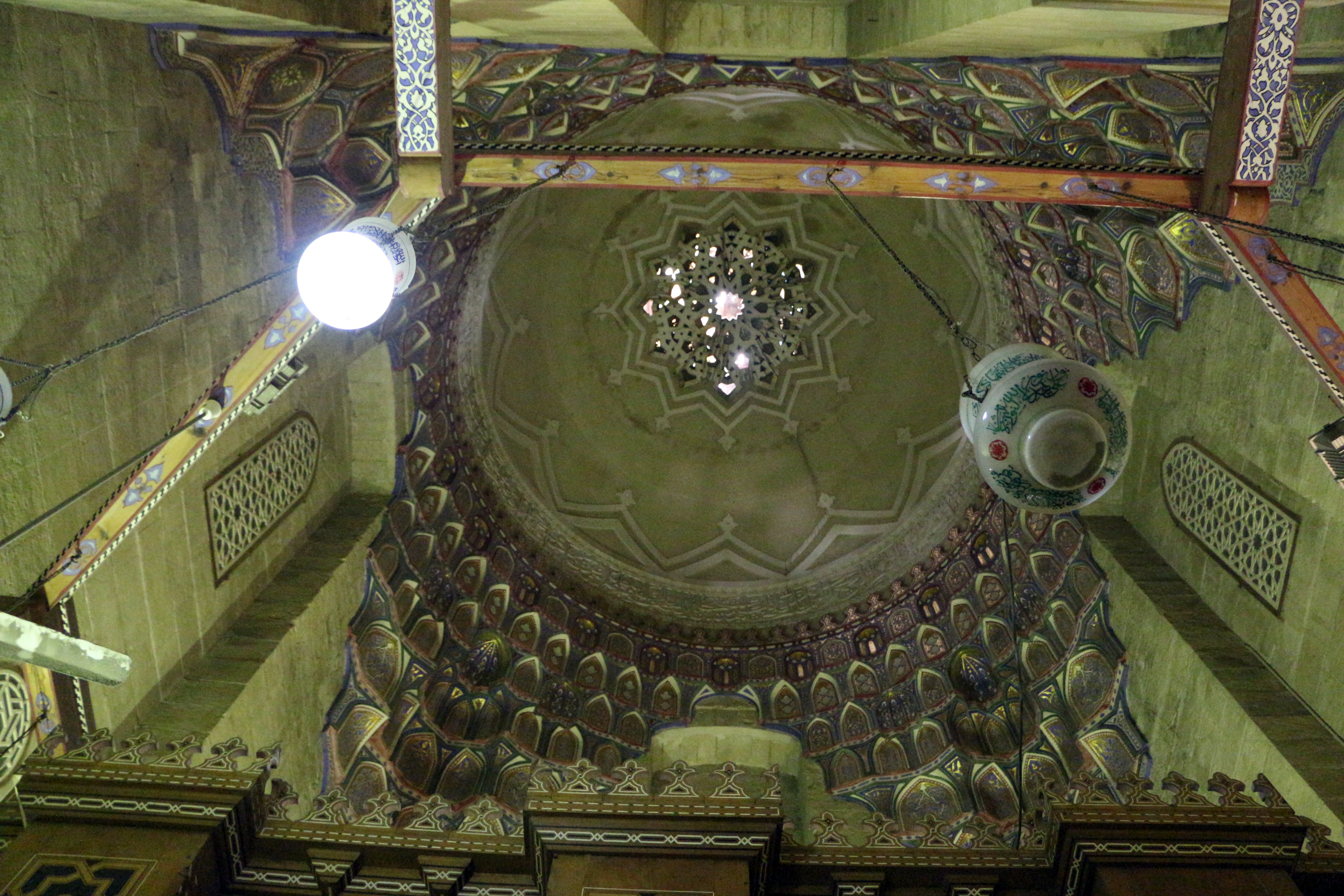
سقف مسجد الرفاعي
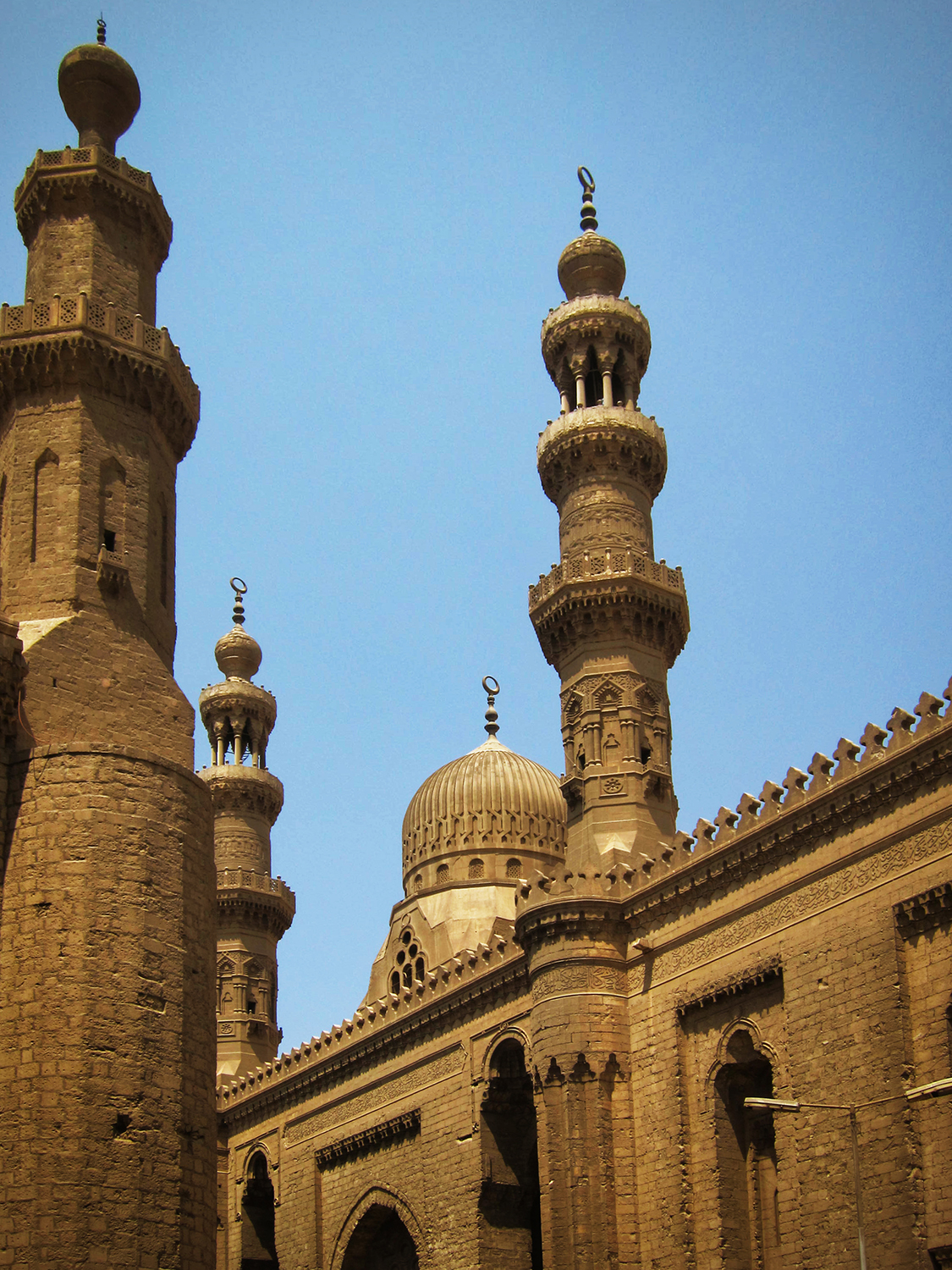
مئذنة مسجد الرفاعي
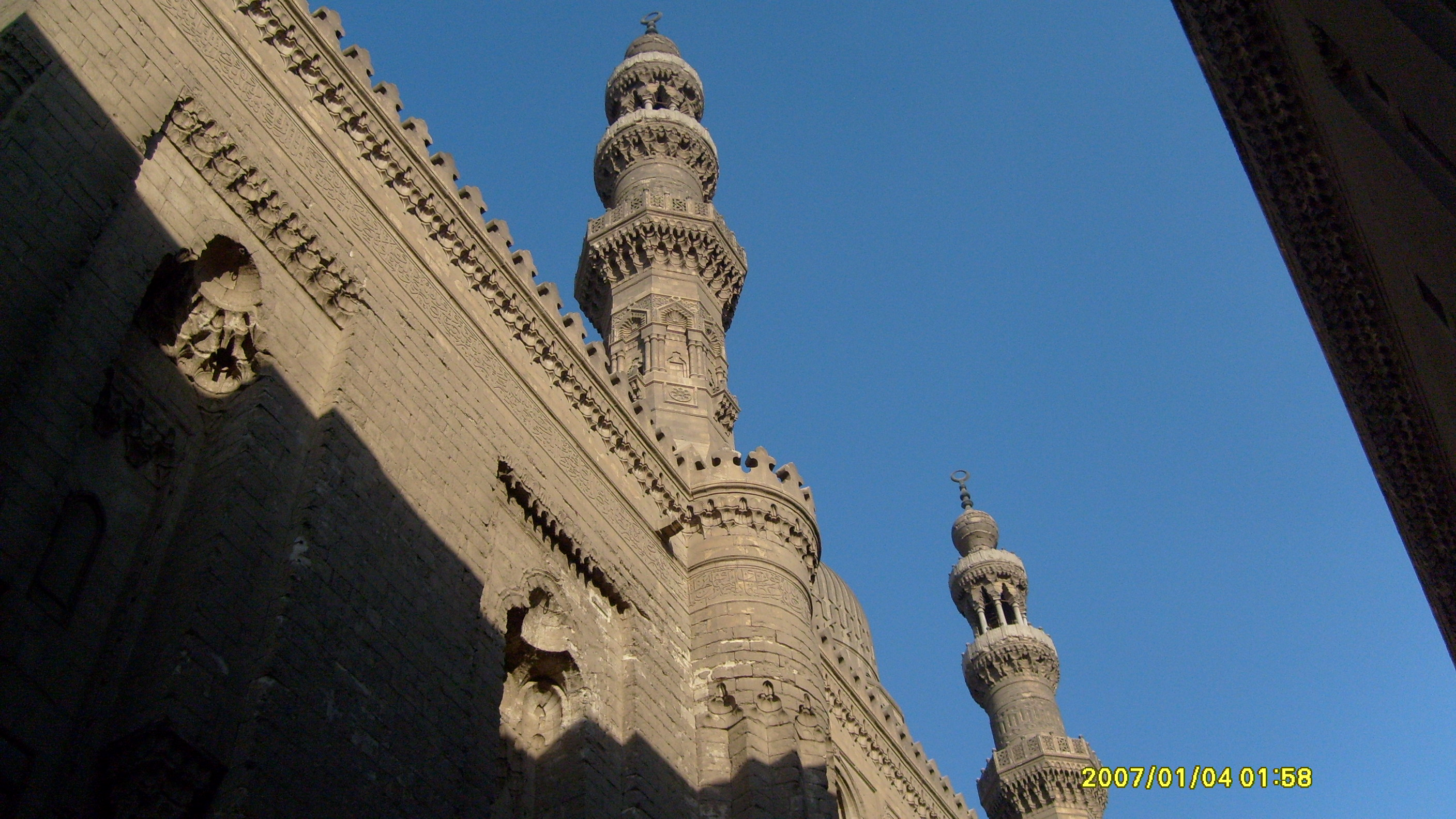
مئذنة مسجد الرفاعي
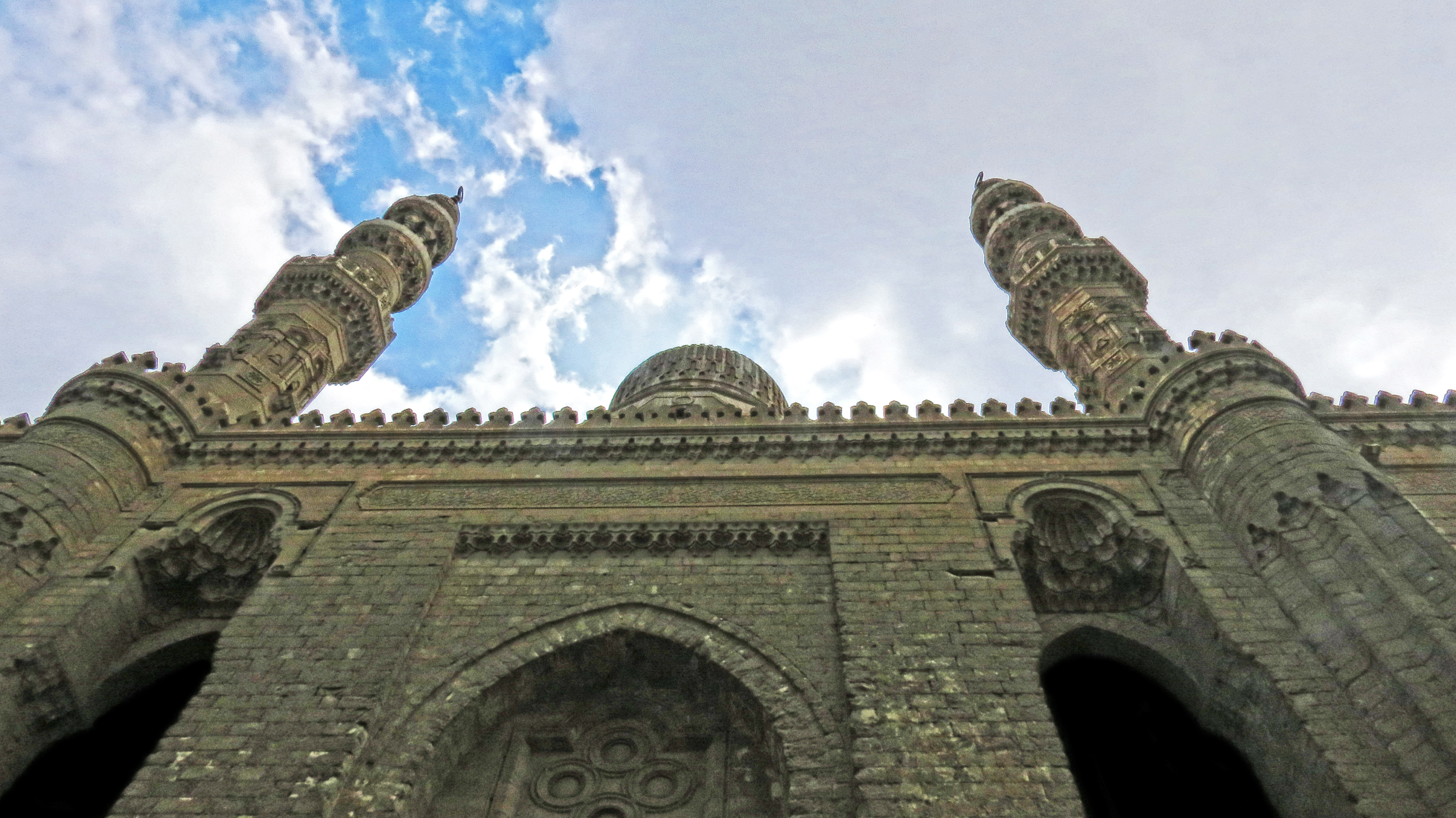
مئذنة مسجد الرفاعي
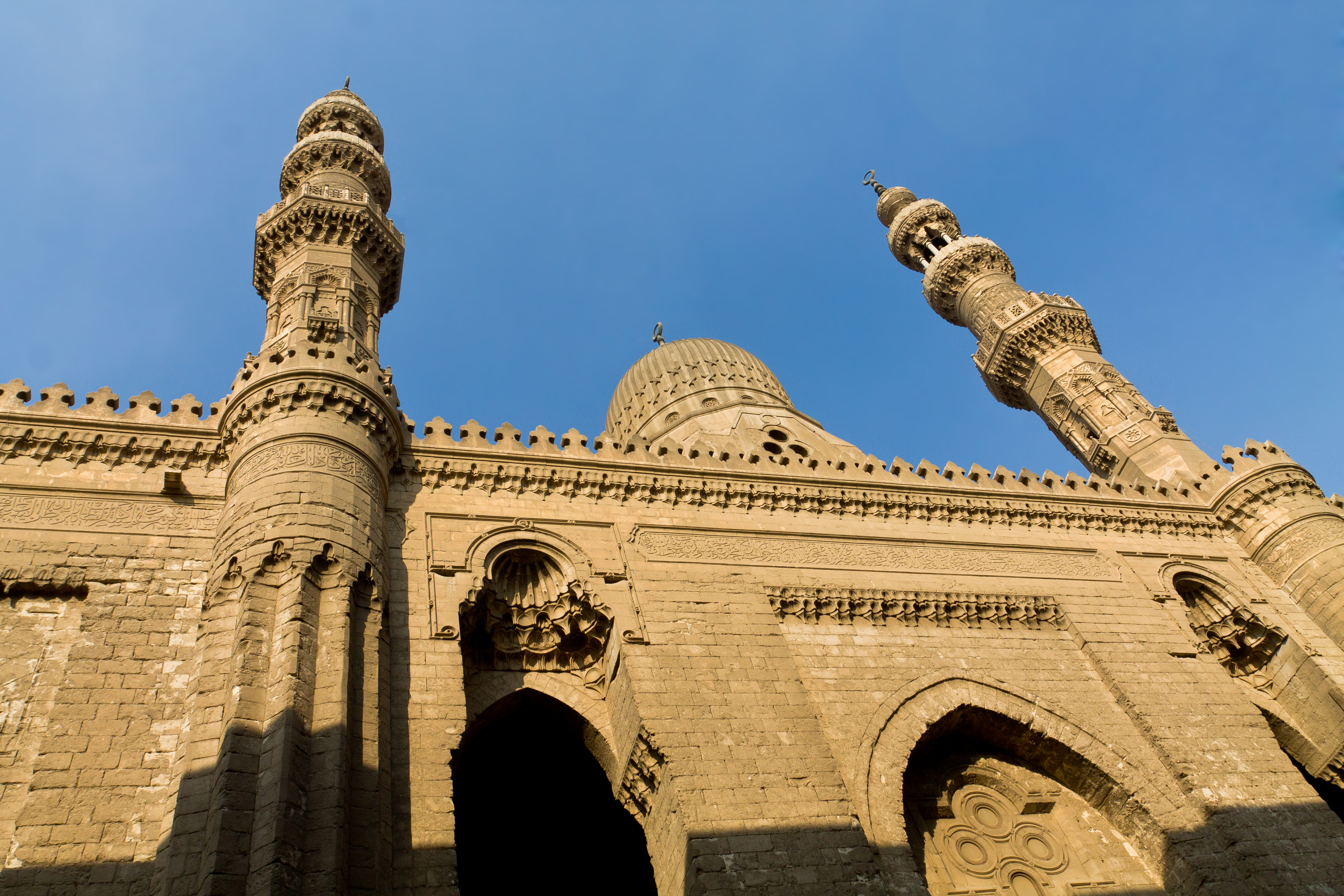
مئذنة مسجد الرفاعي
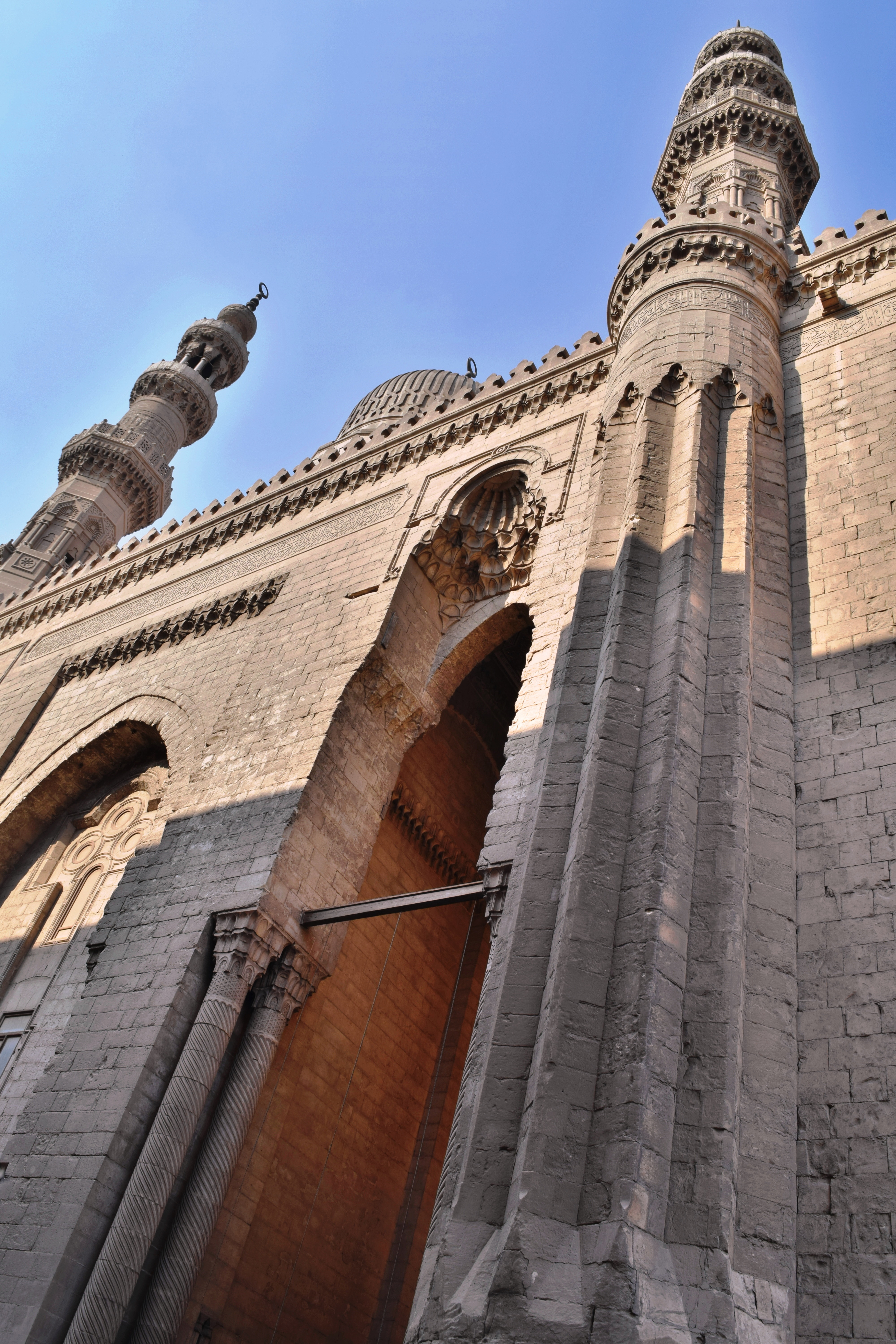
مئذنة مسجد الرفاعي
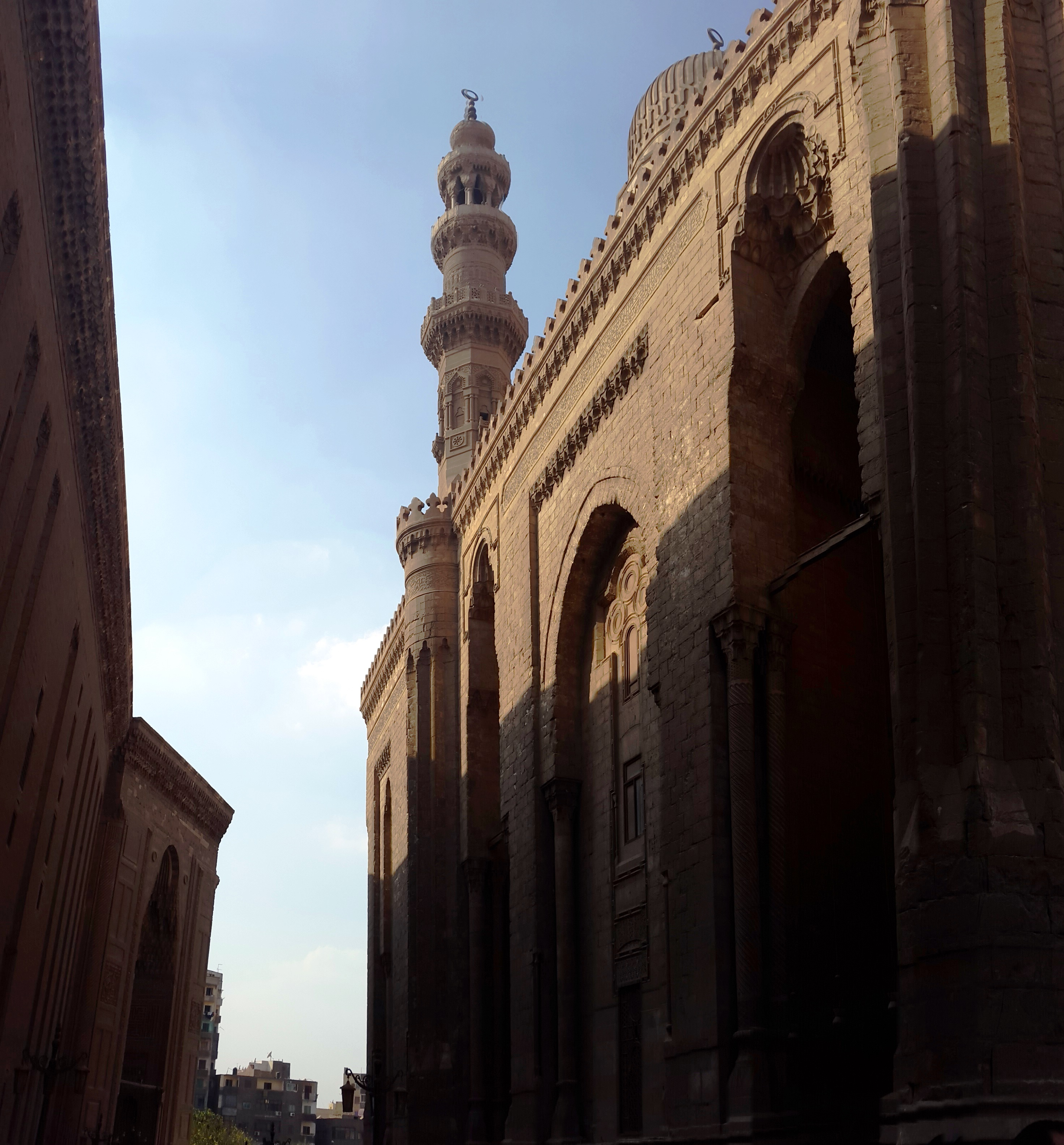
مئذنة مسجد الرفاعي
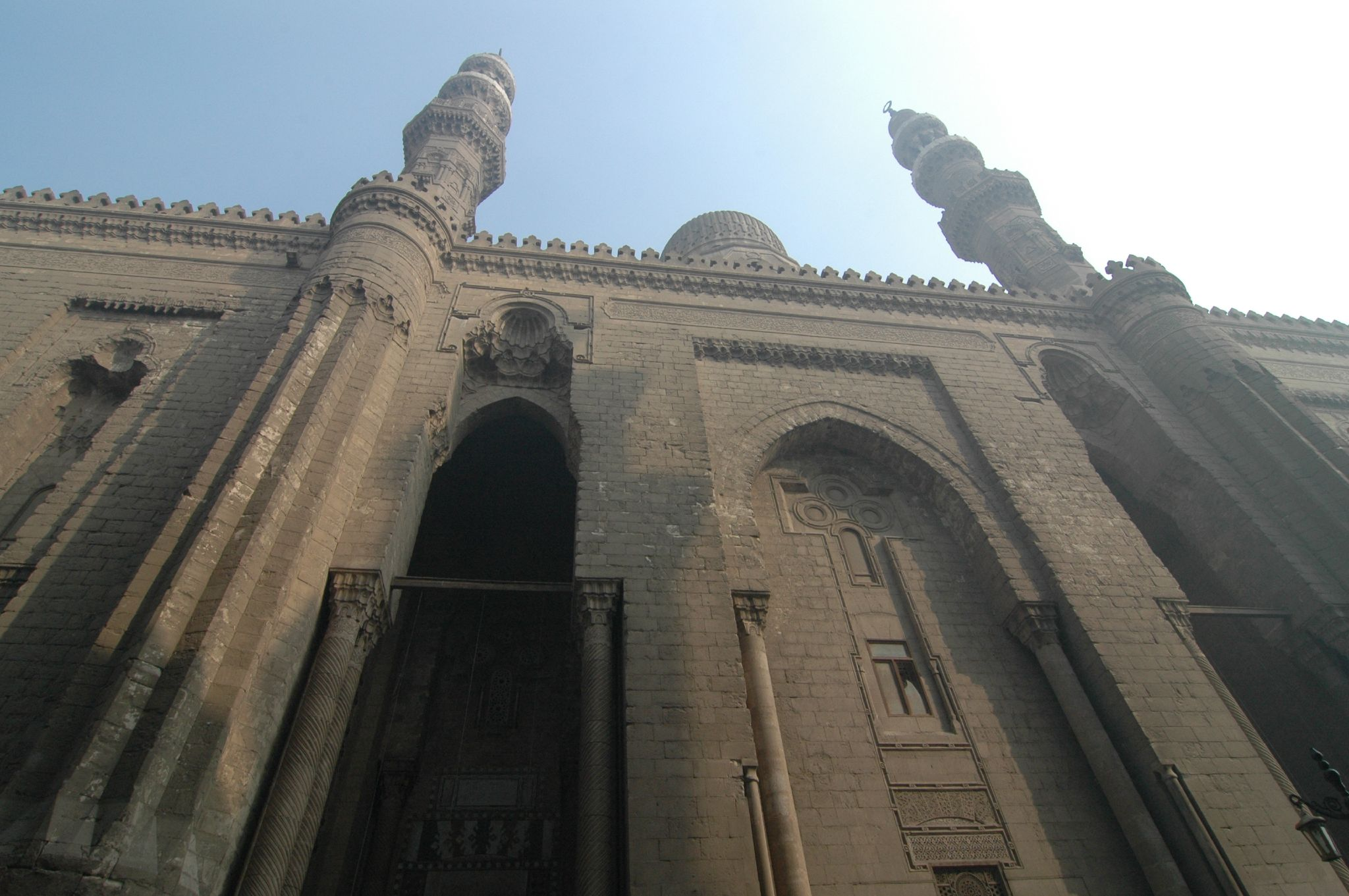
مئذنة مسجد الرفاعي
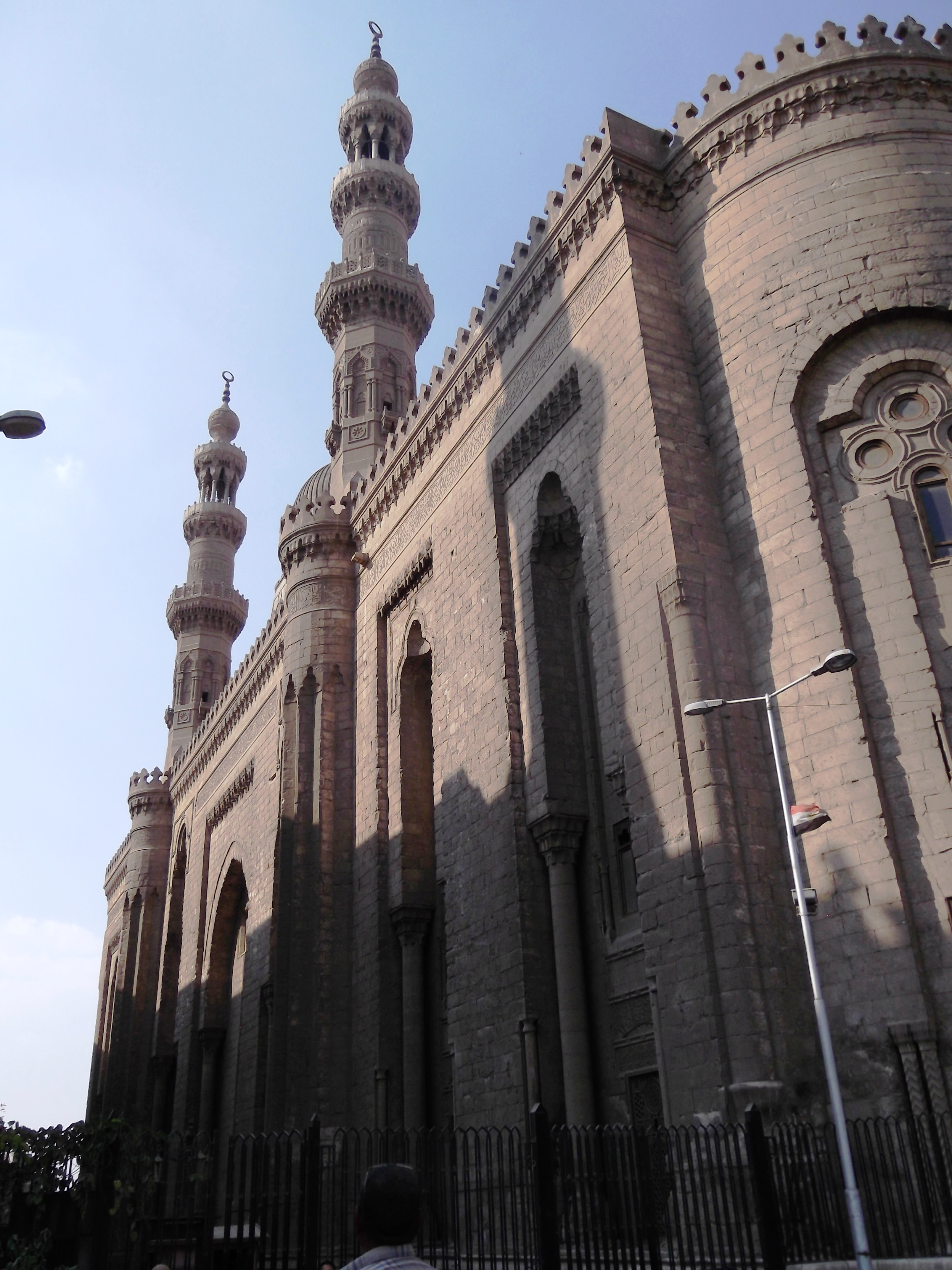
مئذنة مسجد الرفاعي
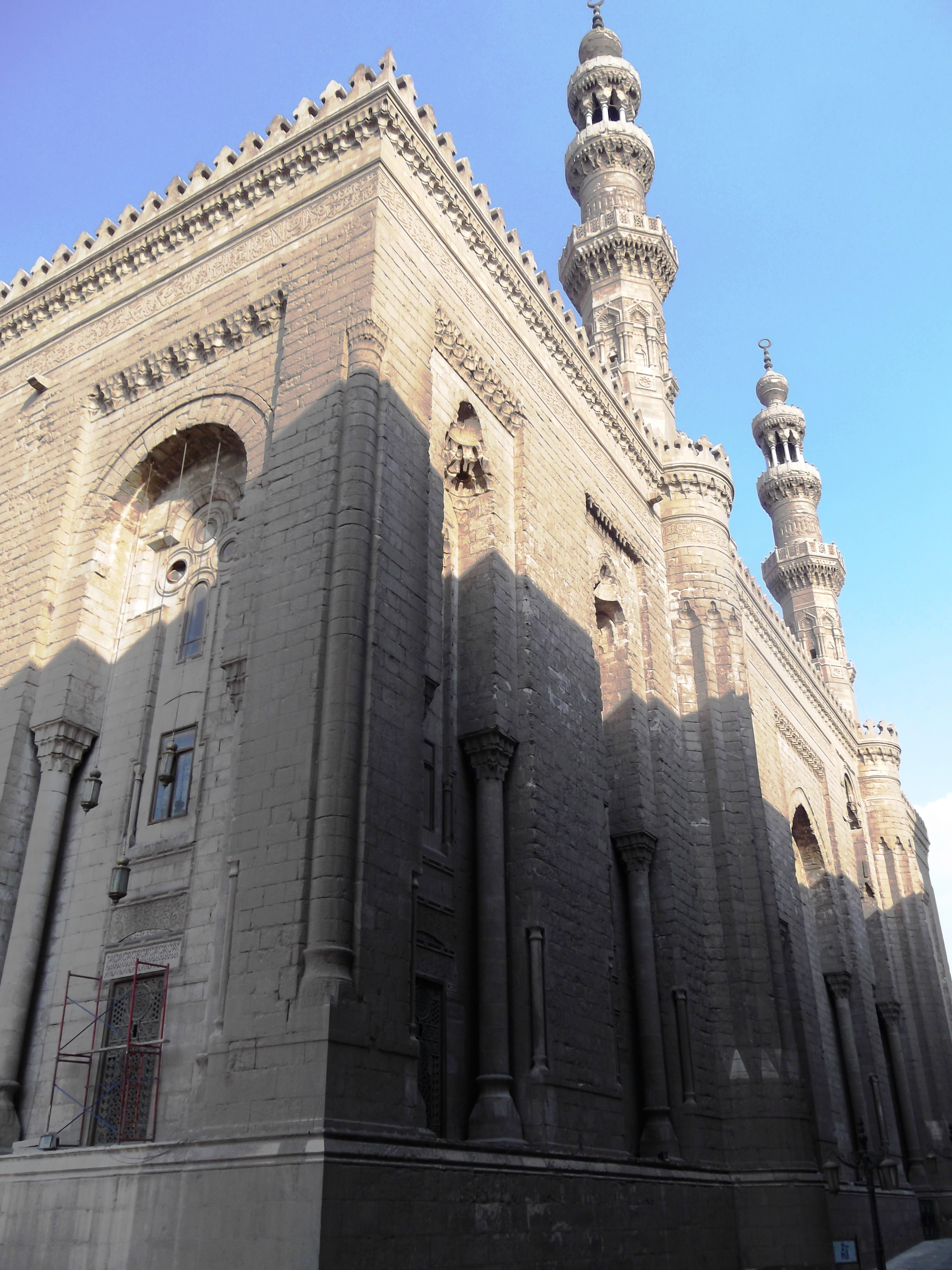
مئذنة مسجد الرفاعي
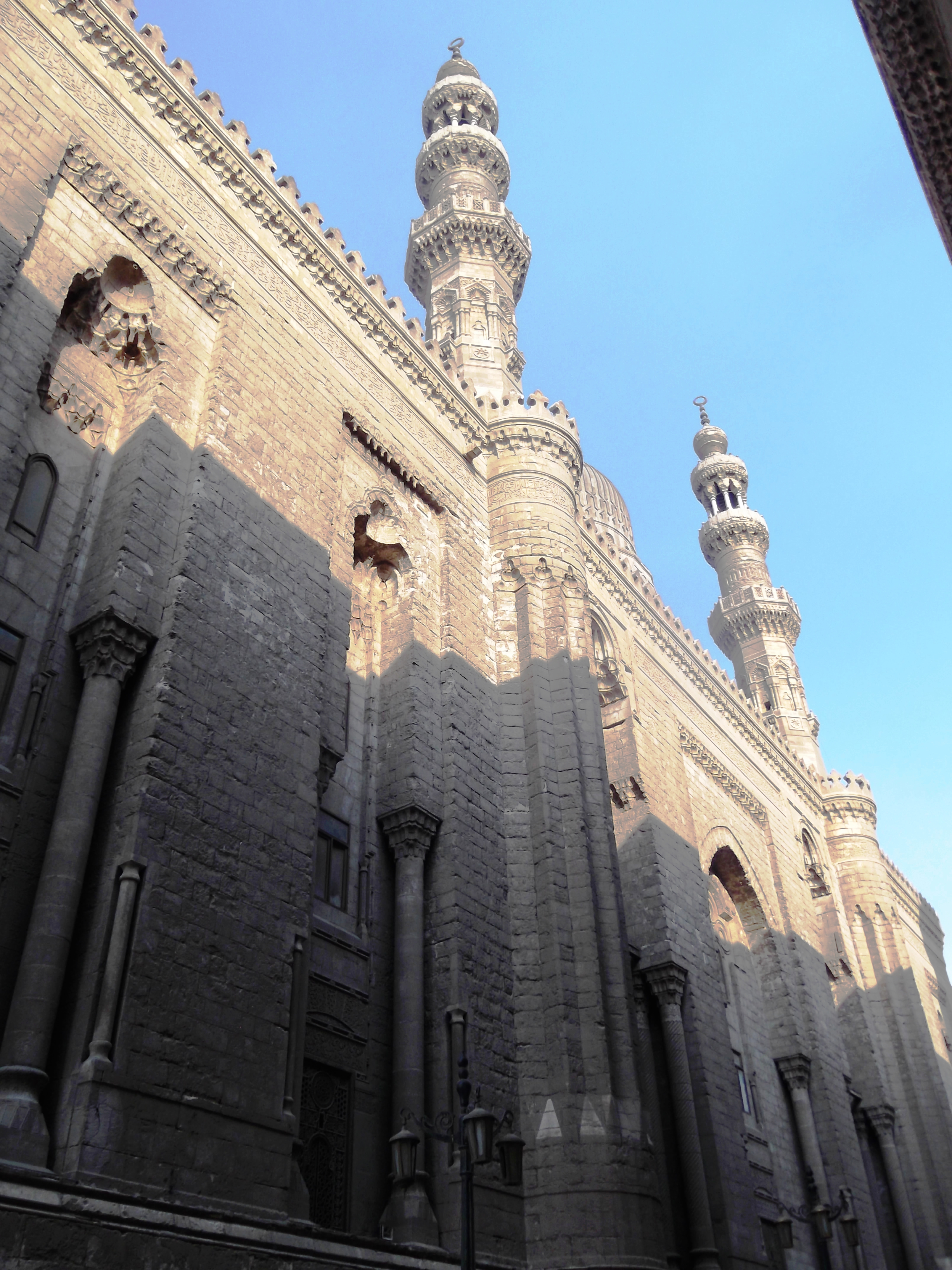
مئذنة مسجد الرفاعي
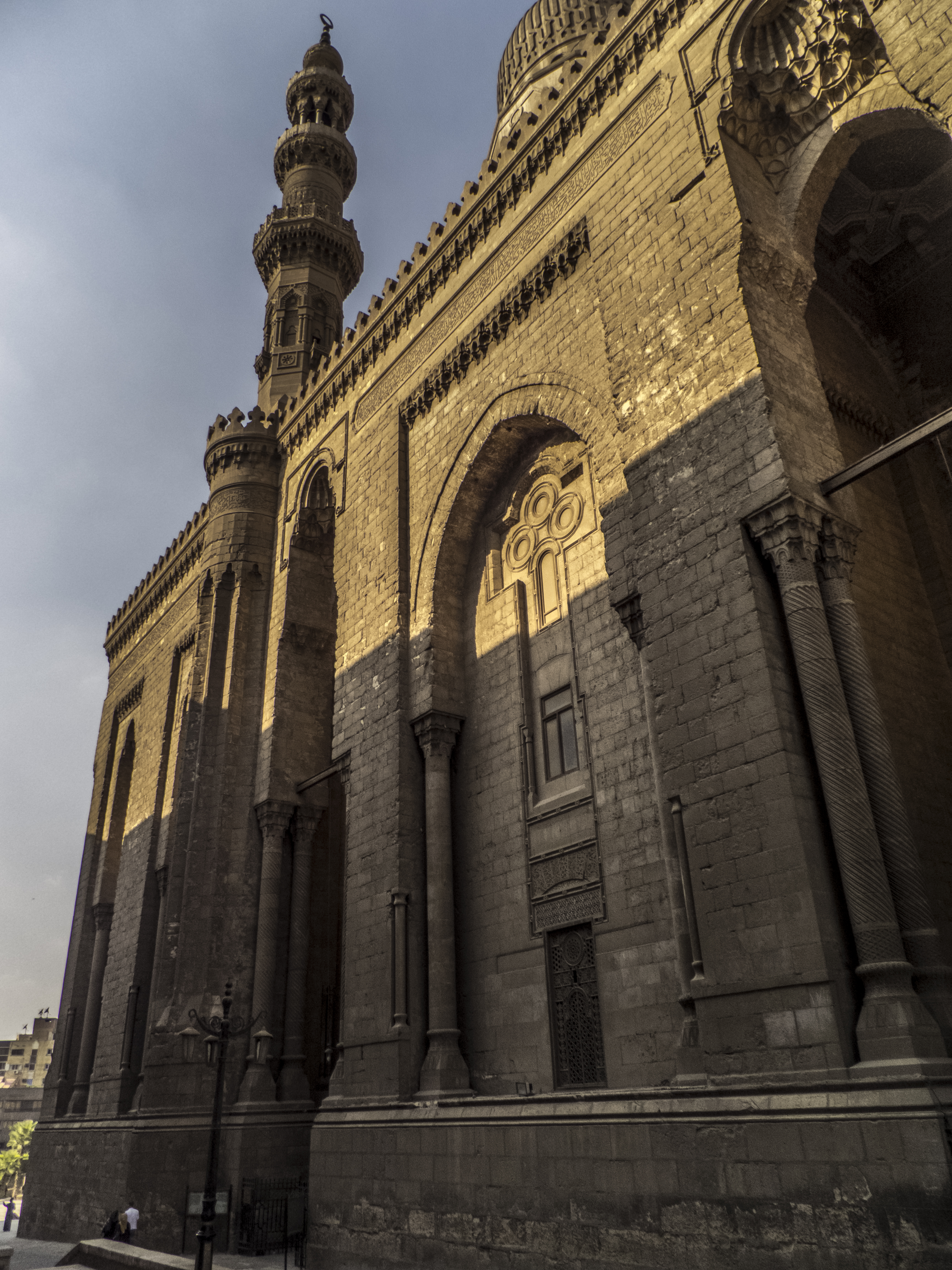
مئذنة مسجد الرفاعي
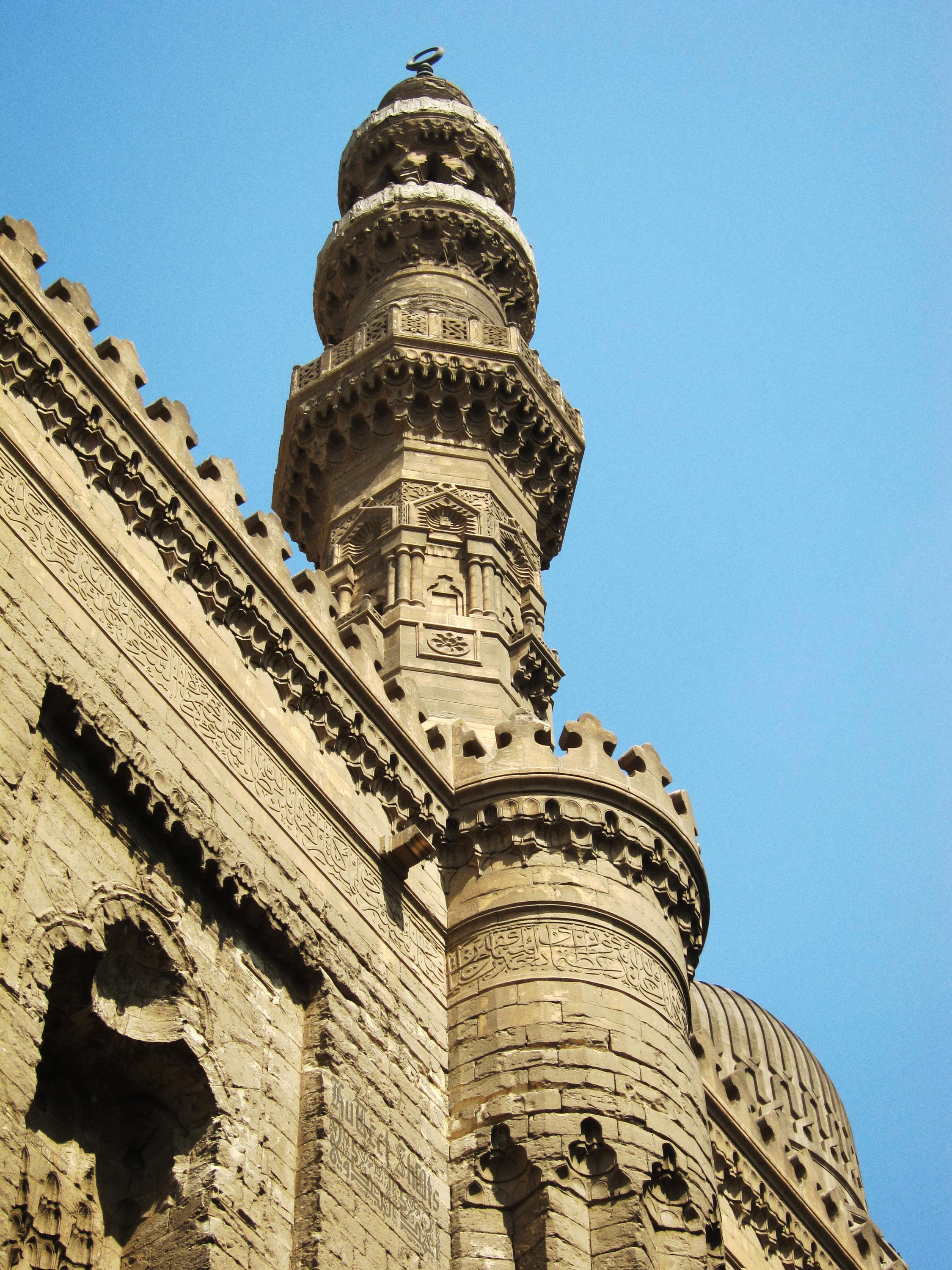
مئذنة مسجد الرفاعي
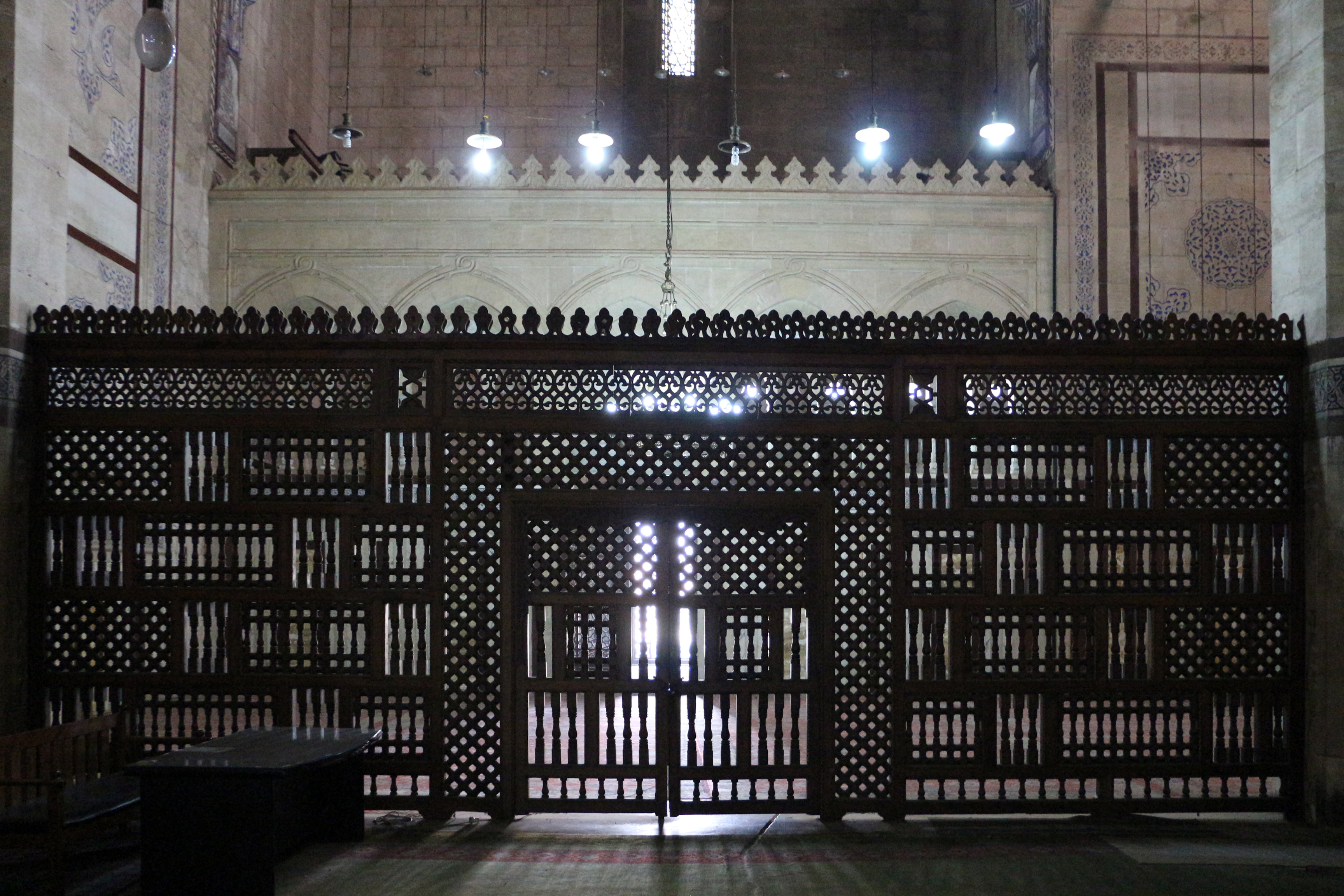
داخل مسجد الرفاعي
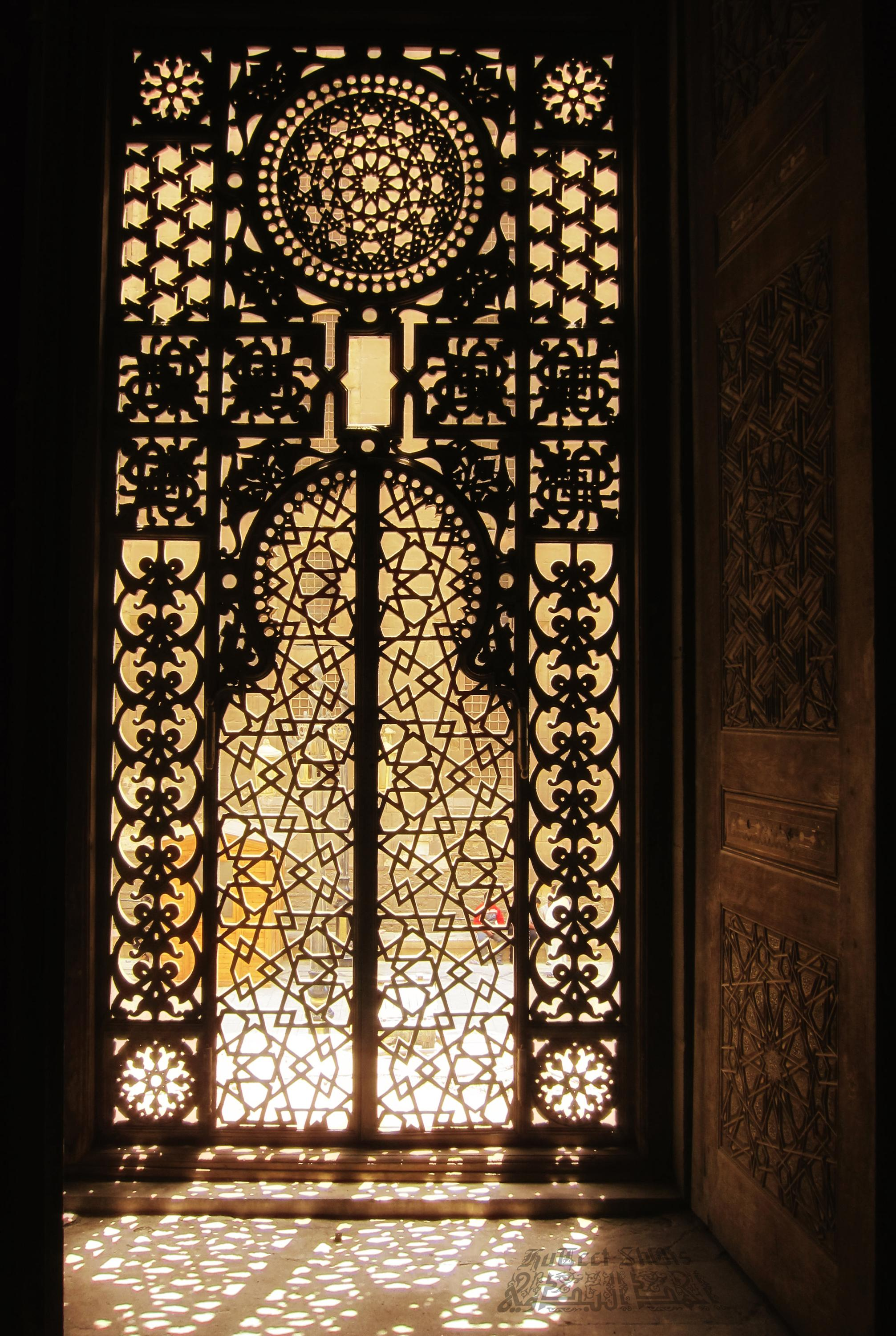
نافذة بمسجد الرفاعي
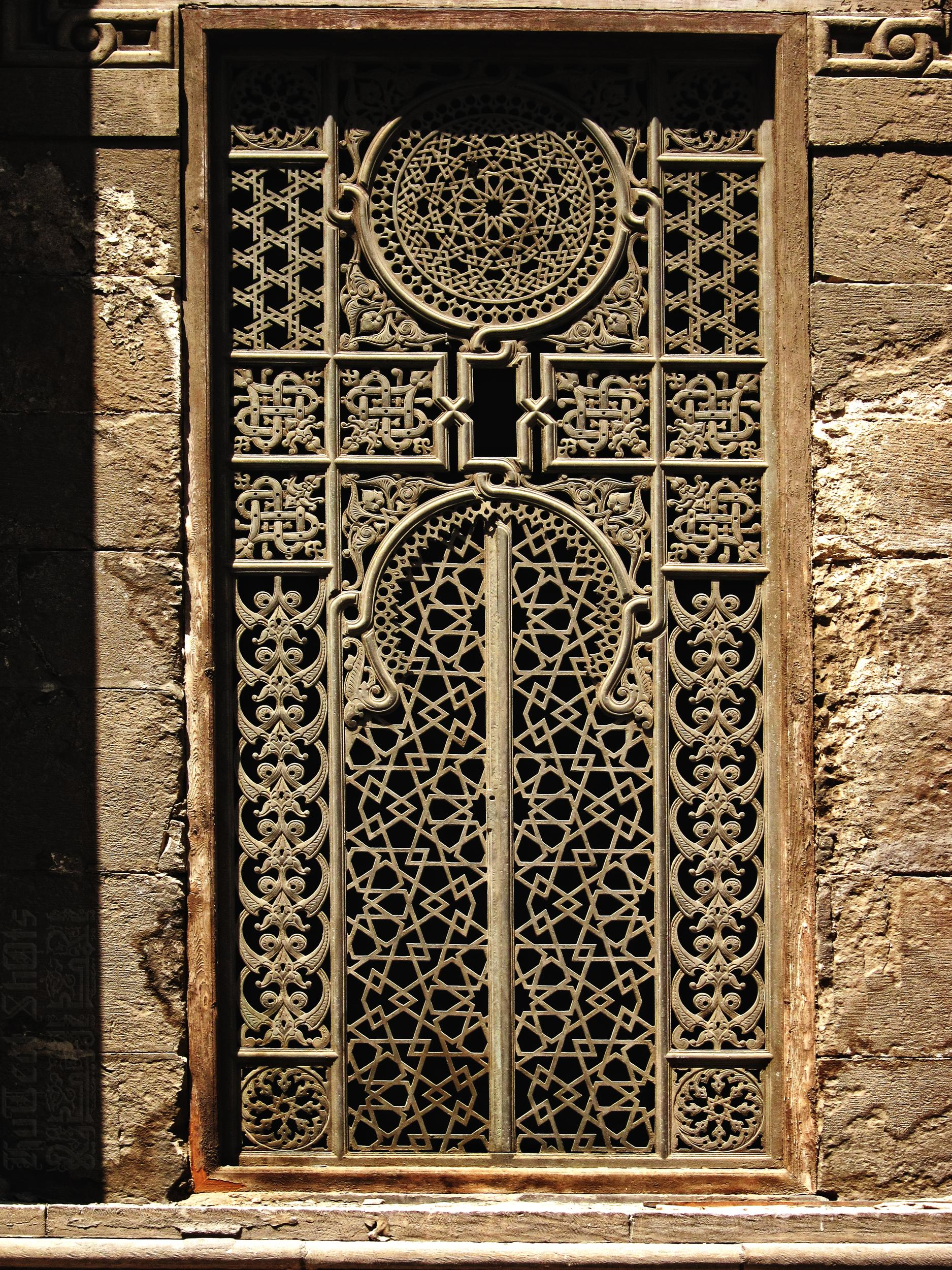
نافذة بمسجد الرفاعي
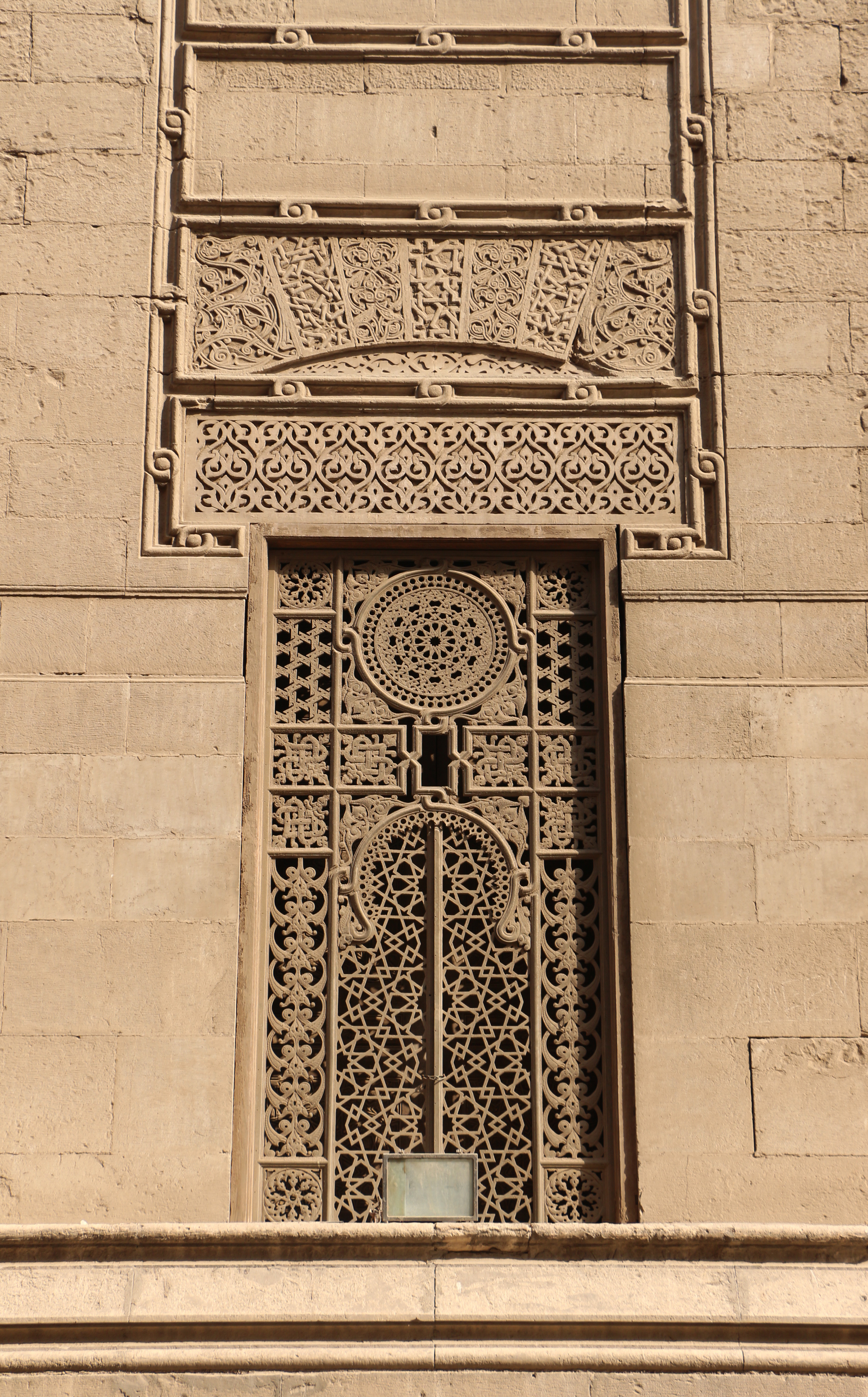
نافذة بمسجد الرفاعي
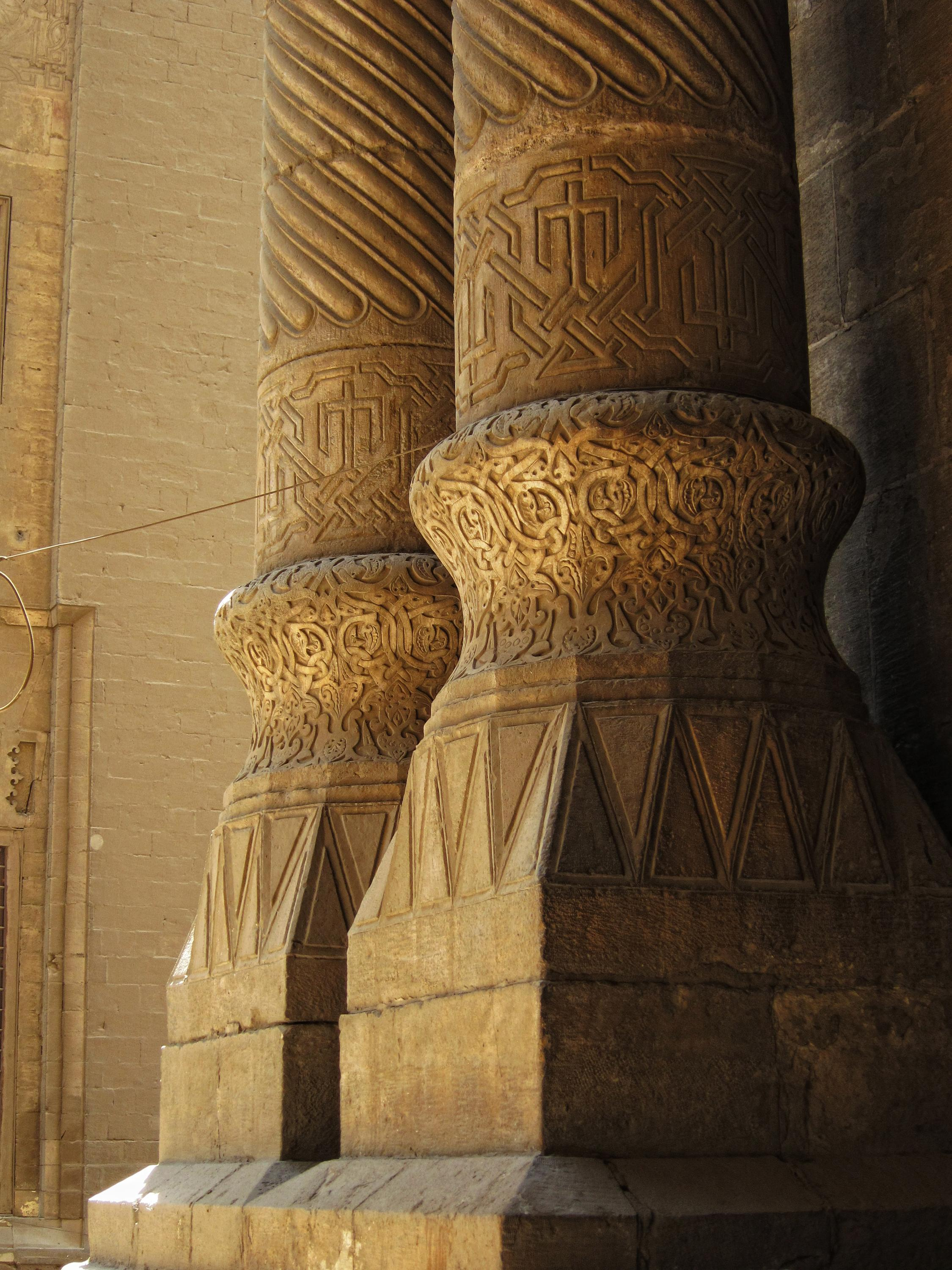
قواعد أعمدة مسجد الرفاعي
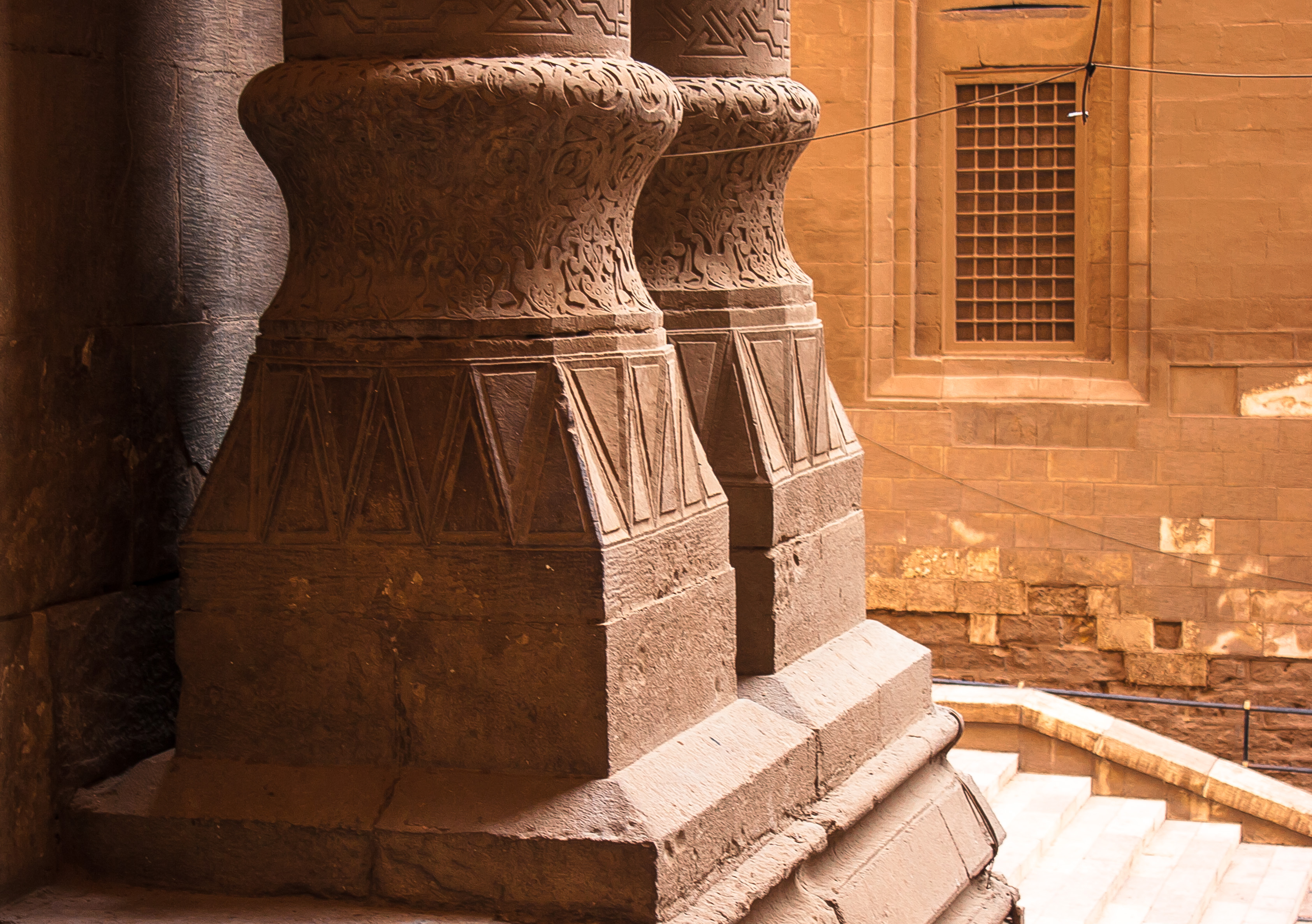
قواعد أعمدة مسجد الرفاعي
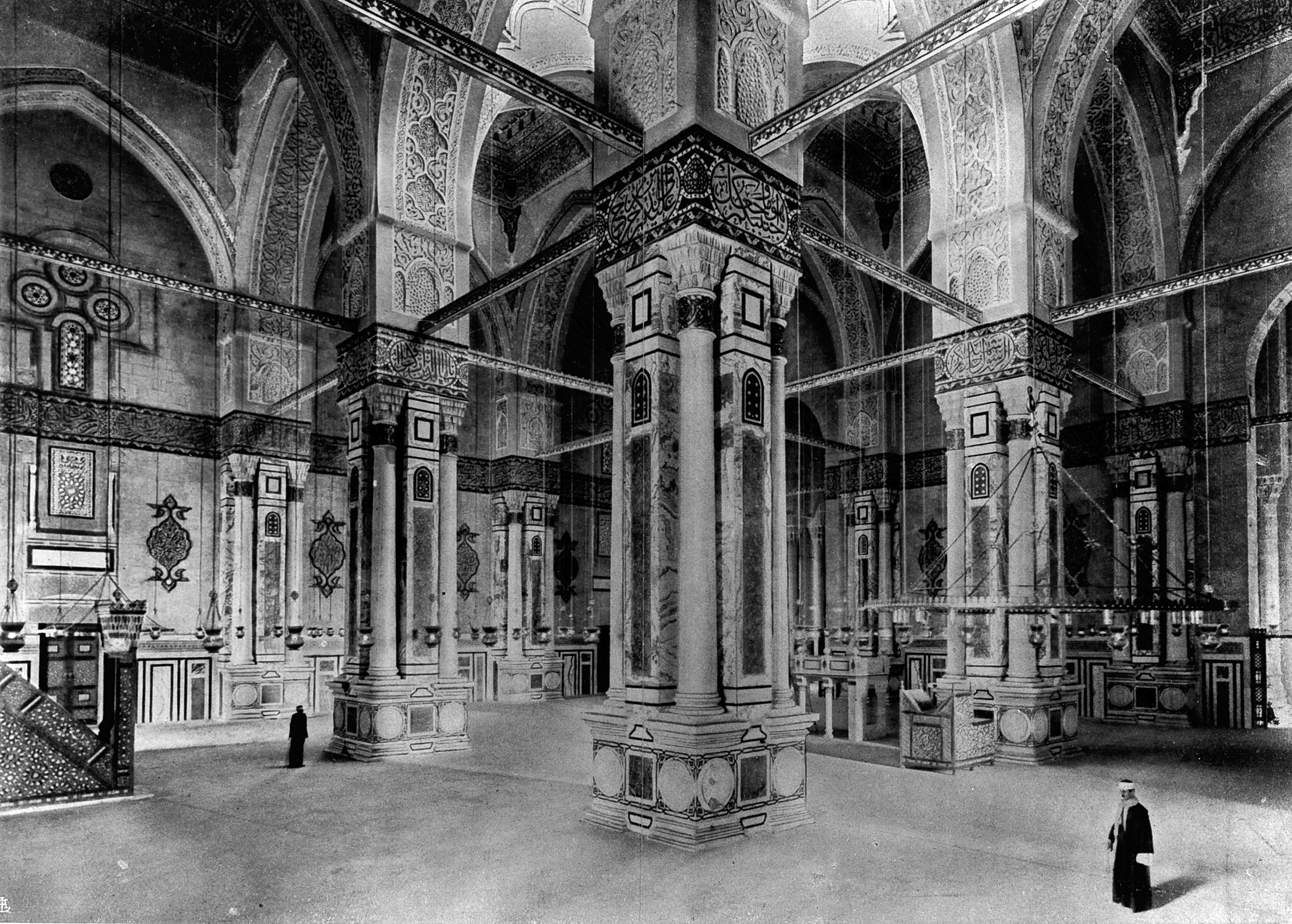
مكان الصلاة بمسجد الرفاعي
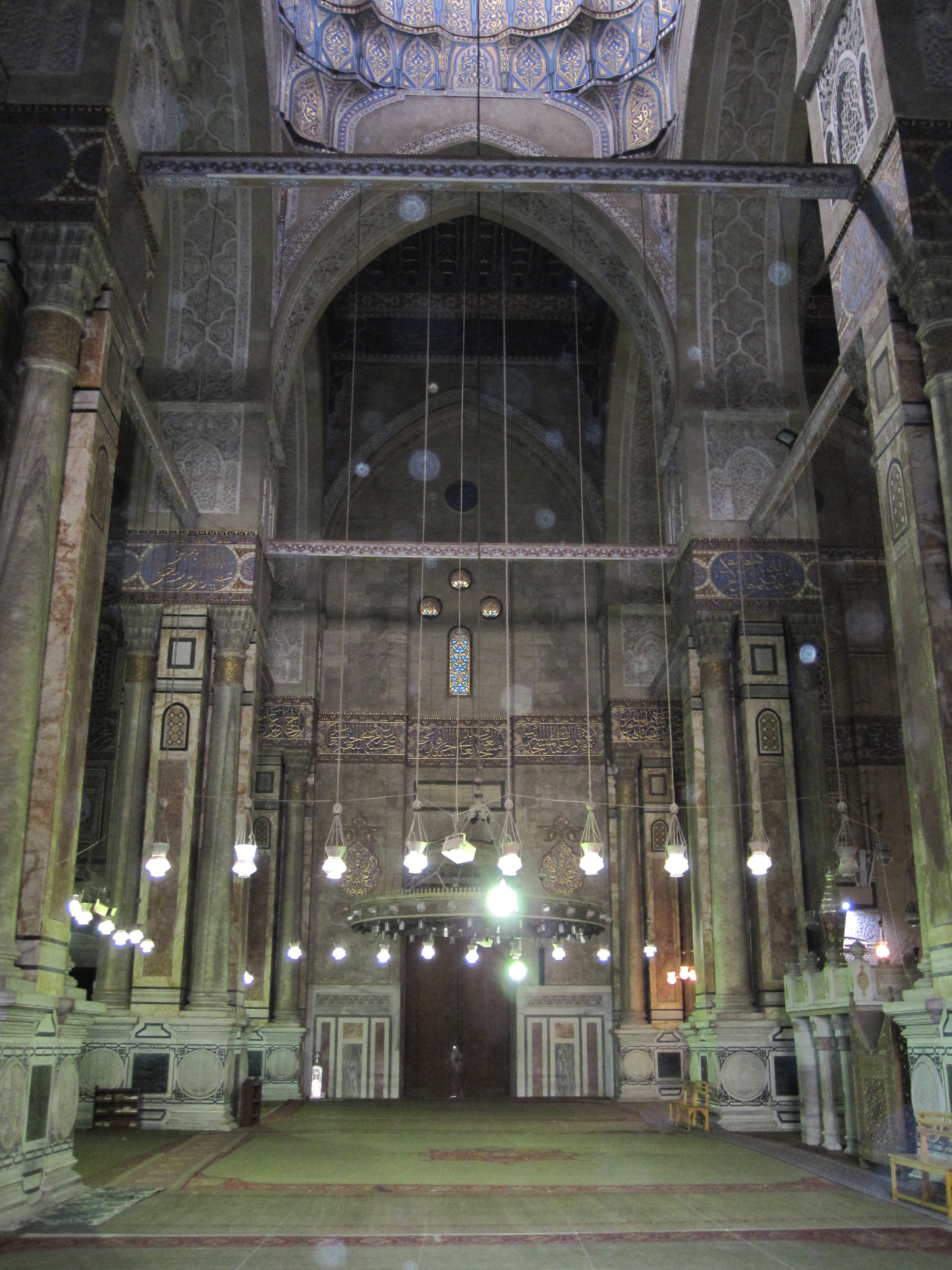
مكان الصلاة بمسجد الرفاعي
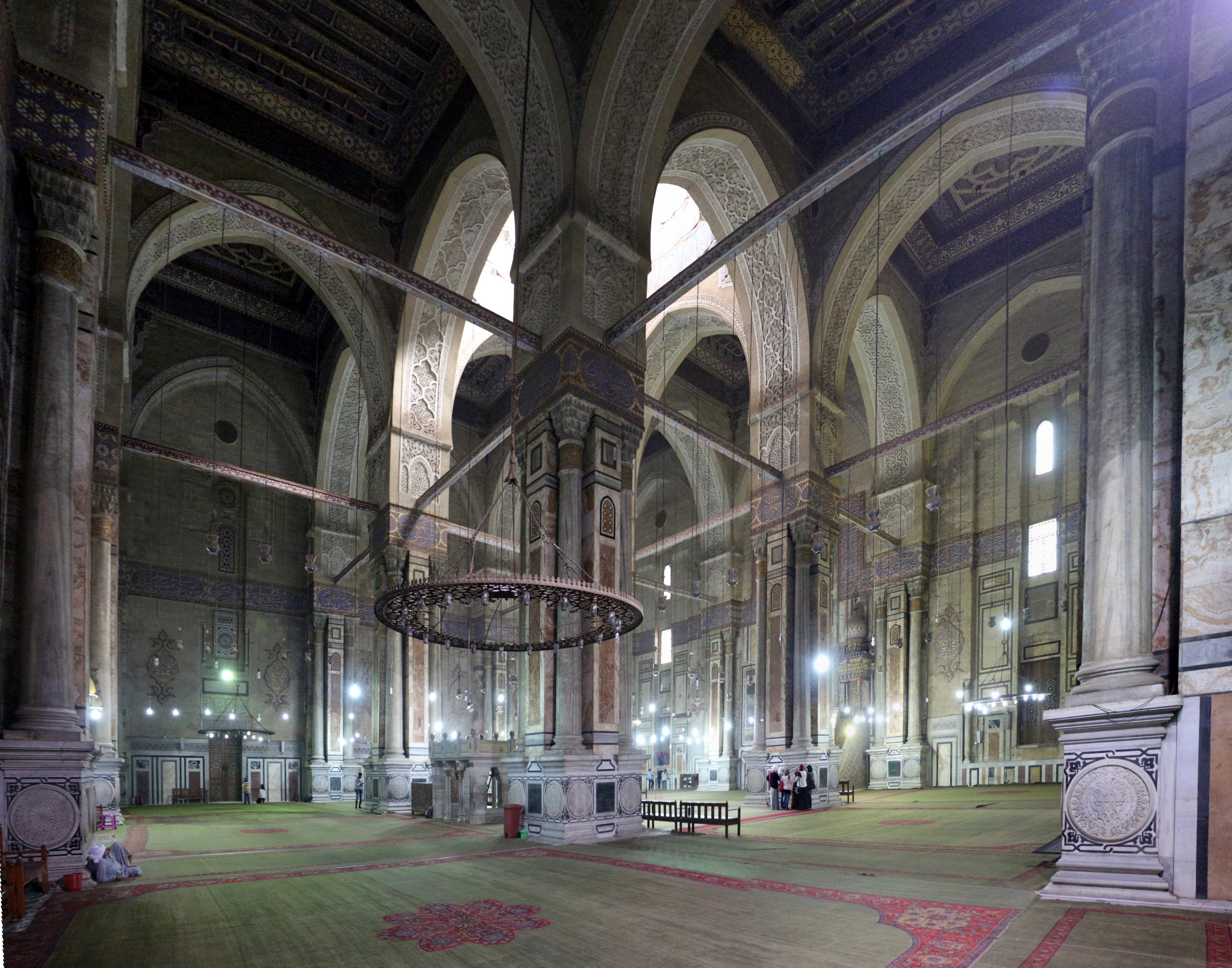
مكان الصلاة بمسجد الرفاعي
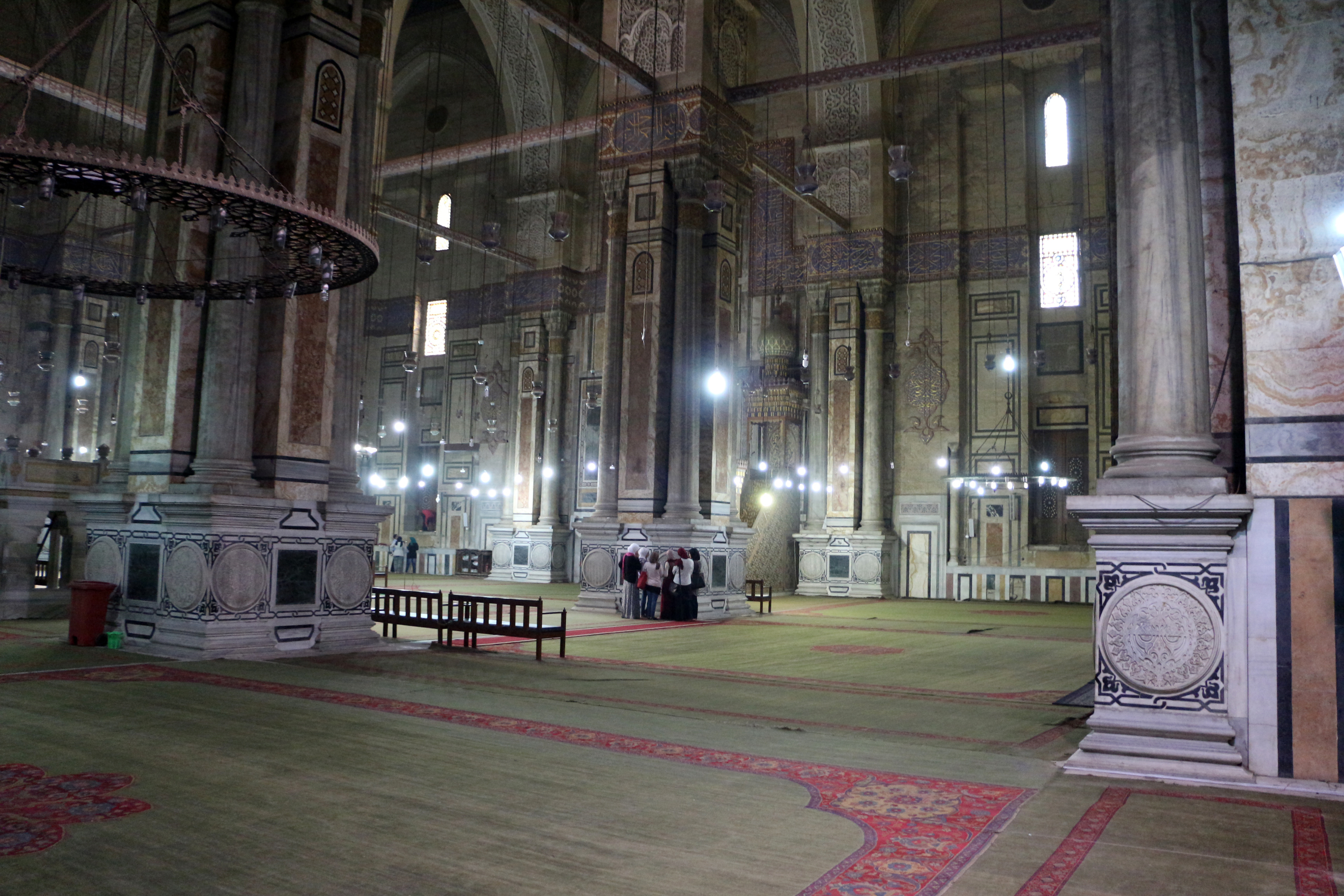
مكان الصلاة بمسجد الرفاعي
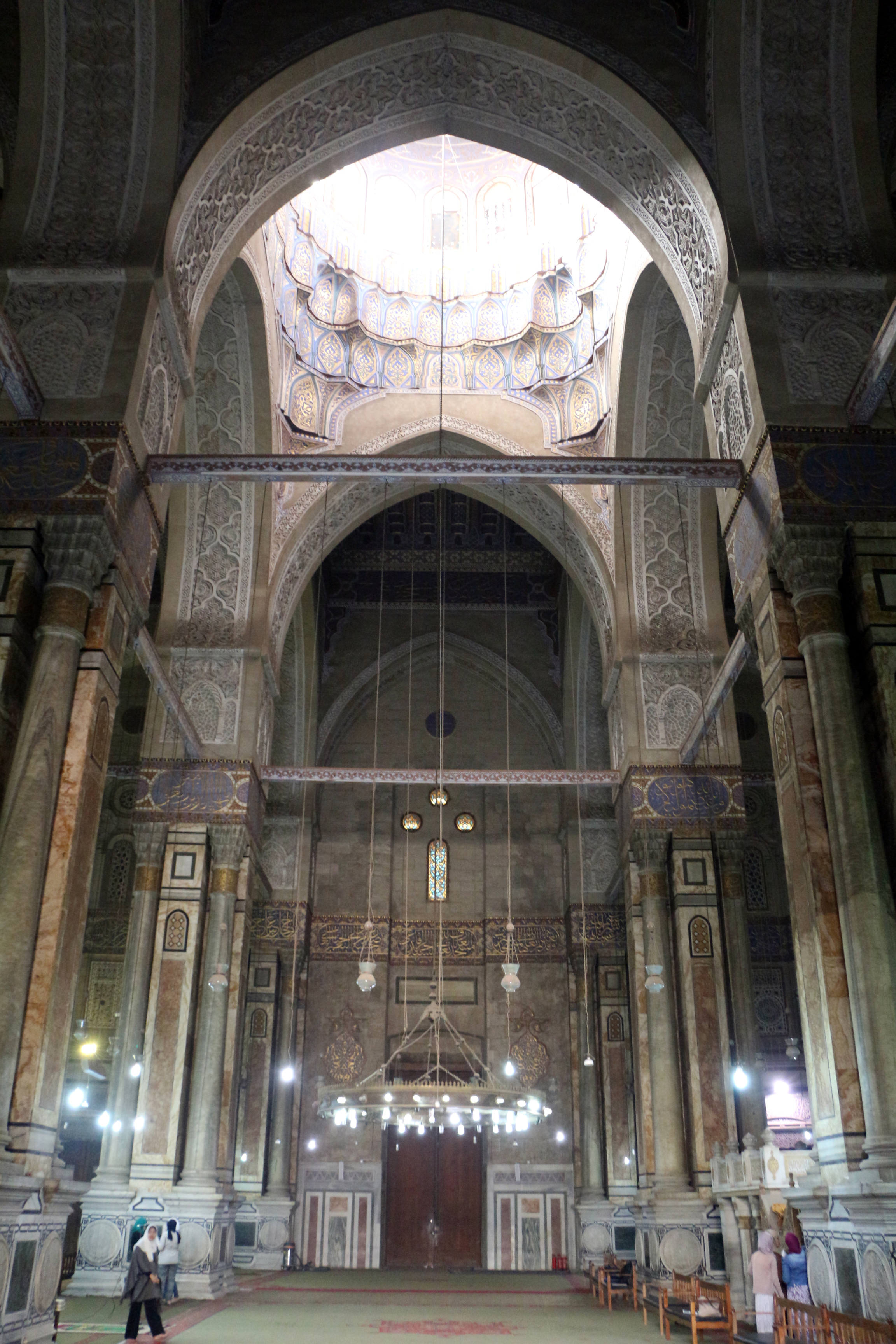
مكان الصلاة بمسجد الرفاعي
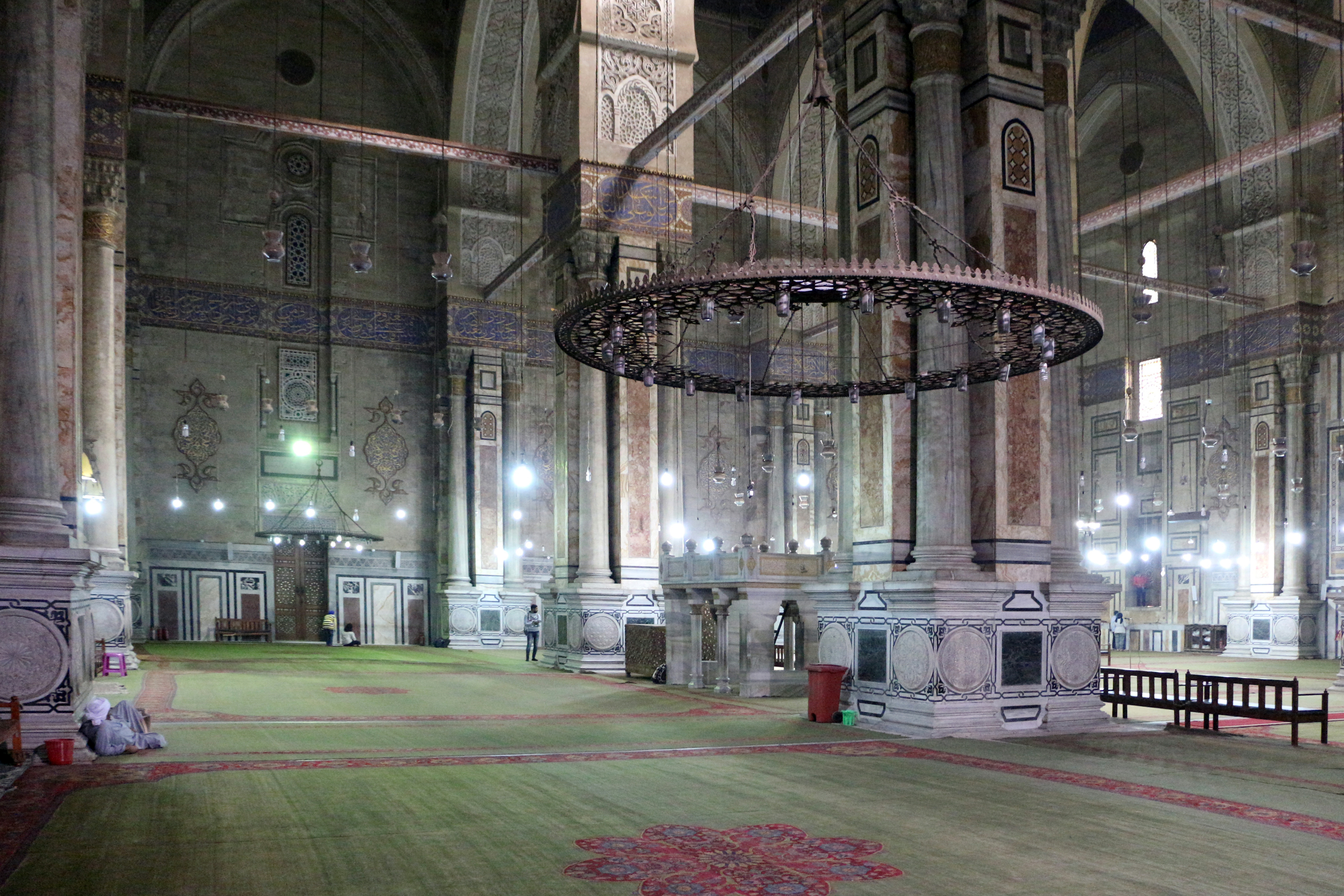
مكان الصلاة بمسجد الرفاعي
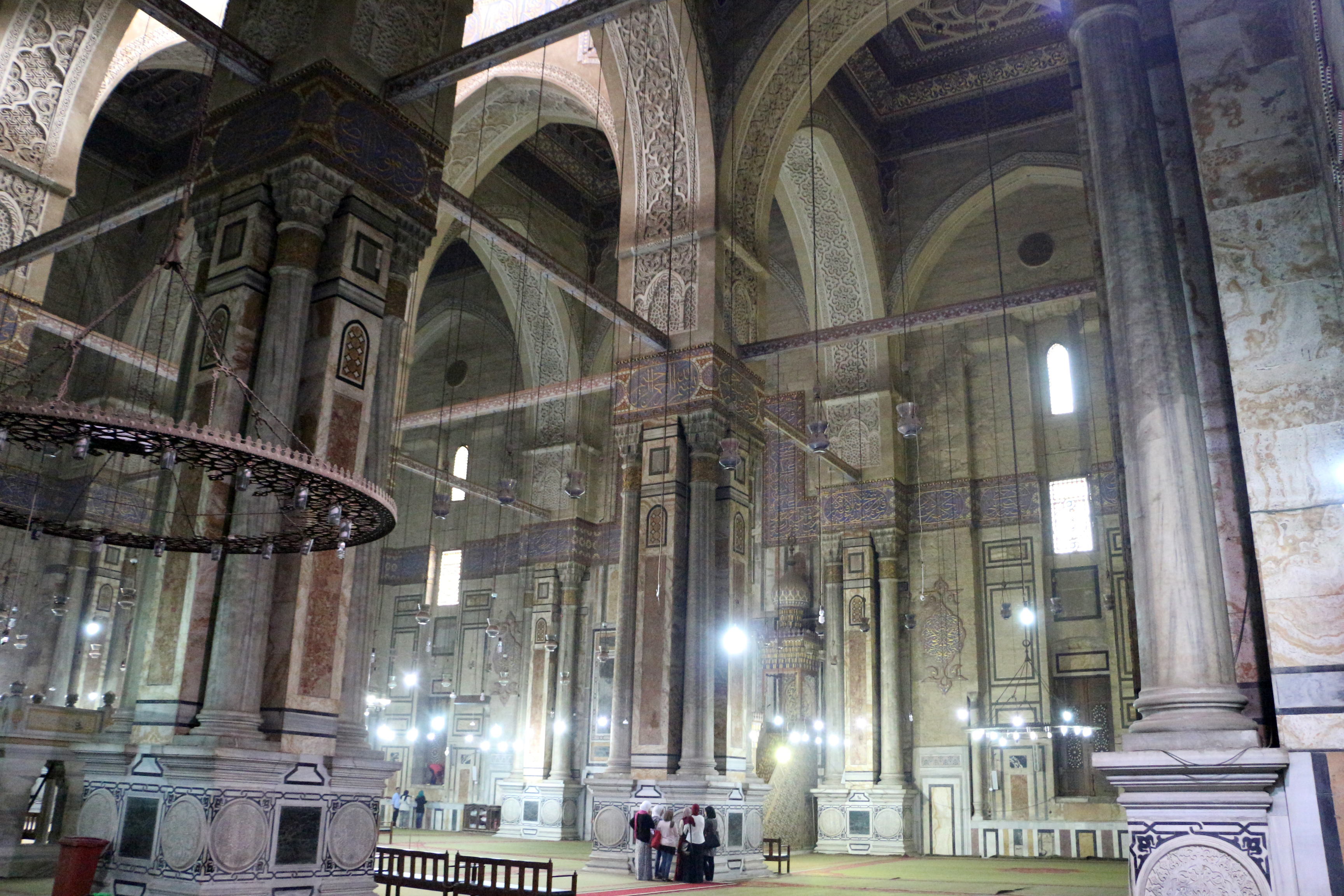
مكان الصلاة بمسجد الرفاعي
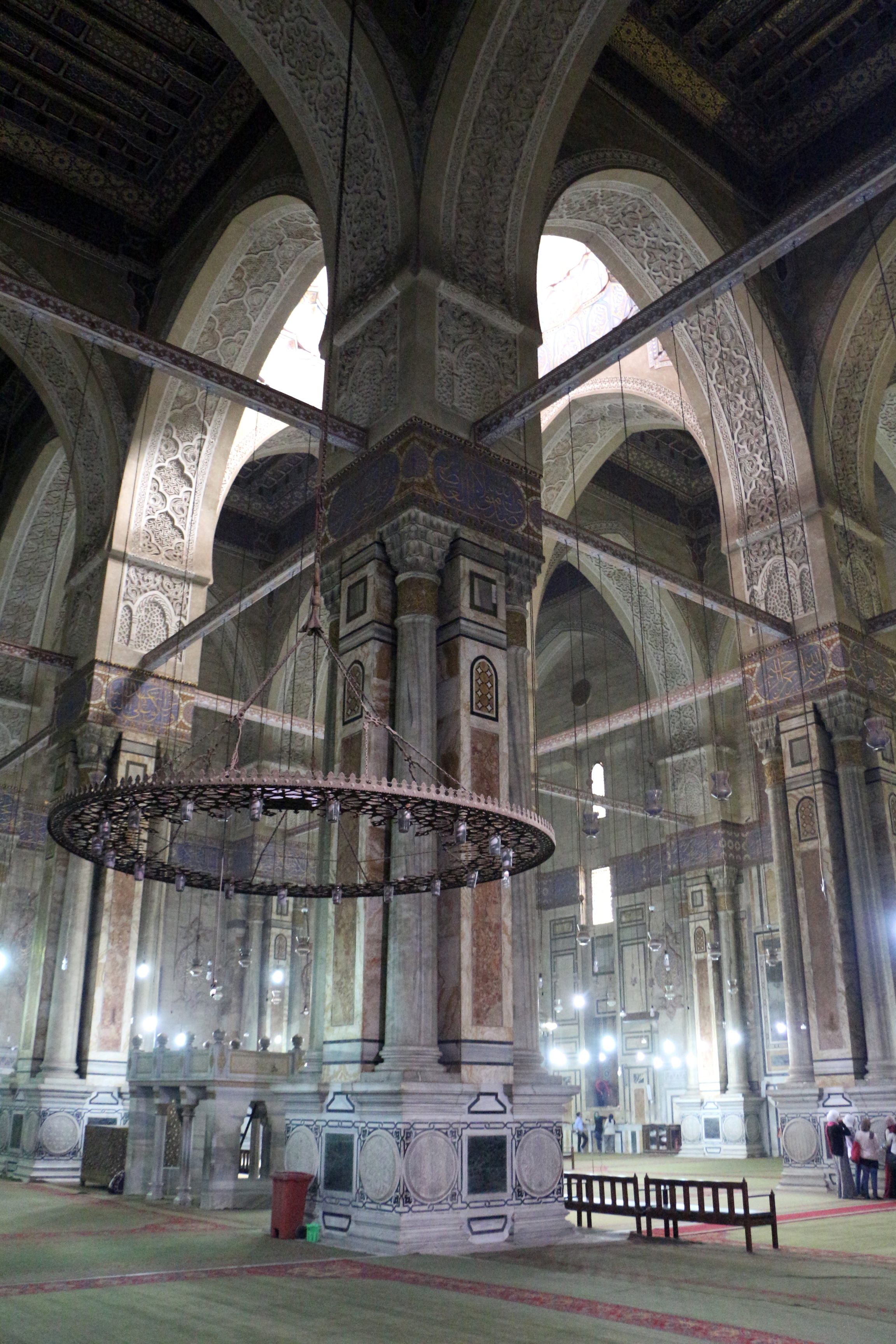
مكان الصلاة بمسجد الرفاعي
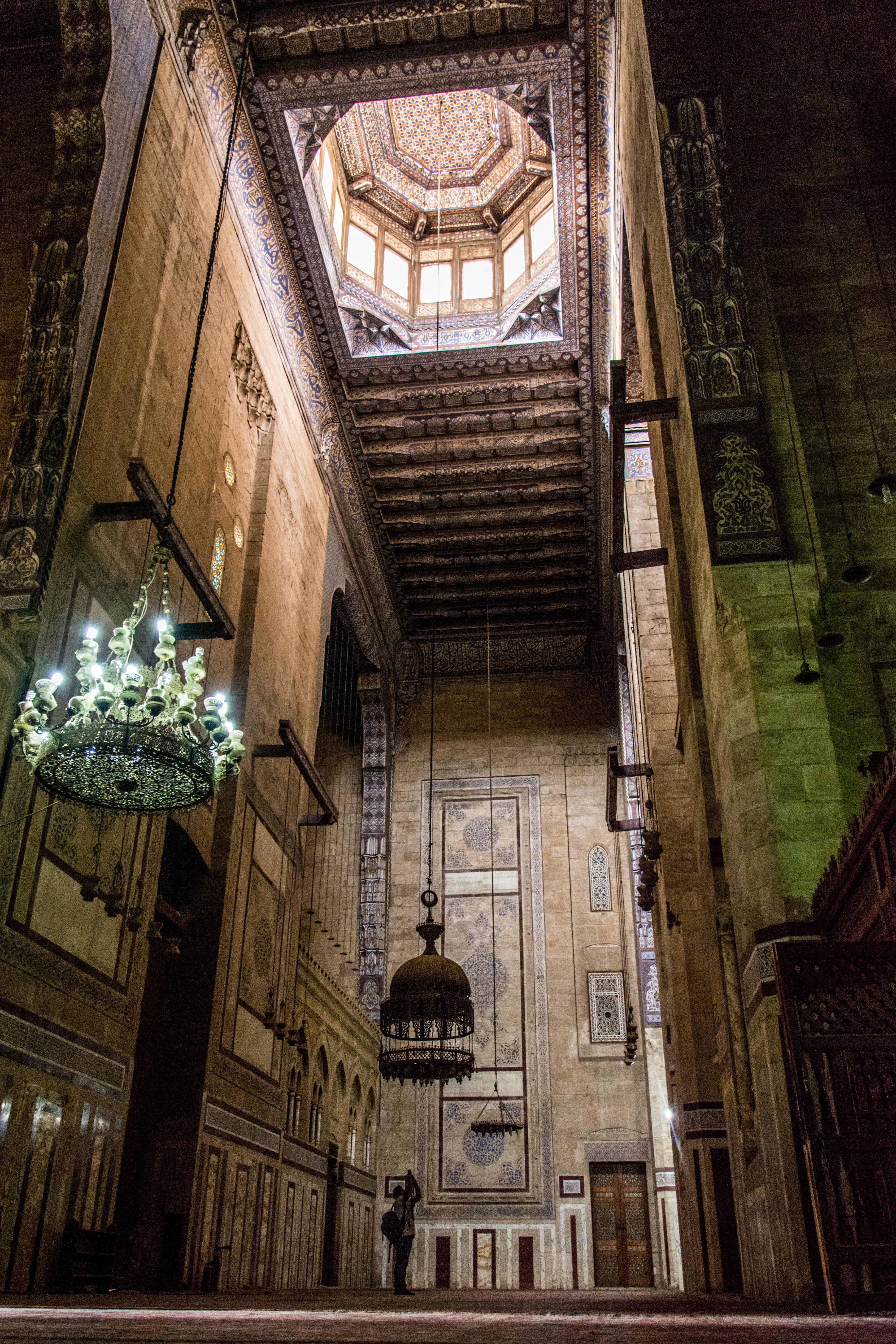
النقوش الداخلية لمسجد الرفاعي
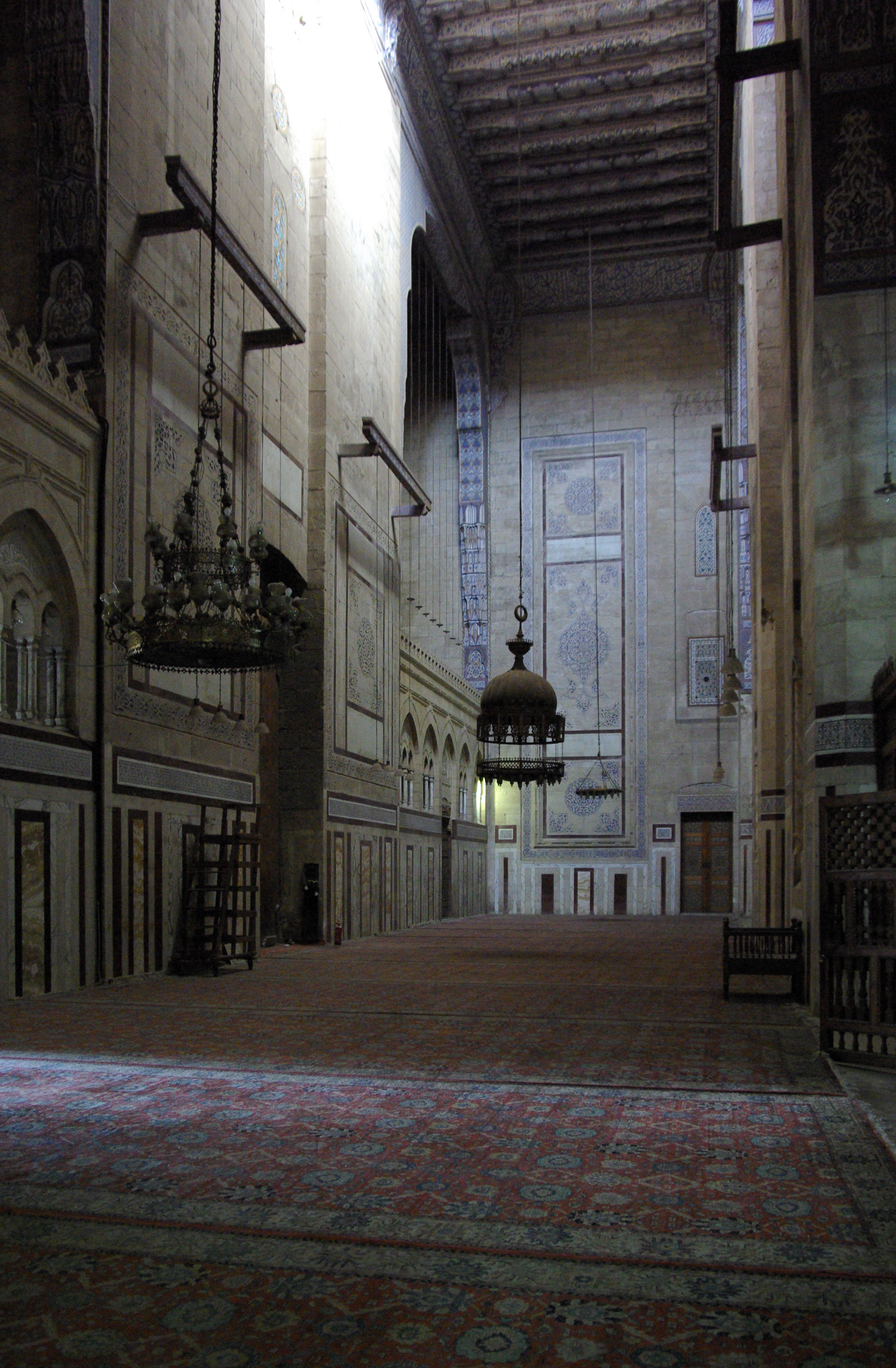
النقوش الداخلية لمسجد الرفاعي
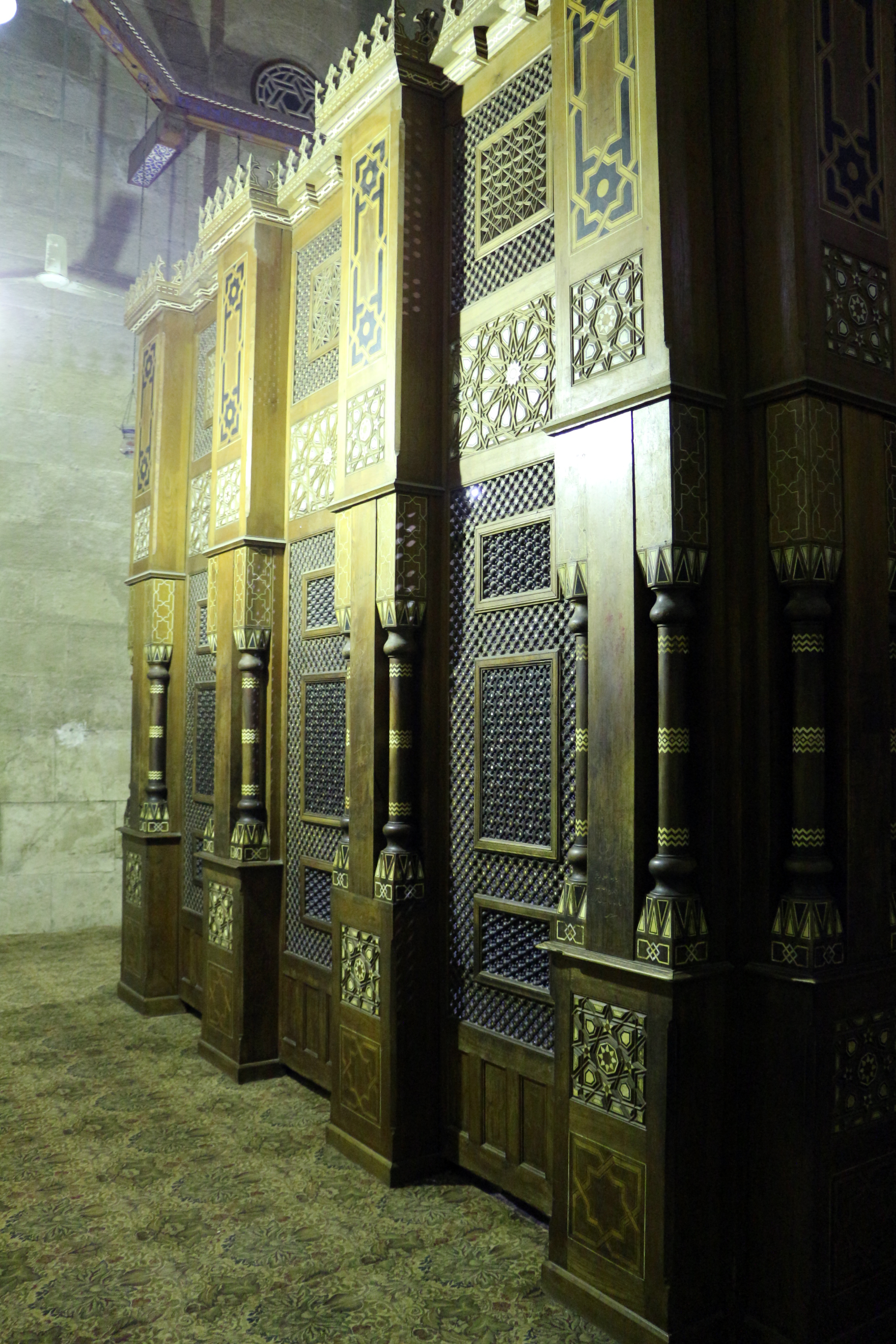
قبر الشيخ علي أبي شباك الرفاعي
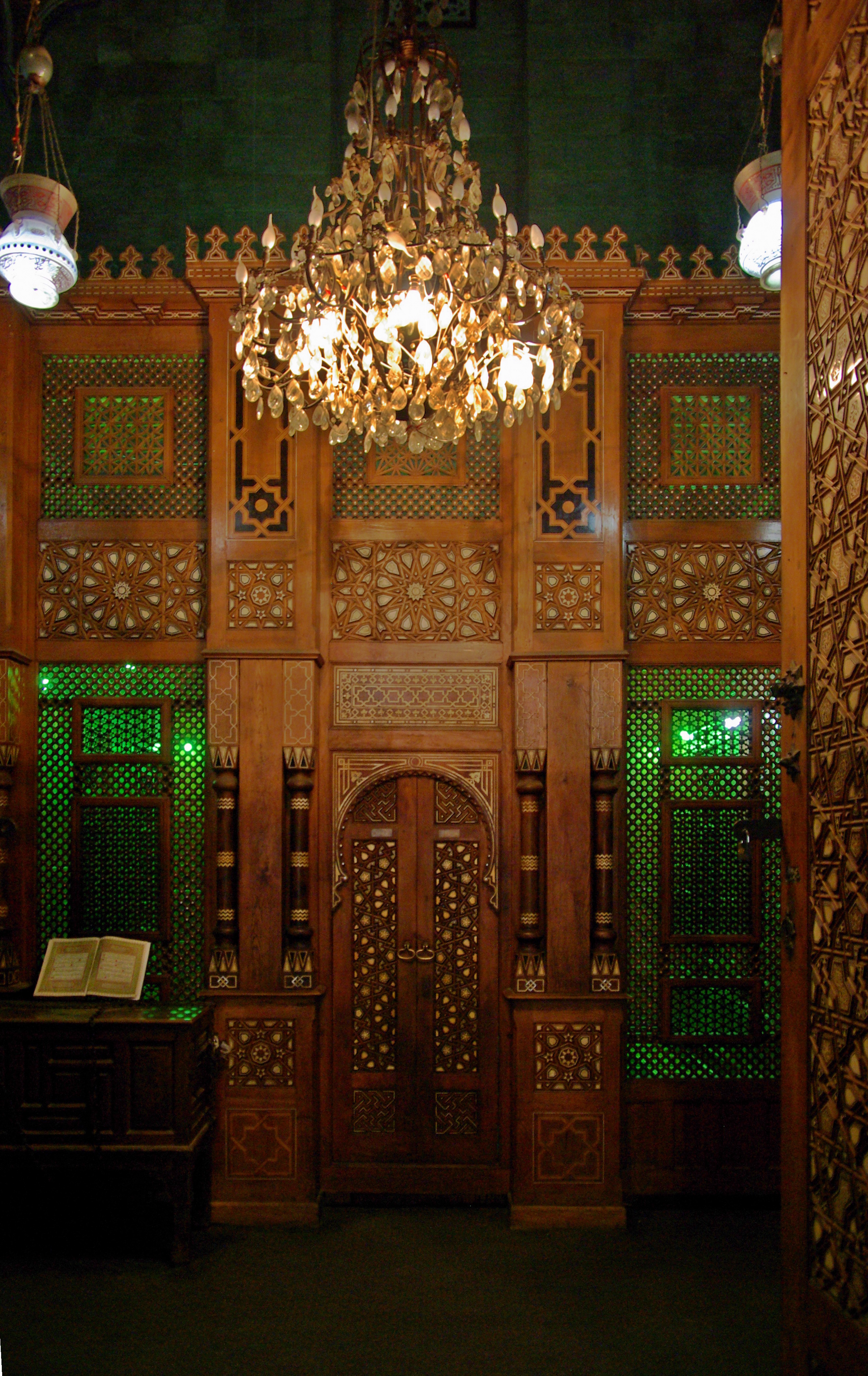
قبر الشيخ علي أبي شباك الرفاعي
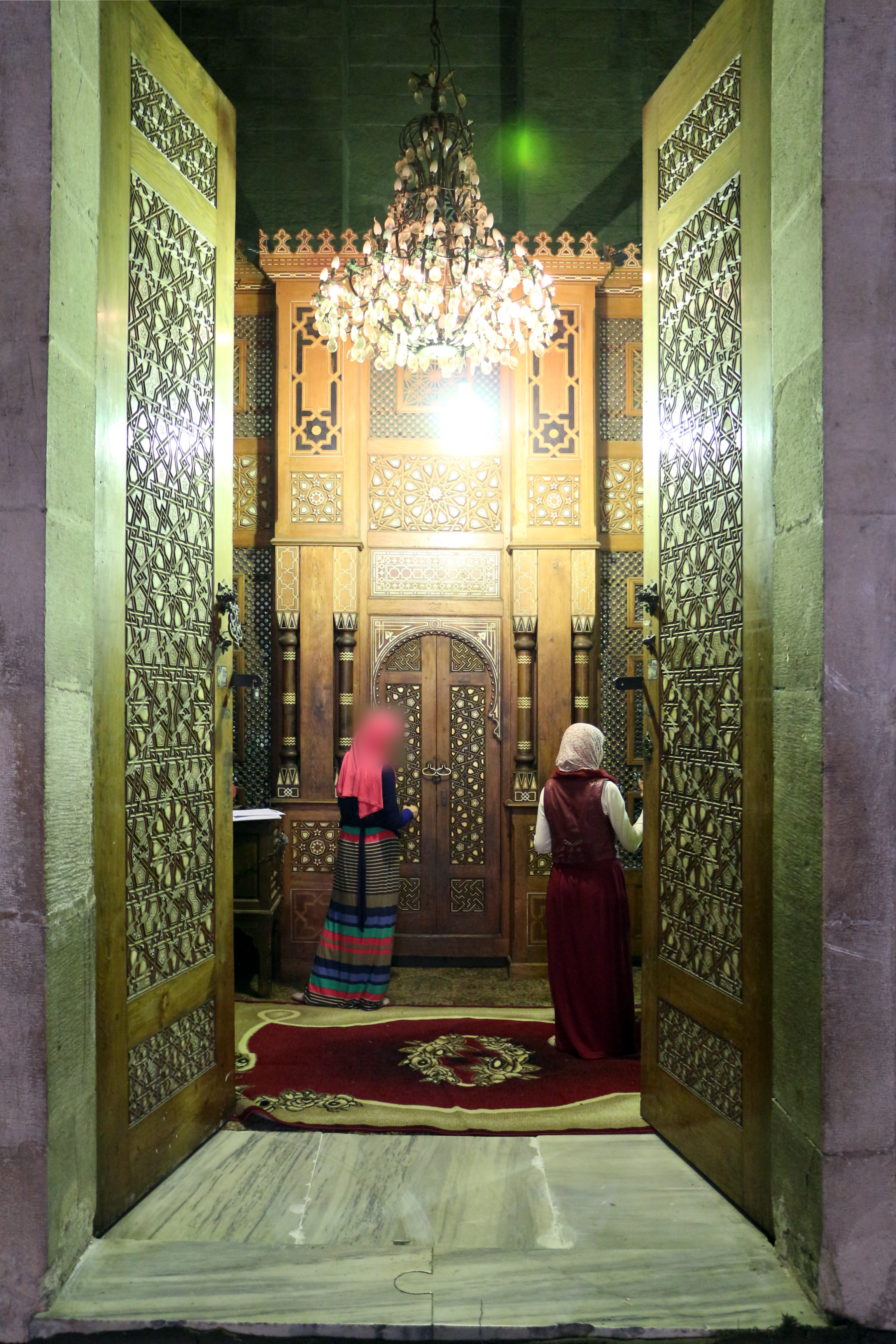
قبر الشيخ علي أبي شباك الرفاعي